# Вітряк

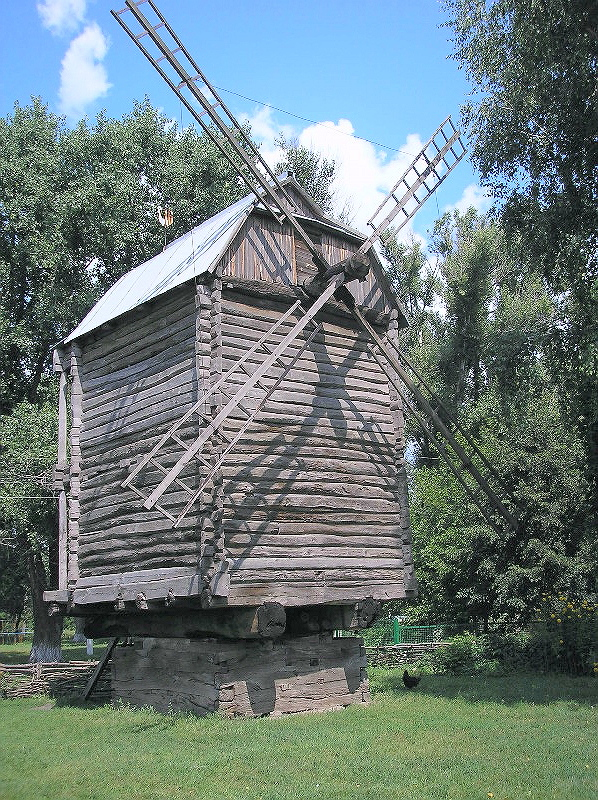
Вітряк у музеї села Прилісне Донецької області

Вітря́к, вітряний млин — млин, що використовує силу вітру як джерело енергії. У деяких місцевостях вітряки використовують для помпування води, вимолочування або подрібнення зерна, розпилу деревини.
Також вітряками з появою електрогенераторів інколи називають турбіни вітрових електростанцій.

## Історія

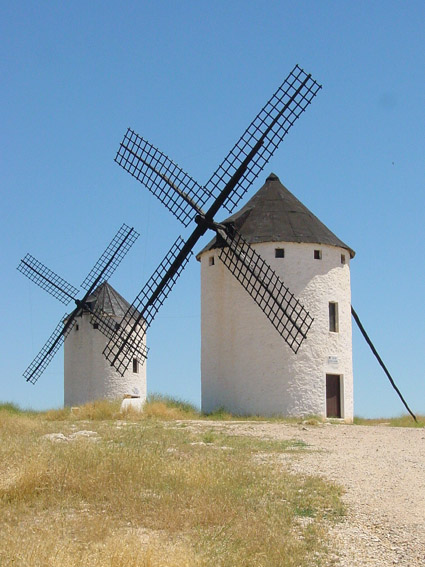
Вітряки в Ла-Манча, Іспанія

Будова шатрового вітряка:
1 — кам'яний фундамент
2 — зовнішня галерея
3 — труба для борошна з мішком під нею
4 — посад (жорна разом з механізмом обертання) з кошем над ним
5 — цівкове колесо (шестірня) головного вала
6 — цівкове колесо (шестірня) веретена жорен
7 — головний вал
8 — підіймач для мішків з приводом до головного вала
9 — підіймальний стіл головного вала
10 — корончасте колесо головного вала
11 — кільцева рейка кремальєри обертового шатра
12 — втулка крилового вала
13 — жердини («рамена») з крилами
14 — криловий вал
15 — гальмове колесо
16 — колесо орієнтації («віндроза»)
Літерами позначені поверхи:
A — зала доставки
B — галерейний поверх
C — борошняний поверх
D — жорновий поверх
E — поверх підіймача
F — шатровий поверх (?)
G — шатро

Вважається, що вітряки, або вітряні млини з'явились пізніше, ніж водяні. Є відомості про вітряки у стародавній Персії близько VII ст. до н. е. та в Китаї у XIII столітті н. е. Перські вітряки мали вертикальну вісь і горизонтальне колесо з крилами, які працюють аналогічно вітрилам. Такі вітряки і понині можна зустріти на Близькому Сході. Простішу конструкцію мають китайські вітряки, які являють собою дерев'яну карусель з прикріпленими прямокутними вітрилами.
У Європі, вітряки згадуються з середніх віків, потрапивши туди через Візантію й арабів (очевидно, під час хрестових походів). Найранніші згадки датуються XII століттям. Європейці застосували на вітряках вже використовувану у водяних млинах зубчасту передачу, що уможливило розташувати крила вертикально. Близько 1105 р. вітряки з'являються у Франції, 1140 р. — в Англії, 1393 р. — в Німеччині (м. Шпейєр), проте, на думку дослідників, по-справжньому технічно досконалий вітряк з'явився лише близько 1430 р. Первісно ними тільки мололи зерно, згодом вітряки почали використовувати як лісопильні та молотарки. Доволі швидко вітряки стали переважати водяні млини у рівнинних регіонах, де нема великого перепаду висот для ефективної роботи водяного млина.
Одними з найвідоміших у Європі вітряків є голландські — з обертовою верхньою частиною. У Голландії їх використовували для помпування води та осушування (дренажу) польдерів і боліт, що було необхідно Для освоєння нових земель. Оскільки один вітряк, відповідно до законів фізики, може помпувати воду тільки на певну висоту, то були побудовані групи вітряків, де кожен наступний випомповував воду до щораз вищого резервуару. Найбільший комплекс з вітряків, що зберігся до нашого часу в Кіндердайку, отримав статус світової спадщини ЮНЕСКО. Не менш відомі вітряки XVII–XVIII ст., зібрані у музеї просто неба в Зансе-Сханс (Північна Голландія).
Ще один європейський регіон, відомий своїми вітряками, — Ла-Манча в Іспанії. Тутешні вітряки стали знаменитими завдяки Сервантесу, який зобразив сцену боротьби з вітряками у своєму романі «Дон Кіхот».

### Вітряки в Україні
В Україні вітряки відомі з ХVІ ст. Спершу їх стали будувати на Волині, де вони найімовірніше були запозичені з Німеччини. Один вітряк міг обслуговувати декілька сіл. Будівництво вітряків активно розвинулося за Гетьманщини, у другій половині ХVІІ — першій половині ХVІІІ ст. Форми найдавніших вітряків були запозичені з чотири- або восьмикутних оборонних веж дерев'яних замків чи монастирів. У XIX ст. на Полтавщині, Слобожанщині, Наддніпрянщині та півдні України вітряків було вже набагато більше, ніж водяних млинів. Пік будівництва вітряних млинів припадає на кінець ХІХ — початок ХХ ст., після скасування кріпацтва. Значна частина з 900 тис. вітряків у Російській імперії перебувала в українських губерніях. Великі вітряки обкладалися податками. На Лівобережжі при цьому кількісно переважали водяні млини, які з'явилися там значно давніше.
Українські вітряки зазвичай будувалися з дерева, в степовій зоні також із каменю. Типово мали один-два поверхи й могли обертатися навколо стовпа, що слугував віссю всієї споруди для вловлювання вітру. Найархаїчніші нерухомі вітряки відомі на Поліссі. Дахи покривали соломою, ґонтом, драницею, а на зламі ХІХ–ХХ ст. і металевою бляхою. Кількість крил була 4, 6 або 8.
Оскільки селяни часто мусили ставати в чергу, чекаючи поки привезене ними зерно буде перемелене, то біля вітряків відбувалися збори громади. Чоловік, який володів млином і працював на ньому, називався мірошником. Млин, як і сама млинарська справа, успадковувалися сином від батька.
У ХХ ст. в Україні з'явилися парові й електричні млини, витісняючи вітряні. Вітряки широко використовували аж до 1960-х років, і вони занепали з поширенням дешевого електропостачання. Залишені без нагляду млини поступово руйнувалися, розбиралися на деревоматеріал, лише невелику кількість зберігали в робочому стані. З 1970-х років пожвавився інтерес до збереження вітряків як пам'яток архітектури. Частина вітряків знайшла своє місце в музеях просто неба.
Вітряк поряд з побіленою хатою, вишневим садом і тополею складають стереотипний український ландшафт.

## Типи

### Стовпові вітряки
Стовпові («німецькі») вітряки встановлювалися на нерухомій зрубній чи мурованій основі («стільці»), на якій містився масивний стовп, глибоко закопаний або закріплений на стійкій хрестовині. Вітряк можна було обертати навколо стовпа, щоб вловлювати вітер, який дме з різних напрямків. Здійснювалося це за допомогою масивного правила, рідше — за допомогою вертушки на шатрі через систему коліс. Швидкість обертання жорен можна було регулювати за допомогою зубчатих передач у межах 60 – 100 обертів на хвилину. Щілина між жорнами, від якої залежала грубість помолу зерна, регулювалася важелем із гвинтом.
Замість стільця може використовуватися кругла споруда з конічним дахом (в англійській мові знана як roundhouse). Окрім функції опори для вітряка, вона виконує також функцію комори.

### Пальтраки
Вітряки-«пальтраки» (пол. paltrak від ниж.-нім. Paltrock) — тип вітряків, на яких теж обертається весь корпус, але замість осі-стільця використовують широке колесо в основі.

### Шатрові вітряки
Шатрові («голландські») вітряки мають обертовий ковпак чи шатро на нерухомій будівлі. Називалися також «кругляками». Орієнтація таких вітряків проти вітру може здійснюватися як вручну за допомогою воротила, так і автоматично — через вертушку і систему коліс.
В Україні були поширені шатрові вітряки типу Д-15, розроблені Володимиром Стрільцем на початку 50-х років ХХ століття. Конструктивно прості у виготовленні, вони мають добрі показники потужності, ефективності, надійності та економії виробничих матеріалів.

### Інші
- Вежовими вітряками (нім. Turmwindmühle, англ. tower (wind)mill, нід. torenmolen, фр. moulin tour) називають вітряки, що складаються з кам'яної чи цегляної вежі, на якій встановлено дерев'яний ковпак з крилами[7][8][9][10][11].
- Колчанові вітряки посідають проміжне положення між стовповими і шатровими, оскільки їхній поворотний круг розташовується приблизно на половині їхньої висоти.

## Будова

### Крила
Вітряки мають чотири, шість або й вісім крил. Крила складаються з двох (рідше 3-4) товстих жердин (рамен), закріплених хрестоподібно на втулці крилового вала. На рамена кріпляться поперечні короткі жердинки (глиці), а на них — обшивка крил. Після завершення роботи обшивка прибирається, часто її згортають у рулони і прив'язують до рамен, аналогічно вітрилам до рей на кораблях з прямим вітрильним озброєнням.
Крила досконалішої конструкції можуть змінювати вітрильність. Для цієї мети обшивка їх складена з окремих щитків, кожен з яких повертається на осі за допомогою важелів. Кінці важелів з'єднані спільною тягою, що йде паралельно рамену. Кінці тяг сходяться у втулці, де за допомогою особливого пристрою, «павука» (нід. spin), приєднуються важелями до стрижня, який проходить усередині порожнистого крилового вала. Задній кінець стрижня з'єднаний із зубчастою рейкою, що зчіплюється із зубчастим сектором, на осі якого закріплений передній кінець довгого важеля, винесеного назовні будівлі вітряка. Вище вихідного прорізу важеля на шатрі розташована вантажна стріла, через блок якої проходить довгий мотузок, кінці якого спускаються донизу, і до одного з них кріпиться задній кінець важеля. Унизу до кінців мотузка причіплюють тягар, зміною ваги якого можна регулювати швидкість обертання вала. Механізм працює за принципом зворотного зв'язку: коли тиск вітру на стрижень зменшується, він повертає сектор і опускає важіль, тягар повертає щитки перпендикулярно до вітру; якщо ж тиск вітру збільшується, важіль підіймається і повертає щитки ребром до вітру.
Існує також конструкція регулятора, в якому замість стрижня всередині крилового вала використовують встановлене навколо втулки залізне кільце-рейку (нід. zwichtring). Усередині кільця поміщається кілька роликів, на яких воно повертається. До кільця приєднуються кінці тяг на раменах, і його поворотом через тяги і важелі на осях щитків змінюється і вітрильність крил. Поворот кільця здійснюється за допомогою протягнутого від нього догори дроту чи мотузка, який проходить усередину шатра і далі виходить у задній частині назовні.

Елементи крил
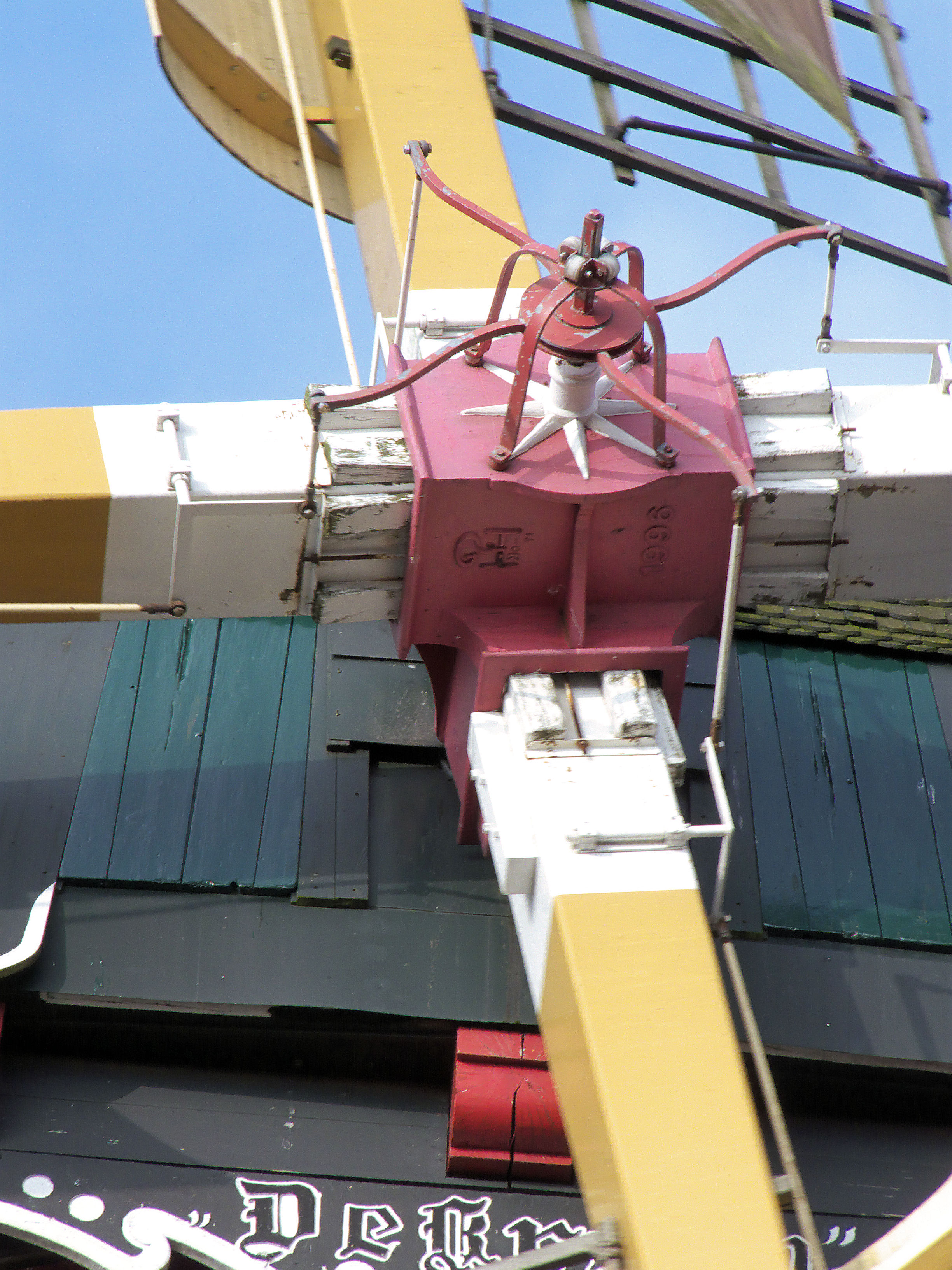
«Павук» з кінцем стрижня всередині крилового вала і кінцями тяг на раменах
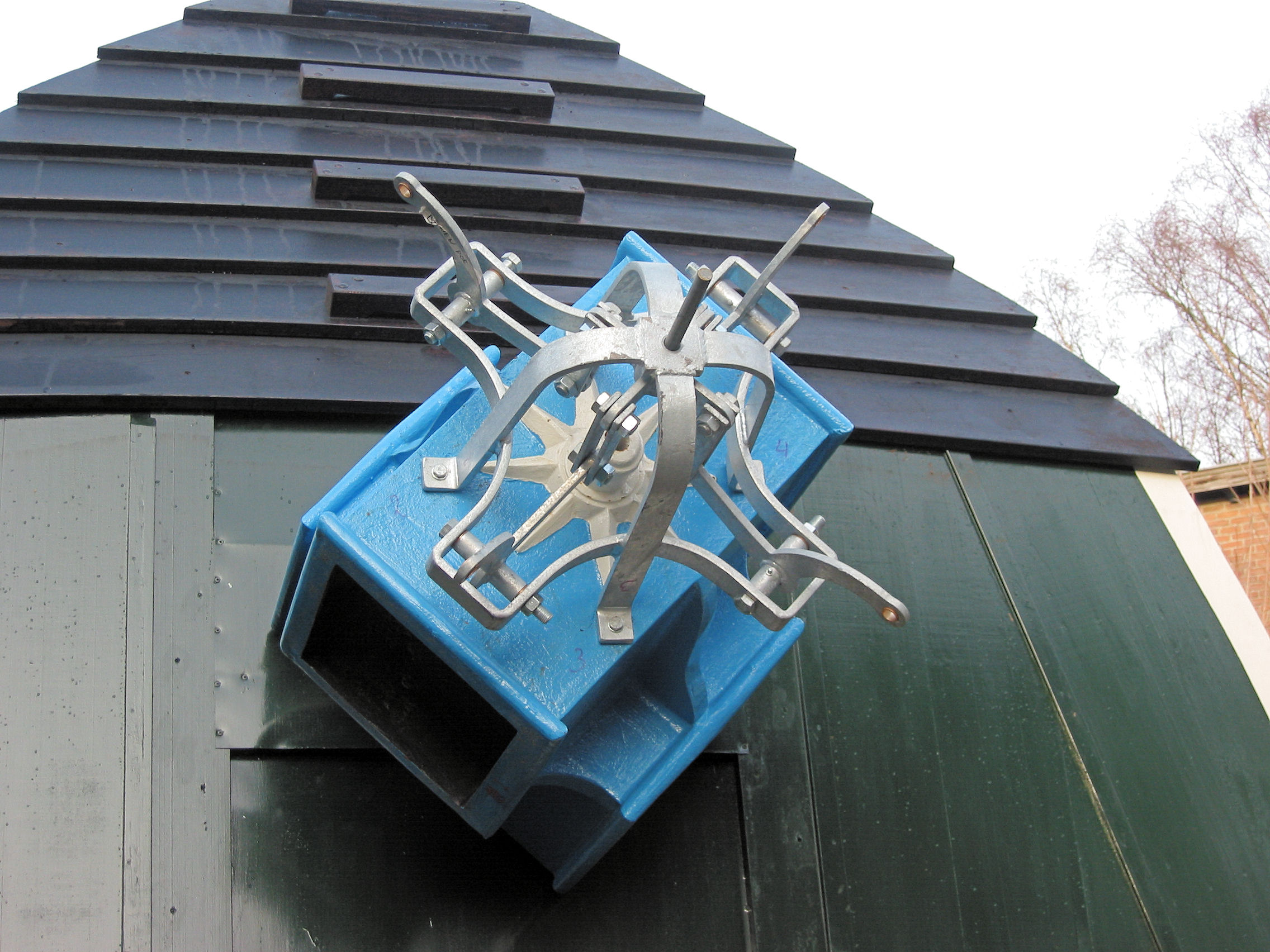
«Павук» на втулці зі знятими крилами
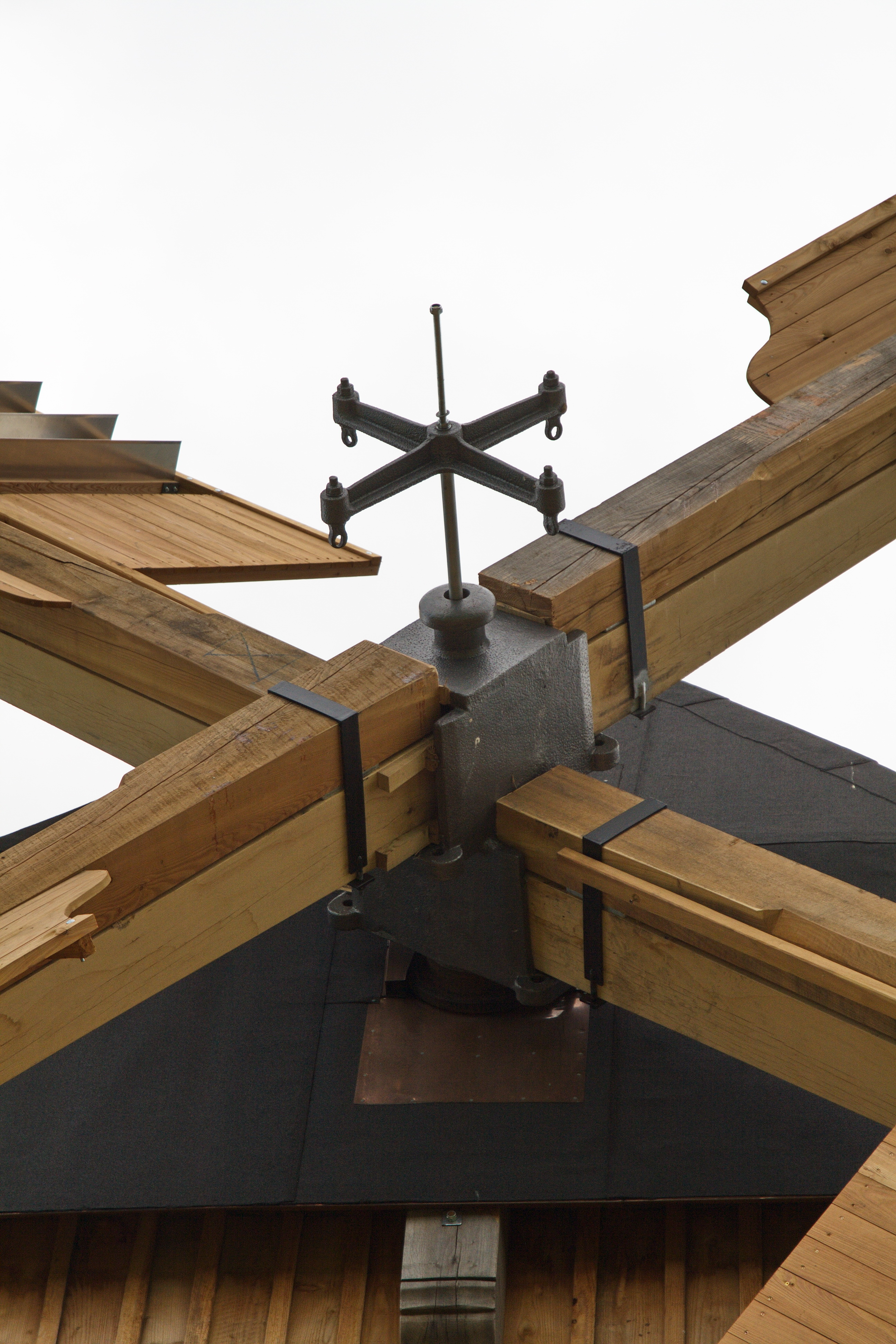
«Павук» на стовповому вітряку
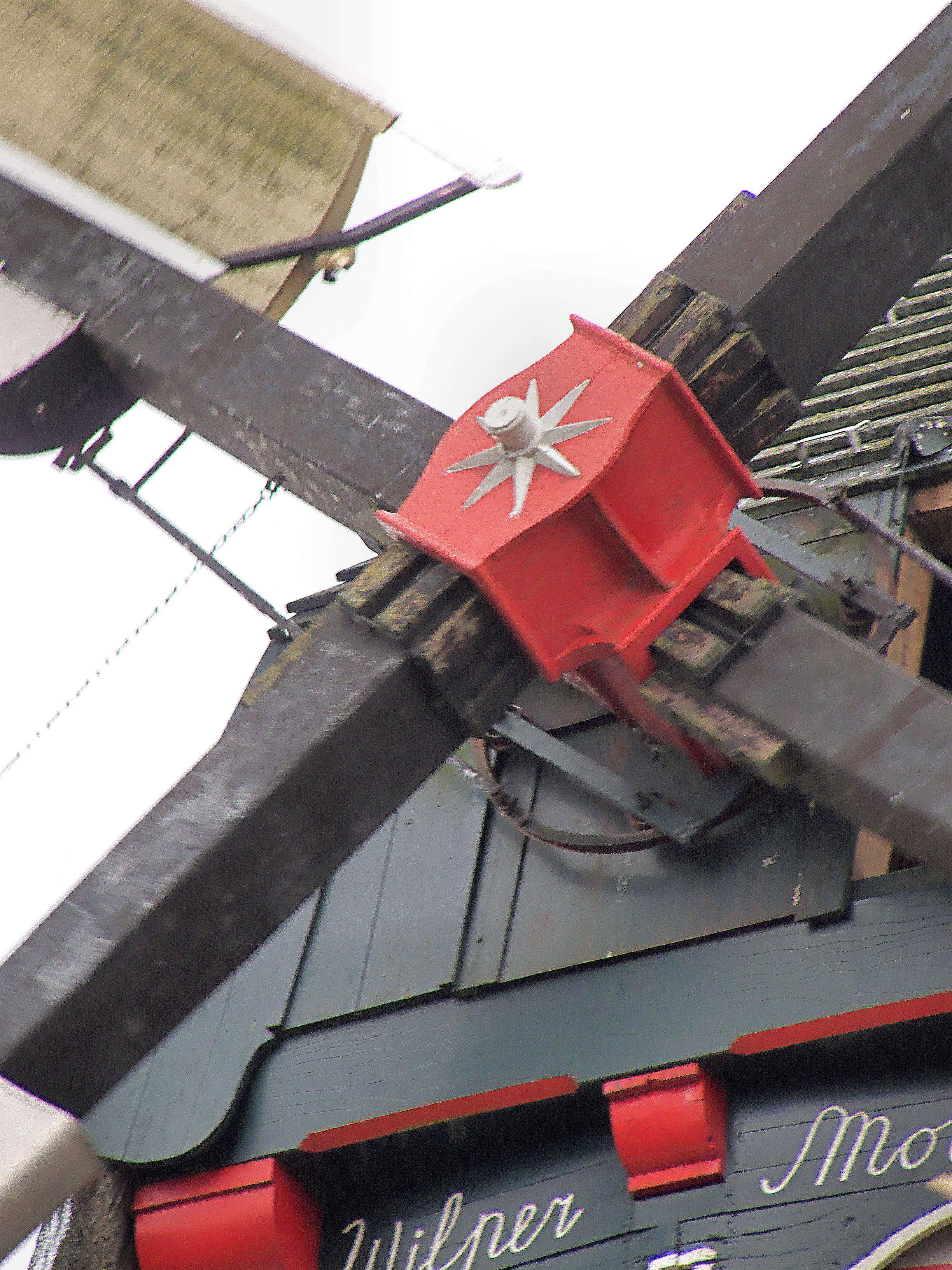
Кільце-рейка з роликами і кінцями тяг
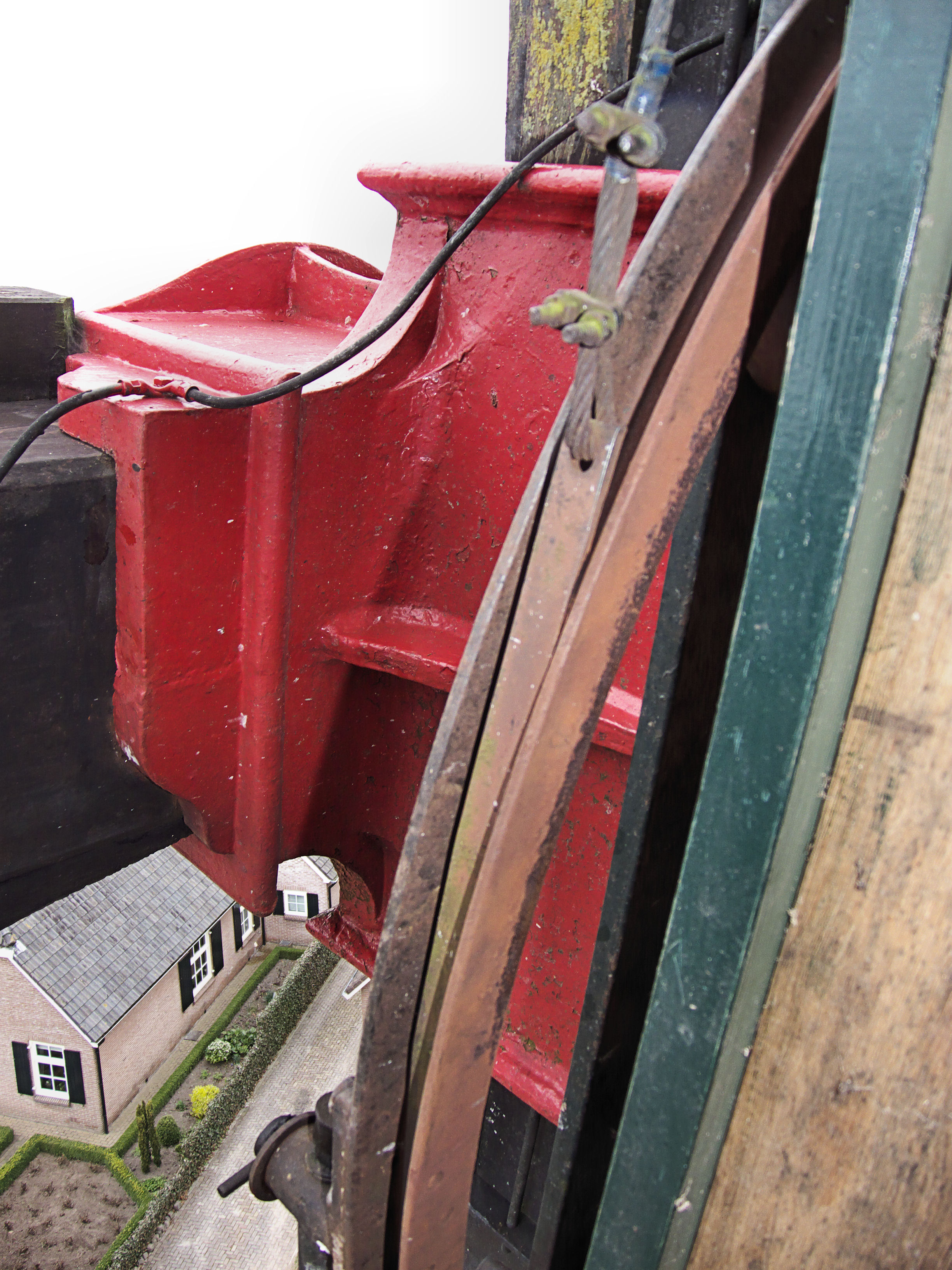
Кільце-рейка з кінцем мотузка
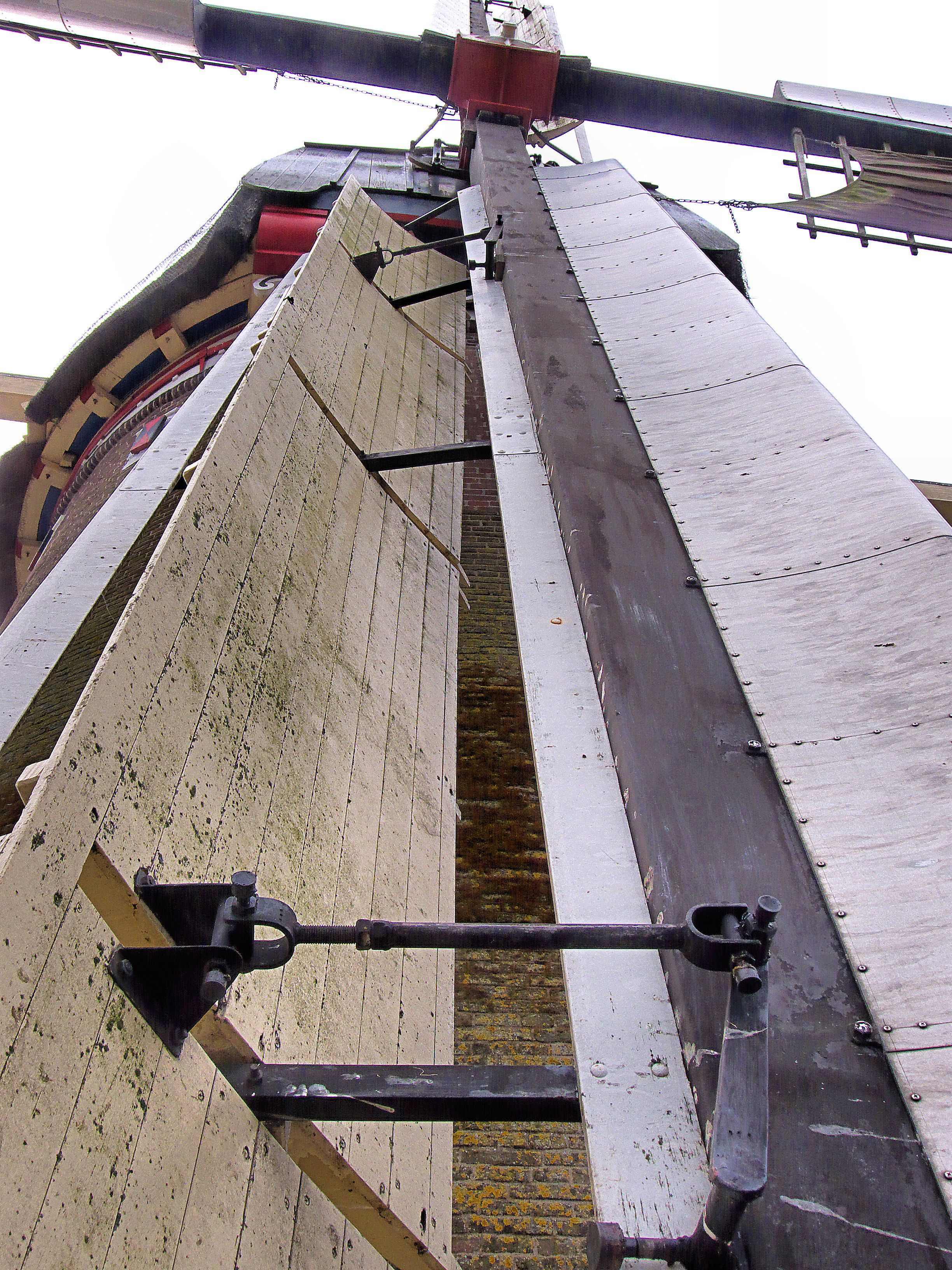
Крила з поздовжніми щитками
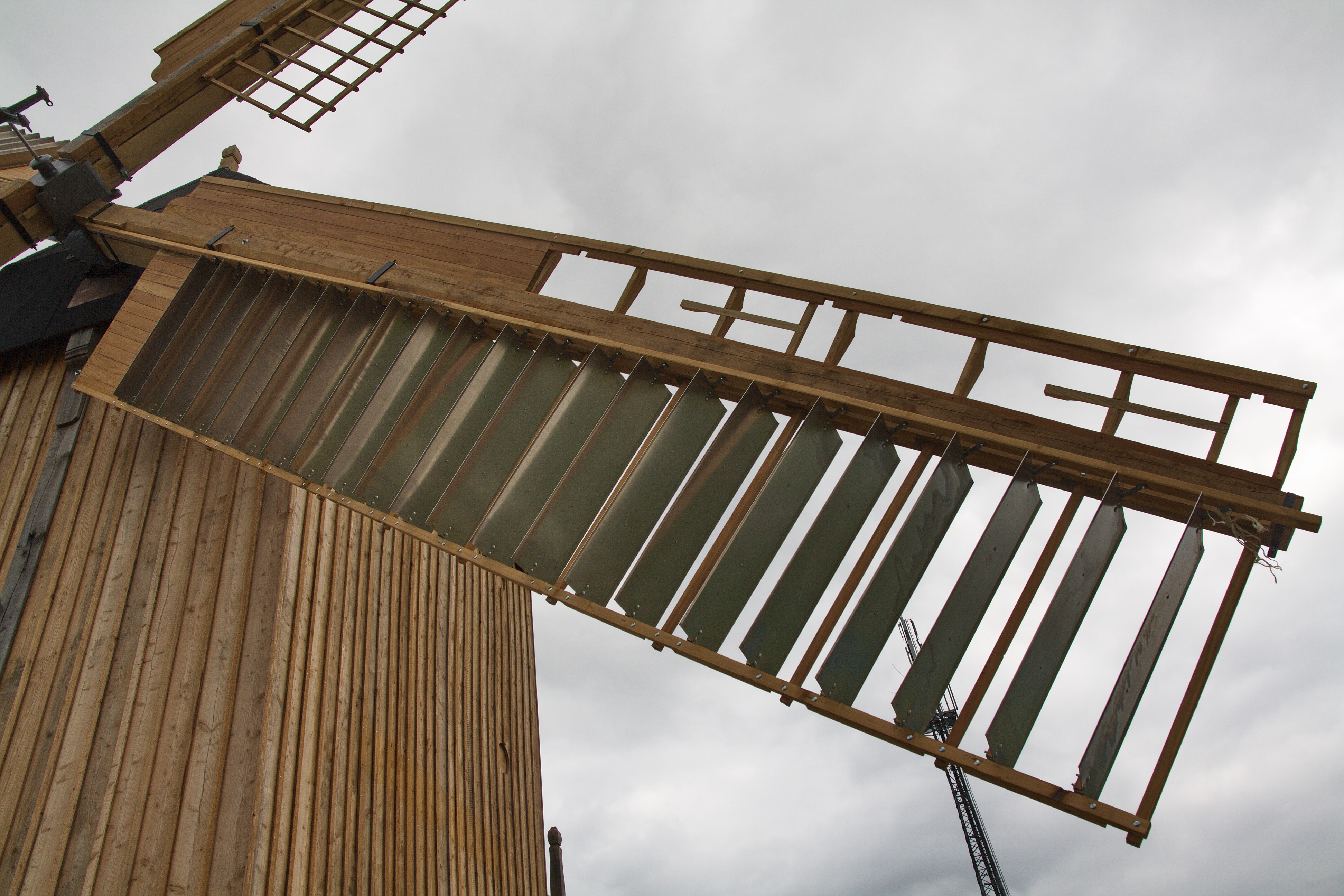
Крила стовпового вітряка з поперечними щитками
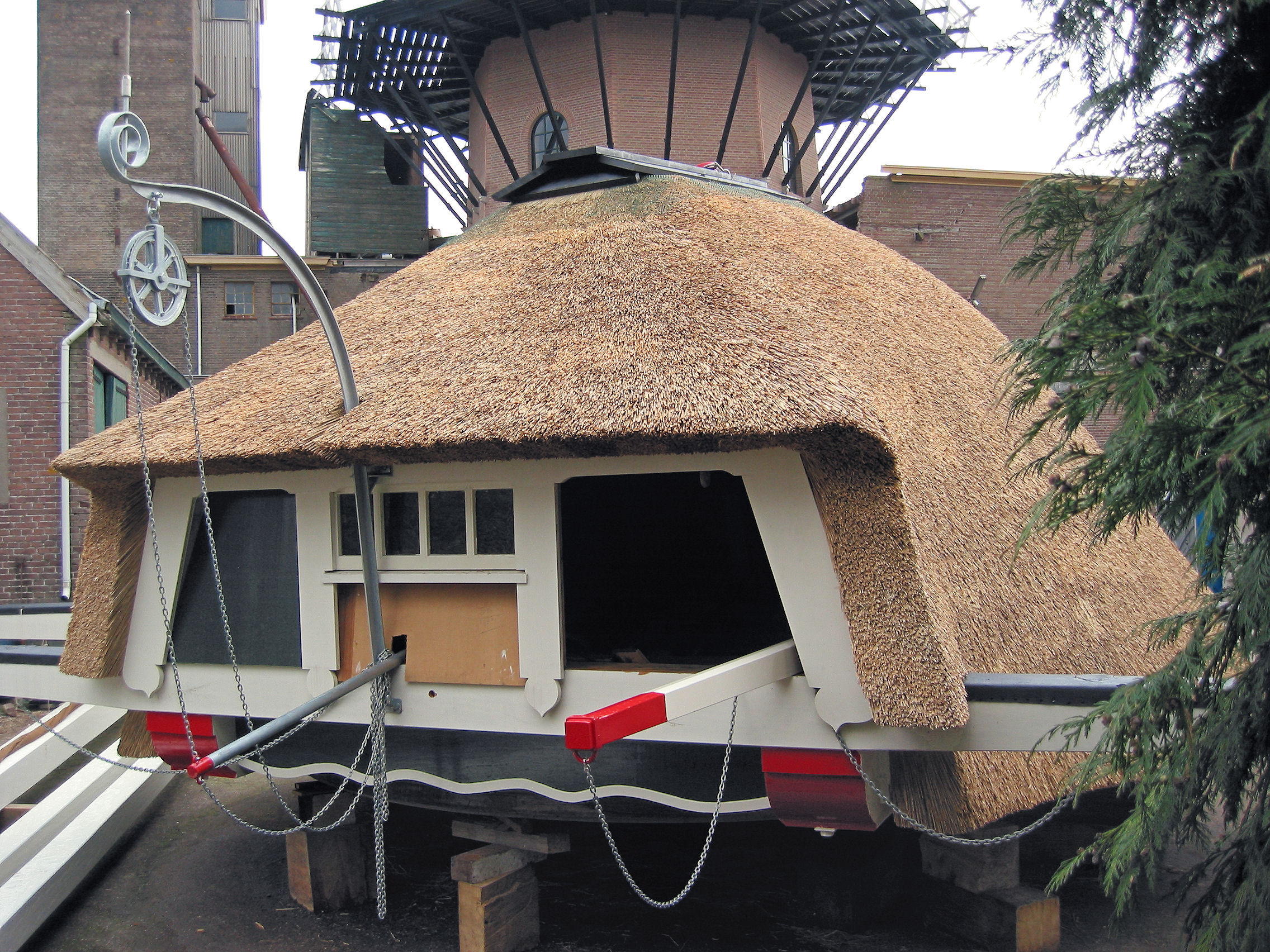
Шатро ззаду, ліворуч важіль і стріла з блоком аеродинамічного регулятора крил, праворуч зовнішній важіль гальма

Обшивка крил
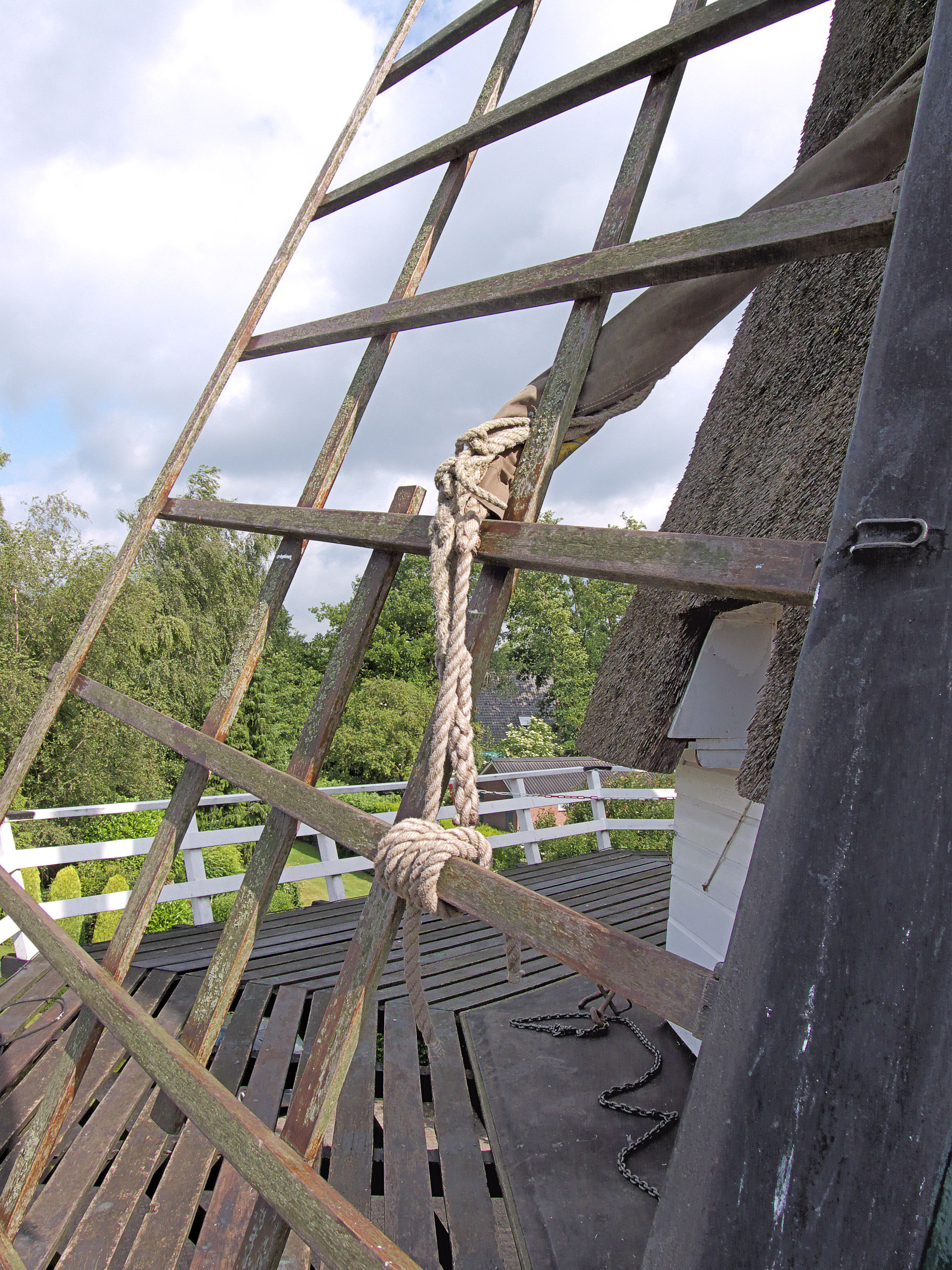
Кінець крила без обшивки
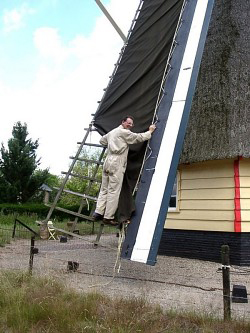
Натягання обшивки
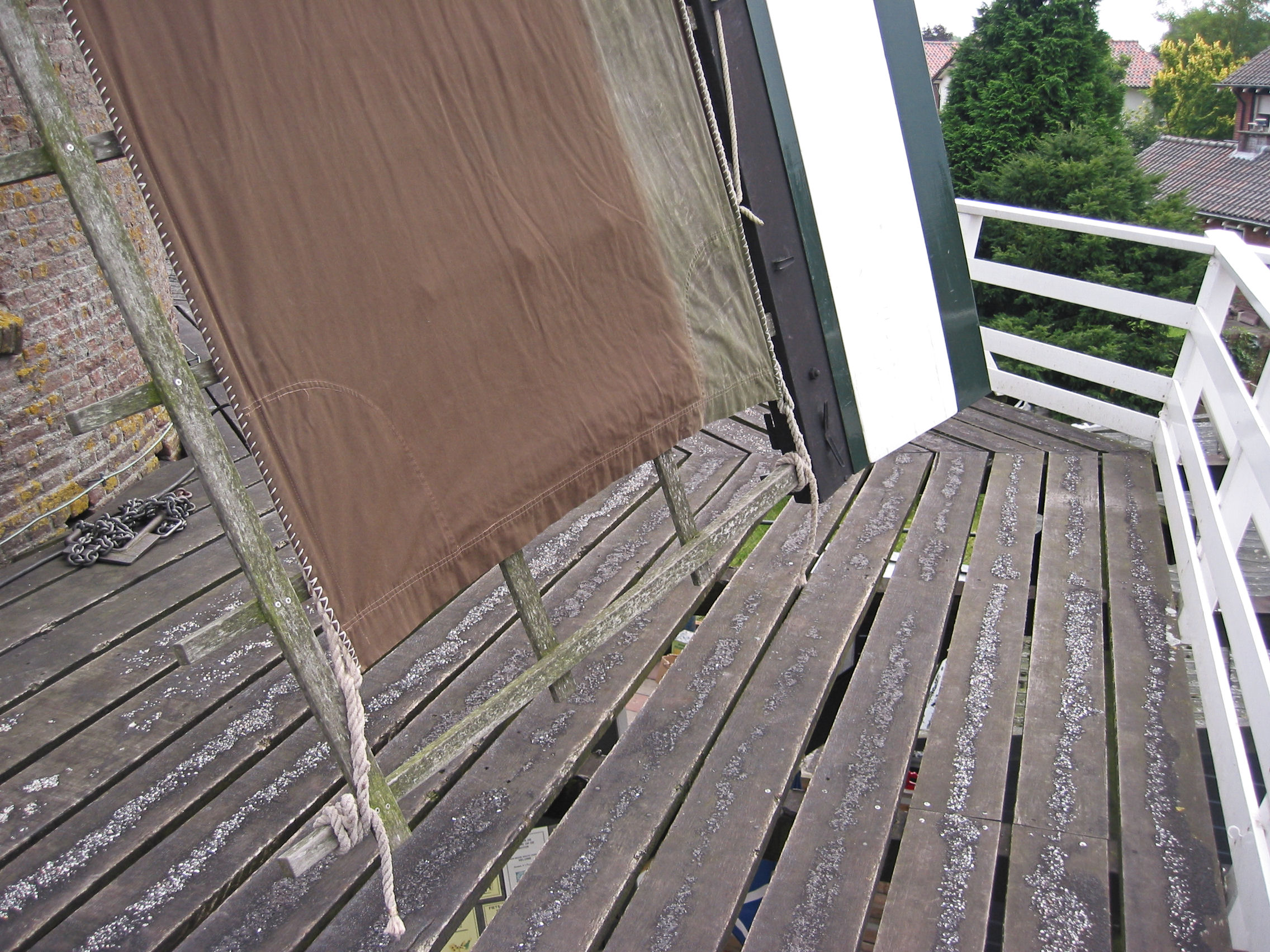
Кінець крила з обшивкою
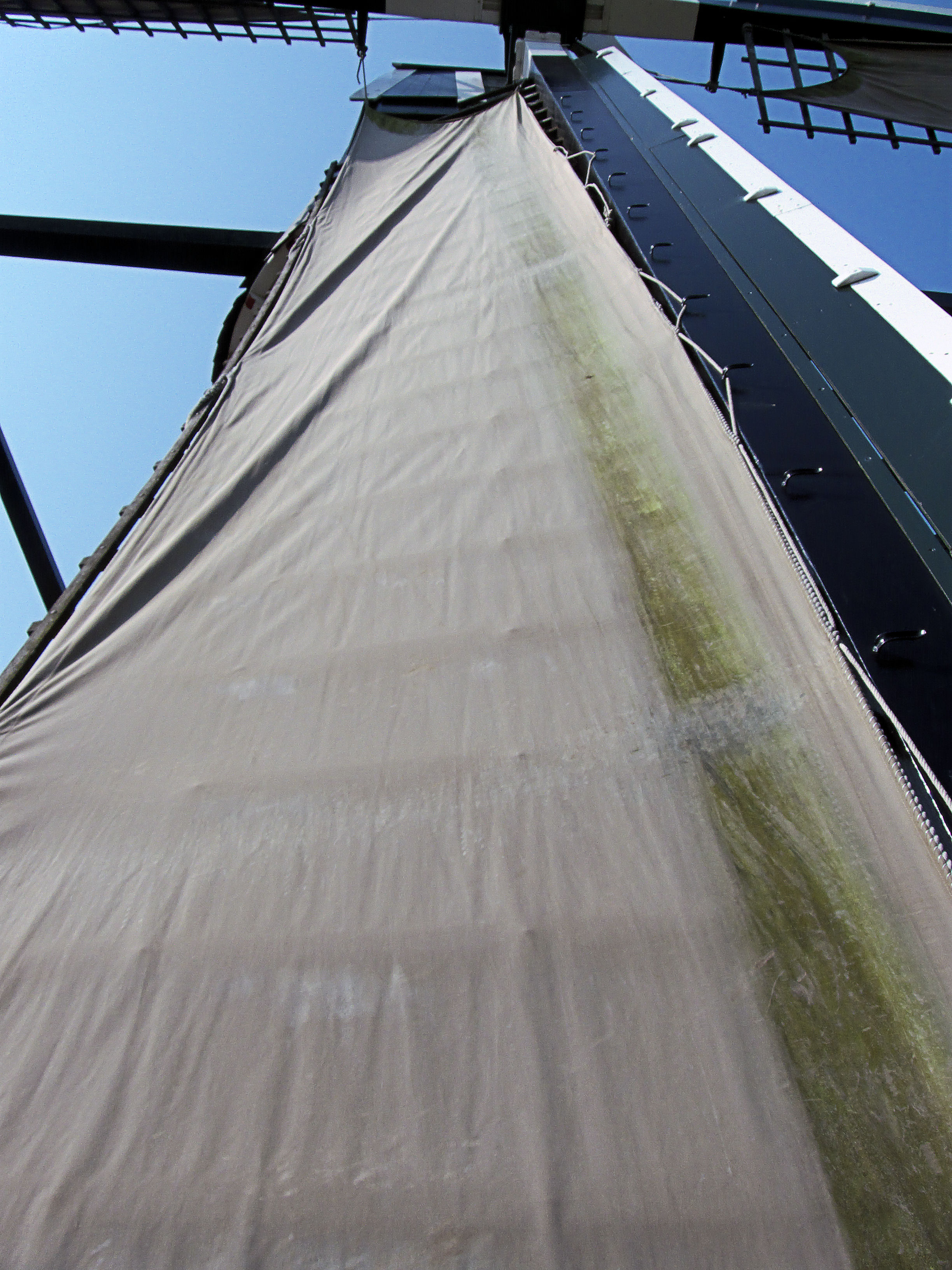
Крило з обшивкою
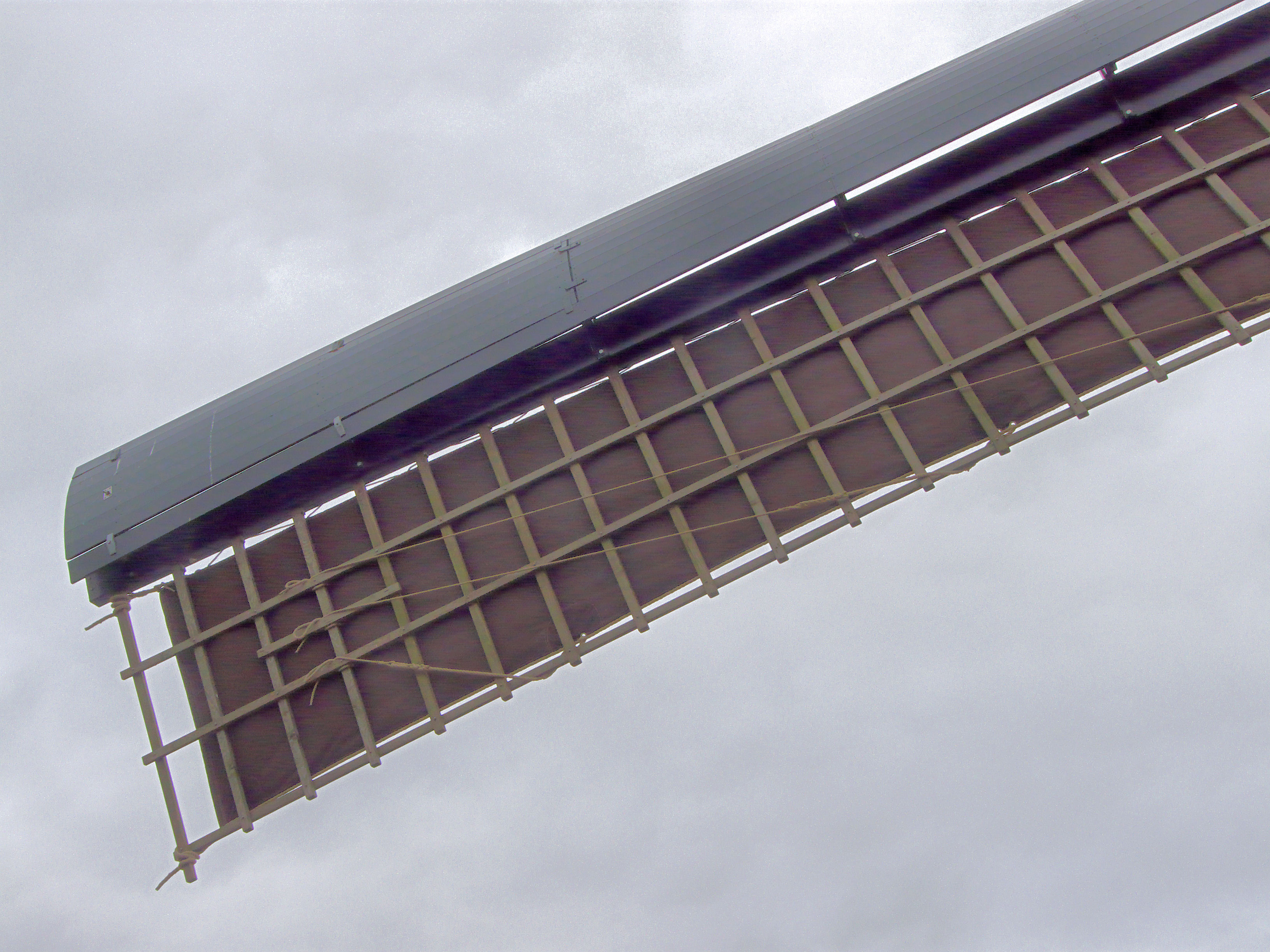
Обшивка крила ззаду
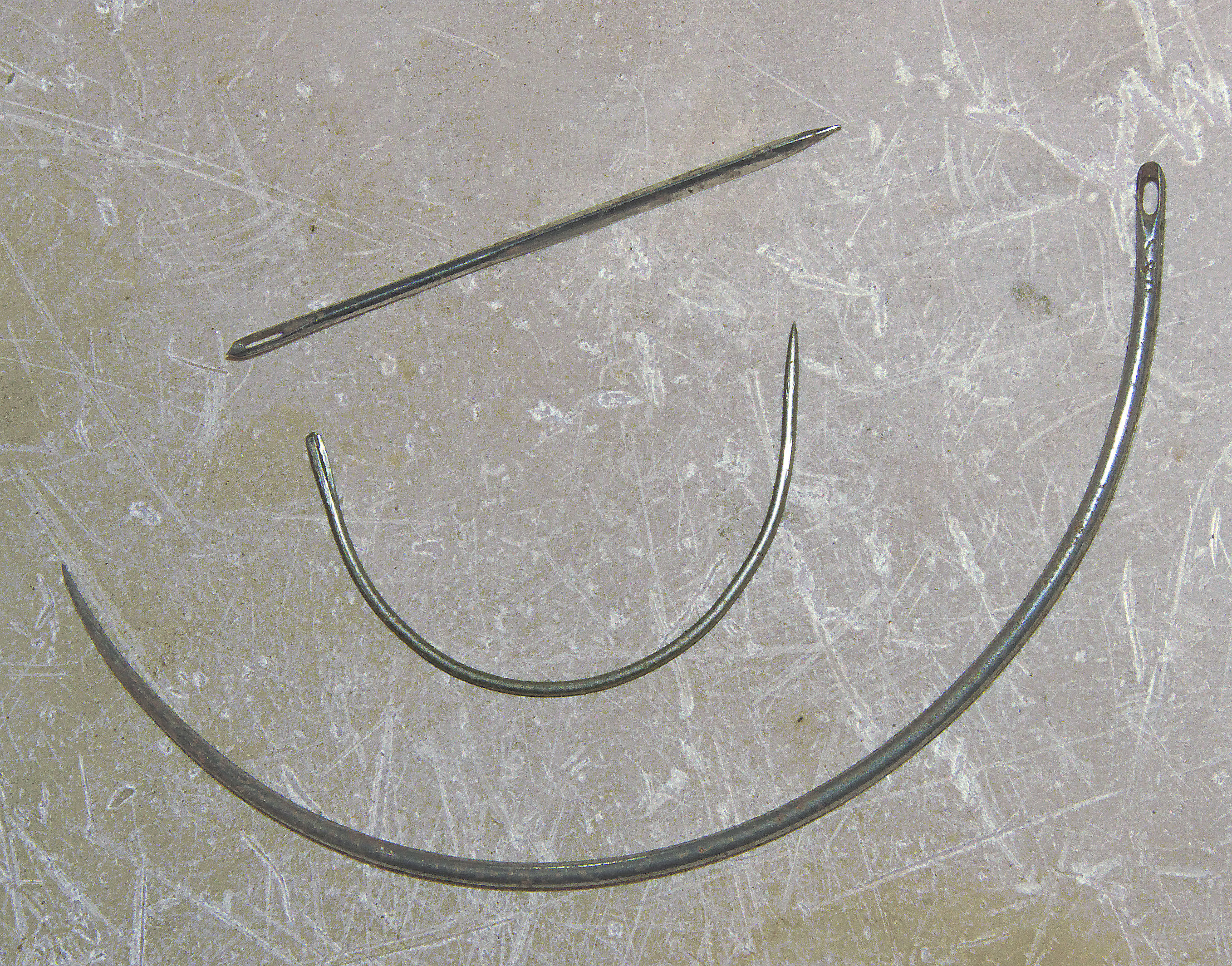
Голки для виготовлення обшивки крил

### Конструкція шатра
Шатро — верхня частина вітряка, де закріплені крила, вертушка орієнтації, криловий вал, гальмове колесо з передачею на головний вал. На голландських вітряках шатра споряджені механізмом повертання за вітром.

### Віндроза

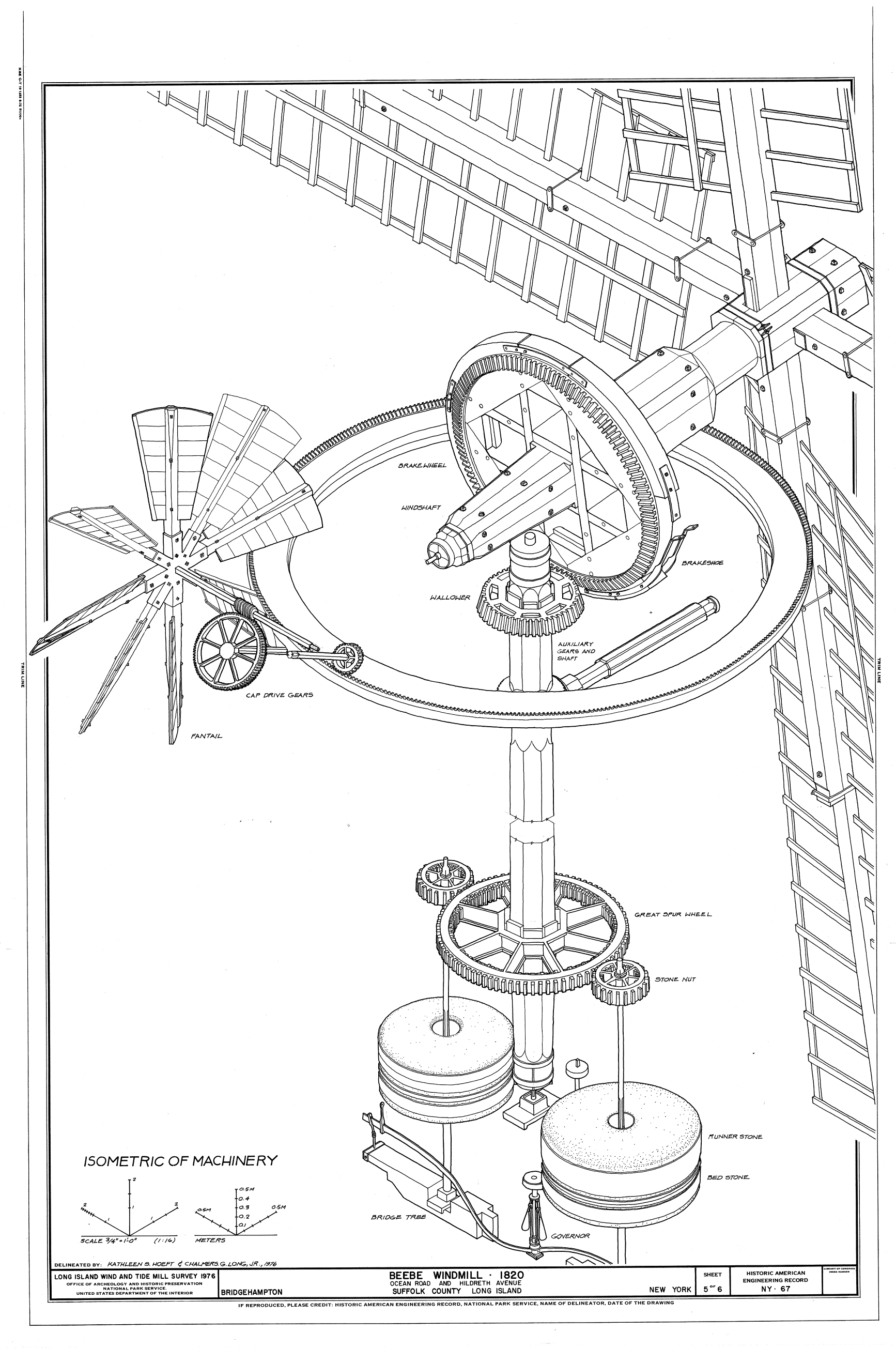
Схема обертального механізму вітряка на два посади з пристроєм орієнтації за допомогою віндрози. На вертикальному колесі видно «хомут» гальма

З тильної частини шатра деяких вітряків знаходиться маленький вітрячок — віндроза (від нім. Windrose — «роза вітрів»), «вітрякова вертушка» (англ. windmill fantail, нім. Windrichtungsnachführung, у Словнику Брокгауза і Єфрона описується як «напрямне чи рульове колесо»), площина обертання якого перпендикулярна площині обертання крил. Він призначений для забезпечення орієнтації вітряка по вітру: коли вітер змінюється, вертушка-віндроза починає обертатися і своїм механізмом повертає шатро (чи весь вітряк) крилами проти вітру. Повертання здійснюється через кремальєру шатра на шатрових вітряках, через колеса в основі («стільці») на стовпових (хоча на останніх цей механізм застосовується рідко). Вісь вертушки укріплена між двома виносними балками, передачею з двох корончастих коліс вона з'єднується з паралельним балкам валом, який у свою чергу, передає обертання на гвинт-черв'як, теж закріплений між балками, але в безпосередній близькості до шатра. Він обертає шестірню вала, друга шестірня якого повертає шатрову кремальєру (на наведеному малюнку черв'ячний гвинт розташований безпосередньо на осі віндрози). Обертання кремальєри можна проводити й вручну, за допомогою коловорота із зубчастою передачею всередині шатра.
Цей пристрій з'явився в XVIII ст., запатентований у 1745 році Едмундом Лі (Edmund Lee), ковалем з села Брокмілл-Фордж (Brockmill Forge) поблизу Вігана в Англії. Поширився на вітряках в околицях Лідса і Галла ближче до кінця століття.

### Гальмове колесо
На криловому валу закріплюється велика дерев'яна шестірня з кулачками-пальками (колись знане як палечне колесо), з передачею на шестірню головного вала. Вона ще називається гальмовим колесом, бо споряджена гальмом для регулювання обертів крил й їхньої повної зупинки.

### Гальмо
Гальмо складається з кількох вигнутих брусків, з'єднаних металевими шарнірами, що оточують колесо, утворюючи своєрідний хомут. Залежно від способу стискання колодок розрізняють кілька видів гальма: із зовнішнім важелем, з барабаном, з внутрішнім важелем, з балкою-противагою, з поперечними тягами.
- Гальмо із зовнішнім важелем — мотузок від хомута проходить через блок, закріплений на кінці важеля, винесеного назовні будівлі вітряка, і спускається донизу.
- Гальмо з барабаном — мотузок закріплений одним кінцем на балці, а другим — на барабані коловорота. На другий, більший барабан намотано ще один мотузок, який звішується вниз. Для гальмування тягнуть мотузок, обертаючи великий барабан і співвісний з ним малий, затискуючи колесо.
- Гальмо з брусом-противагою — один кінець «хомута» прикріплений нерухомо до балки, другий з'єднується через металеву тягу з масивним брусом-противагою, одним кінцем закріпленим на шарнірі біля передньої стінки вітряка, а другим підвішеним на мотузку через рухомий блок (часто і через важелі). Кінець мотузка від блока кріпиться на барабані коловорота, на більший барабан якого намотано ще один мотузок. Коли мотузок не натягнутий, брус перебуває в опущеному положенні і тягою притискує колодки до обода. Для початку роботи тягнуть за мотузок, підіймаючи блоком брус і розтискуючи колодки. Для гальмування ослабляють кінець мотузки і брус опускається, внаслідок чого хомут-гальмо обтискує гальмове колесо і вимушує його зупинитися. Якщо ваги бруса недостатньо для гальмування, на нього навішують вантаж[14].
- Гальмо з поперечними тягами застосовувалося на невеликих стовпових вітряках, де було складно розміщати важку противагу в рухомому корпусі. До хомута гальма кріпилися дві мотузки: одна спускалася донизу (іноді через блок), друга спочатку підіймалася догори, потім через блок спускалася донизу. Тягнучи за одну мотузку, обтискали колодки навколо колеса, тягнучи за другу — розтискали їх.

Гальмо застосовували тоді, коли треба було тимчасово зупинити вал чи зменшити його обороти. «Робочою швидкістю» для вітряка вважалася швидкість вітру 3,6-8,5 м/с. Після зупинки вала гальмом вітряк повертали площиною крил паралельно вітру за допомогою системи орієнтації (воротила або коловорота на кремальєрі шатра).

Будова гальмового пристрою вітряка
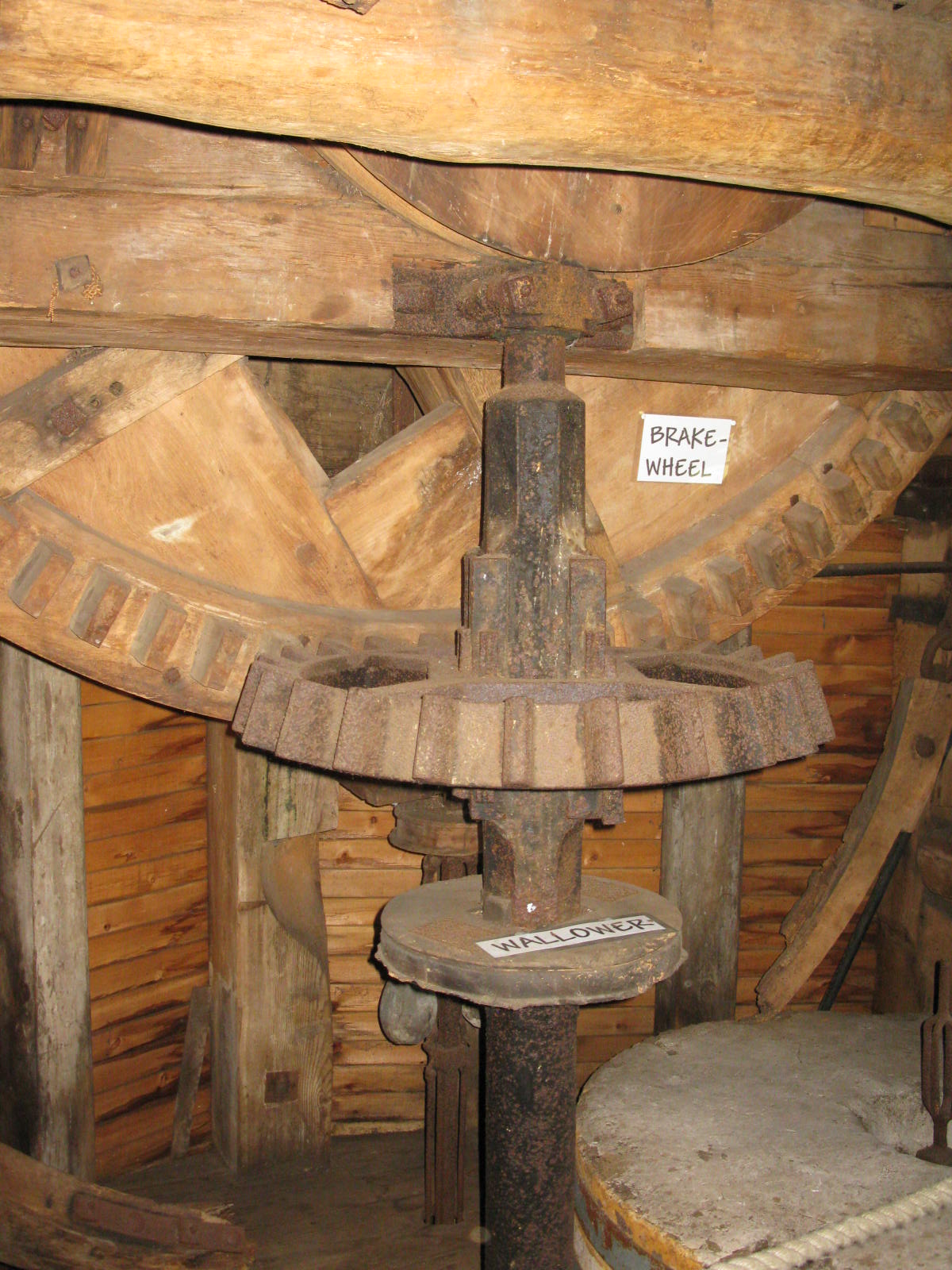
Гальмове колесо з шестірнею вертикального вала
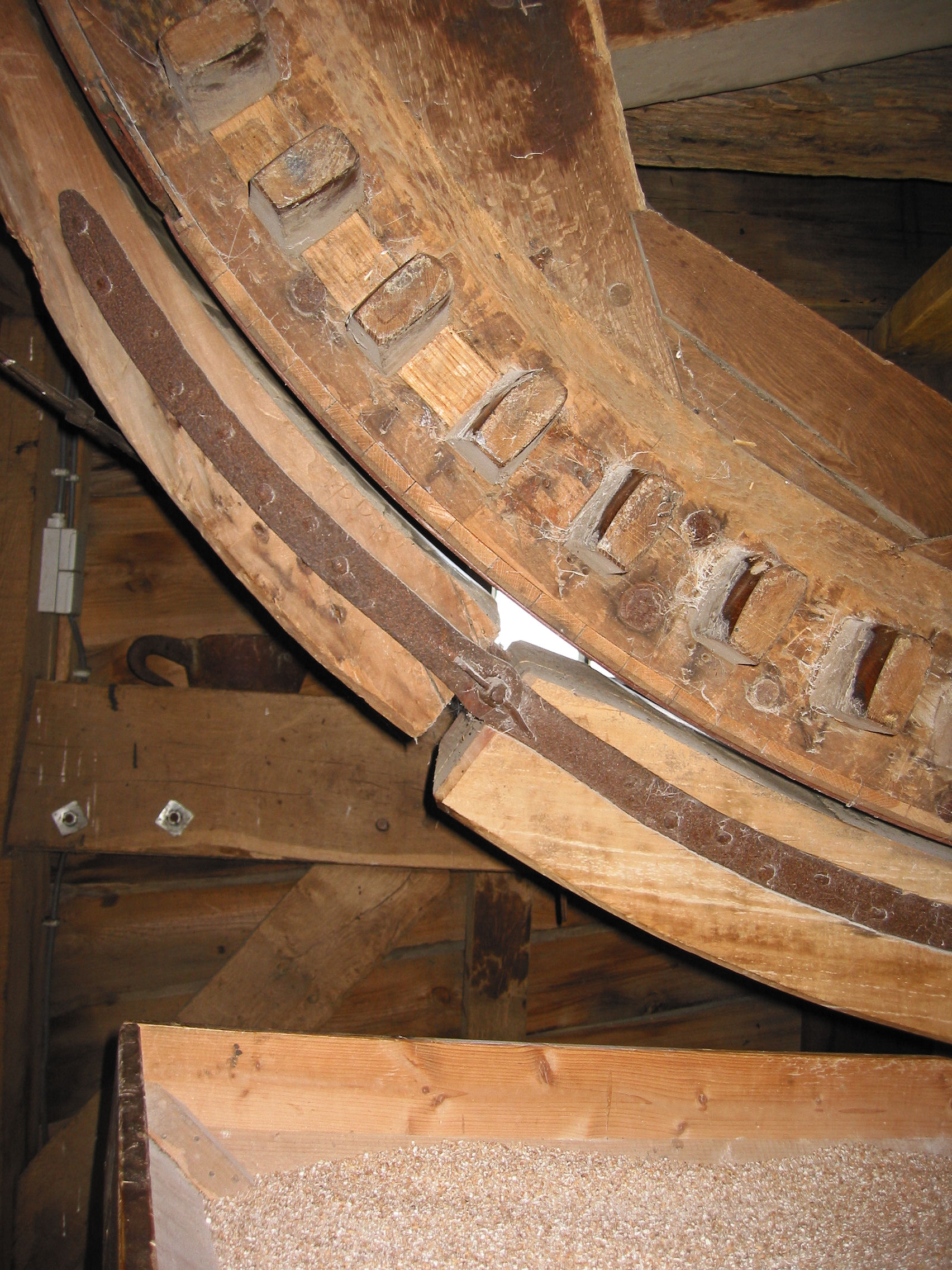
Колодки гальма на гальмовому колесі
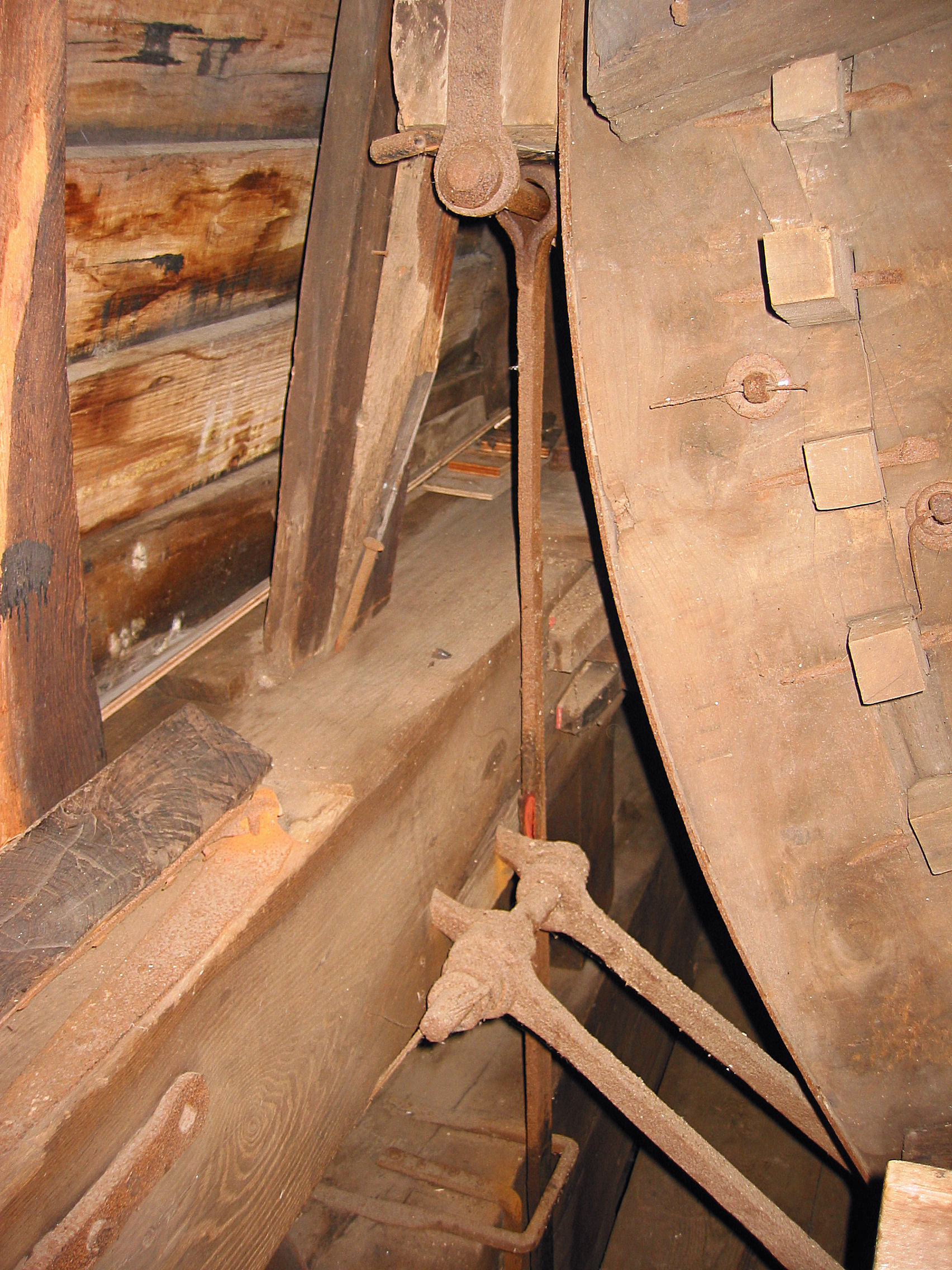
Кріплення нерухомого кінця хомута гальмового колеса до балки і тяга від другого кінця
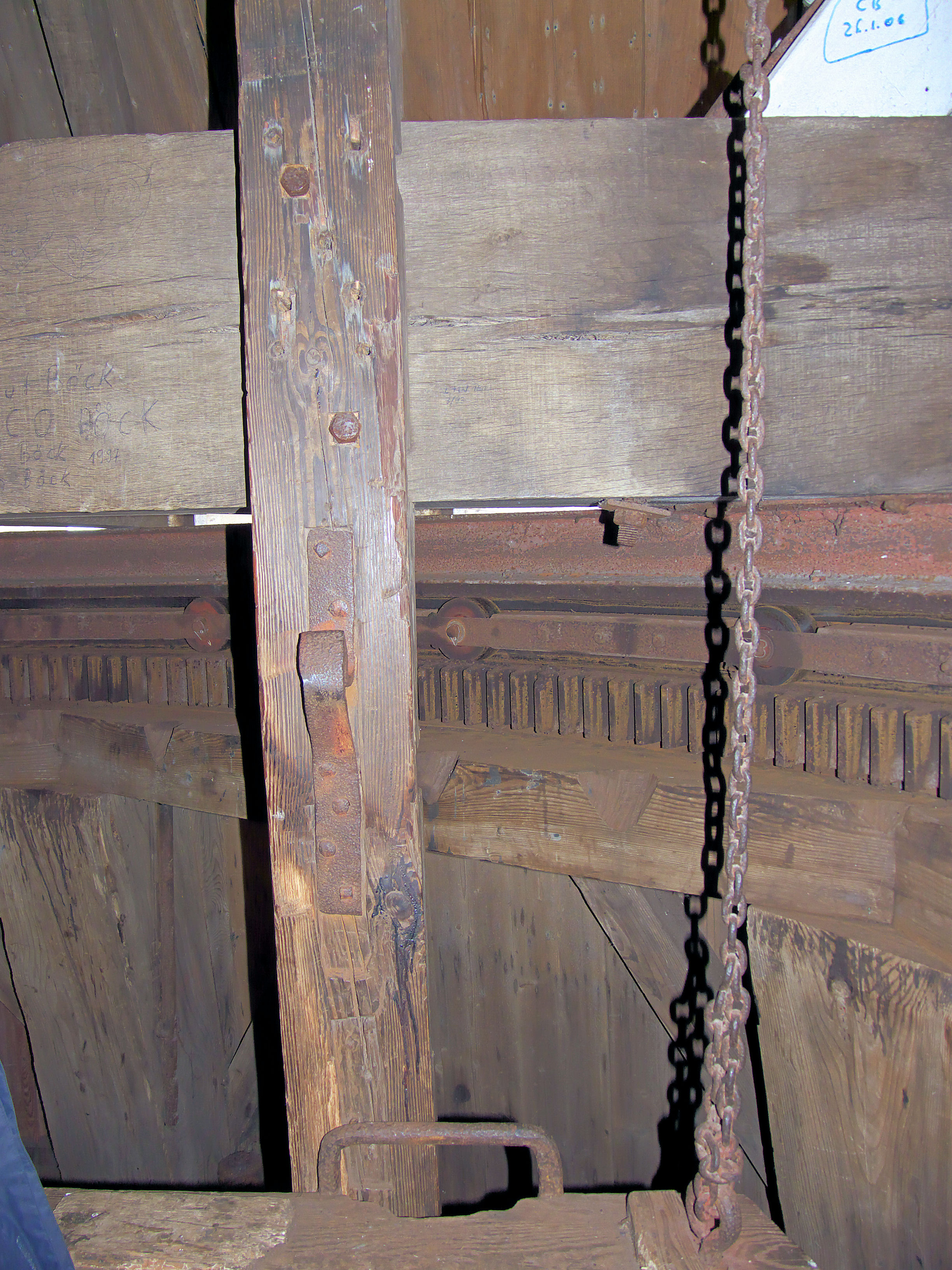
Тяга від гальмових колодок до бруса
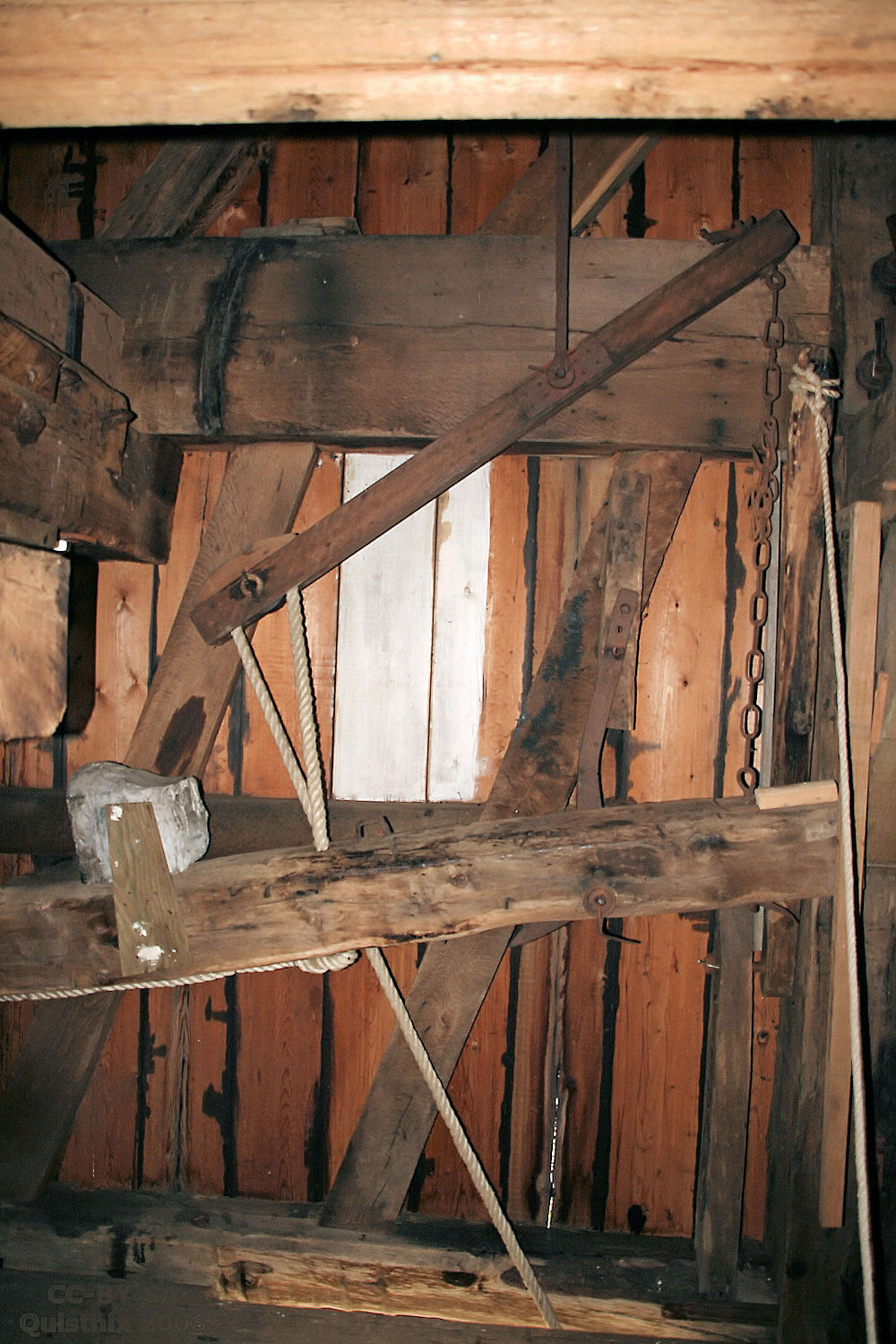
Важіль гальма з тягою від горизонтального бруса на одному кінці, блочком з мотузкою на другому
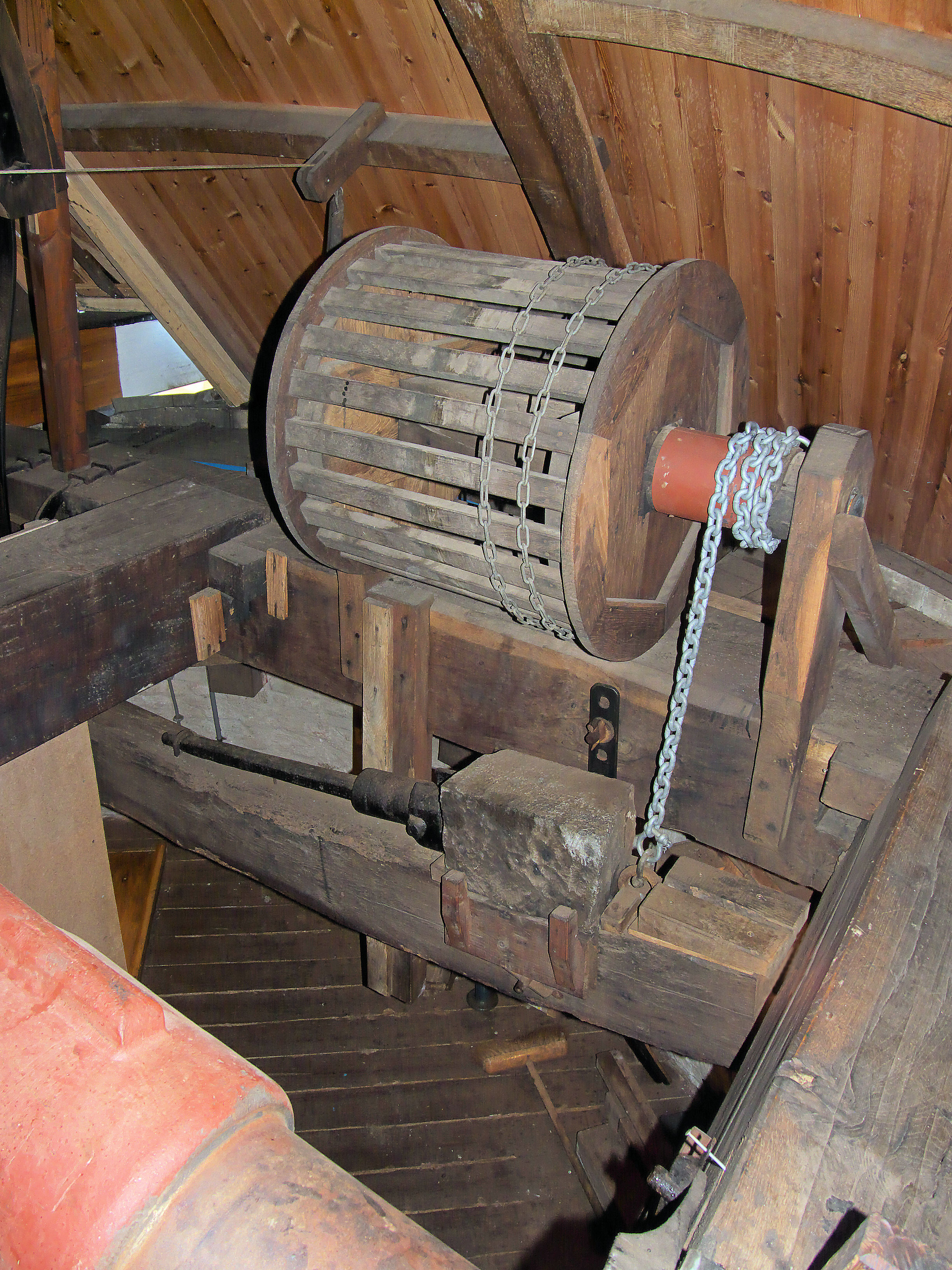
Барабан коловорота з підвішеним на ланцюзі брусом
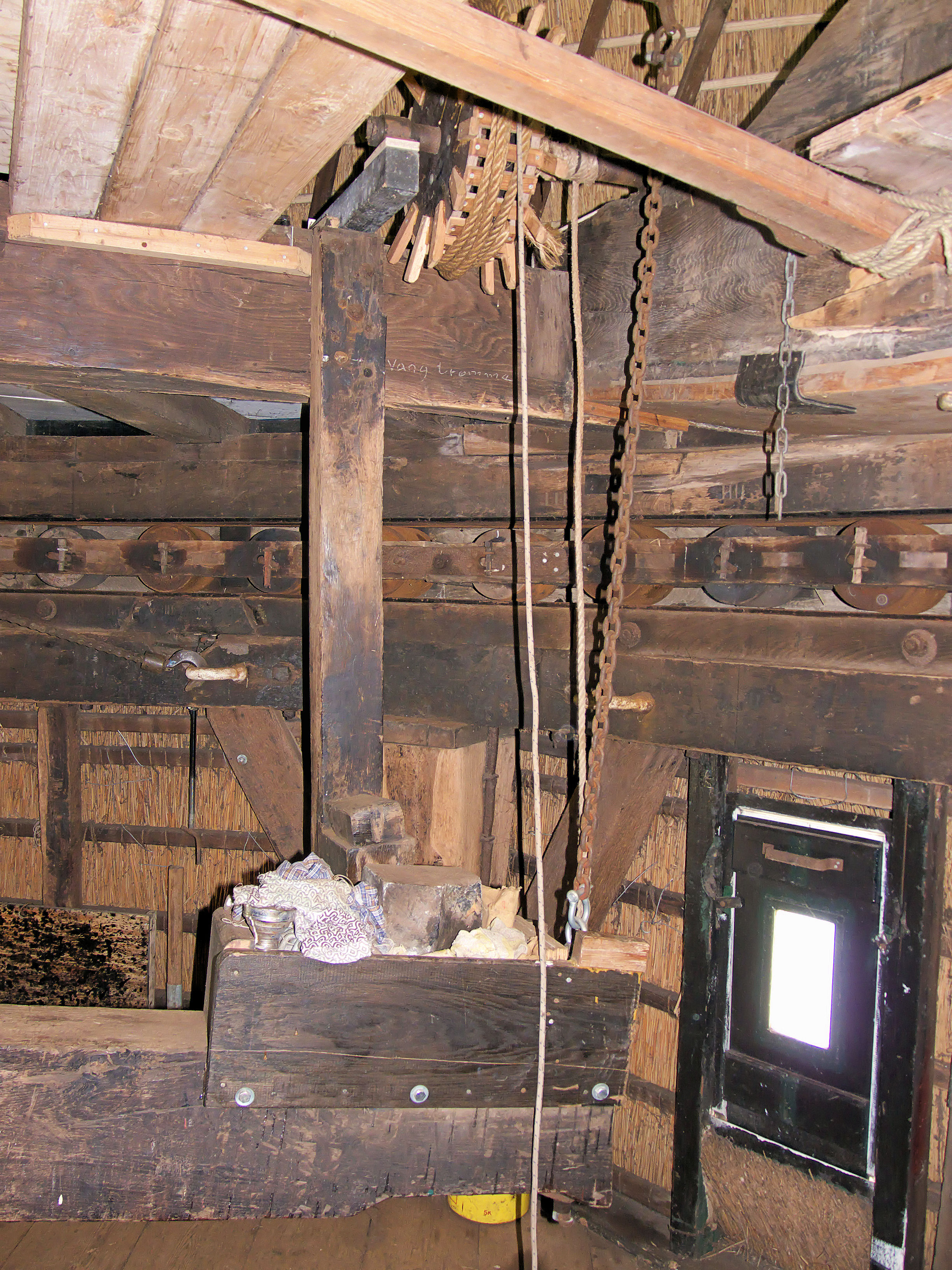
Кінець бруса з додатковим обтяженням

### Жорновий механізм

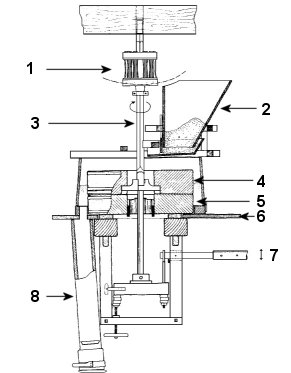
Жорновий механізм вітряка: 1 — цівкове колесо, 2 — кіш, 3 — веретено, 4 — верхнє жорно, 5 — нижнє жорно, 6 — підлога подка, 7 — підойма, 8 — лоточок для борошна

Схема регулятора надходження зерна:
2 — жолоб-коритко
4 — ручка жолоба
5 — веретено
6 — прогорниця
7 — верхнє жорно

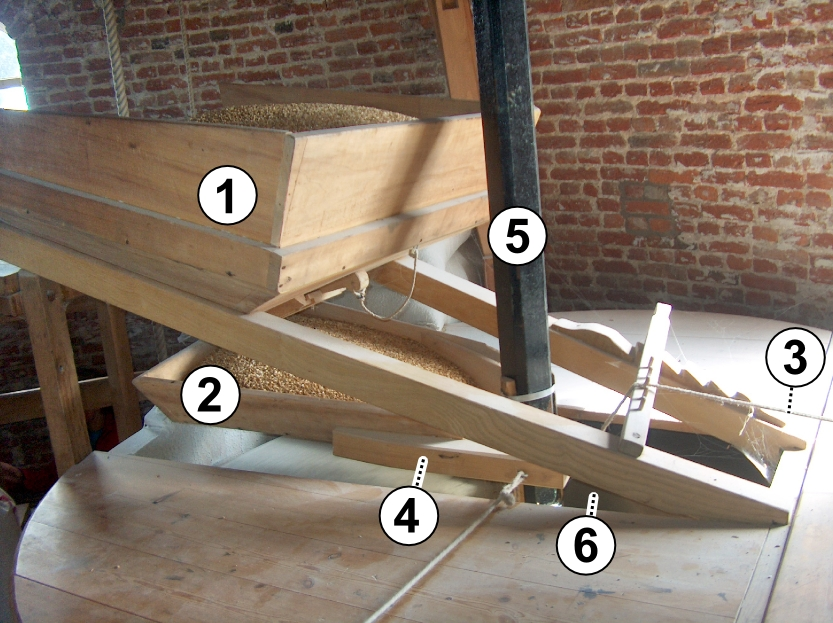
Коритце з регулятором:
1 — кіш
2 — коритко із зерном
3 — мотузок, перекинутий через брусок
4 — ручка коритка
5 — веретено
6 — прогорниця

Гальмове колесо має передачу на горизонтальну шестірню, насаджену на головний вал (веретено). Шестірня складається з двох дисків, з'єднаних стрижнями-цівами (цівкове колесо), довжина яких уможливлює їм не втрачати зчеплення з пальками гальмового колеса при підніманні й опусканні веретена. Верхній кінець веретена впирається в балку (кобилицю), а нижній вилчастий з'єднується з порплицею (металевою втулкою) верхнього жорна. Порплиця знизу має заглибину, у яку входить верхній кінець нижнього веретена, утворюючи таким чином вальницю ковзання. У нижньому жорні поміщена спеціальна наскрізна втулка (ва́ржіль), у яку проходить нижнє веретено, уможливлюючи його вільне обертання в нерухомому жорні. Нижній кінець нижнього веретена, на якому здійснюється обертання верхнього жорна, входить у підп'ятник нижньої кобилиці. За допомогою спеціального пристрою (підойми) можна підіймати й опускати один з кінців кобилиці разом з веретеном і верхнім жорном, регулюючи відстань між жорнами, від якої залежить кондиція борошна (помел). У складніших конструкціях вітряків веретена жорен мають привод від головного вала на жорнові веретена через трибову передачу, це уможливлює використовувати кілька посадів (пар жорен). Щілина між жорнами може також автоматично регулюватися відцентровим регулятором.
Над жорнами встановлено ящик для зерна (кіш), під кошем — лотік (коритце, коритко). Для забезпечення рівномірної подачі зерна використовують спеціальні механізми. Більшість з них включають вертикальну паличку, одним кінцем закріплену на опорі коша, яка прив'язується шнурком до коритця і грає роль пружини, повертаючи його на місце по завершенню циклу роботи пристрою. Коритце підвішується рухомо на шнурі, а натяг шнурів регулюється за допомогою брусочка, одним кінцем закріпленого, другим пересуваного по зубчиках опори коша. Кіш має форму перевернутої зрізаної чотиригранної піраміди, він закріплений на двох поздовжніх похилих брусках, під нижнім отвором коша підвішене на мотузці коритко. Веретено на висоті коритка має гранований переріз чи накладні ребра, що час обертання веретена штовхають виступний кінець (ручку, коник) коритця. Мотузок кріпиться збоку до обичайки, потім до ручки коритка, перекидається через риштак і закріпляється перед ним, притягаючи ручку до веретена. Ударяючись об грані веретена жорна при його обертанні, риштак на мотузці своєю пружністю підштовхує коритце і забезпечує рівномірне надходження зерна. З лотока зерно сиплеться в отвір верхнього жорна (прогорницю). Піднімаючи за допомогою мотузки коритце вгору чи опускаючи вниз, регулюють кількість зерна, що сиплеться в жорна.

Привод і елементи посаду
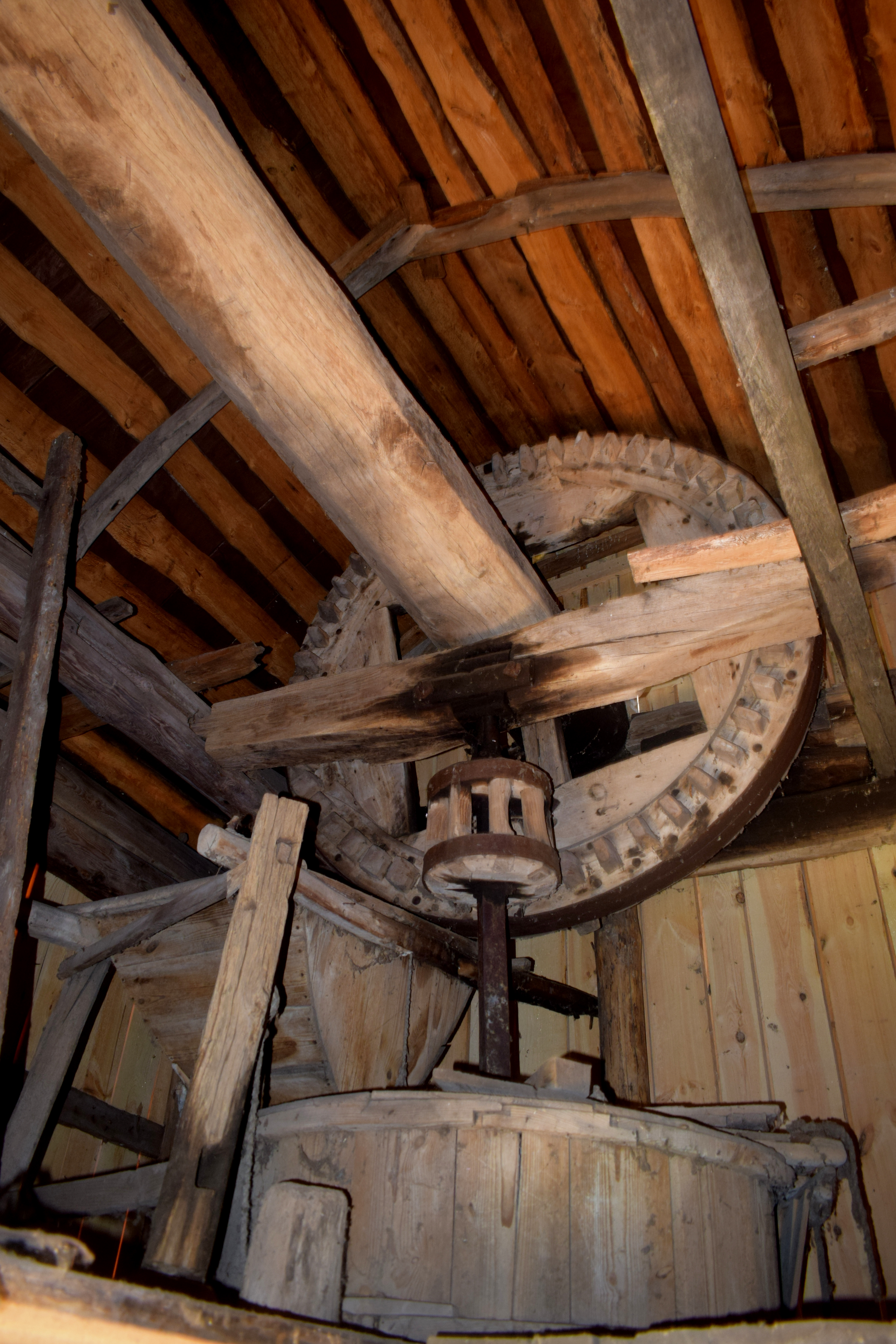
Криловий вал з цівковою передачею на веретено жорна
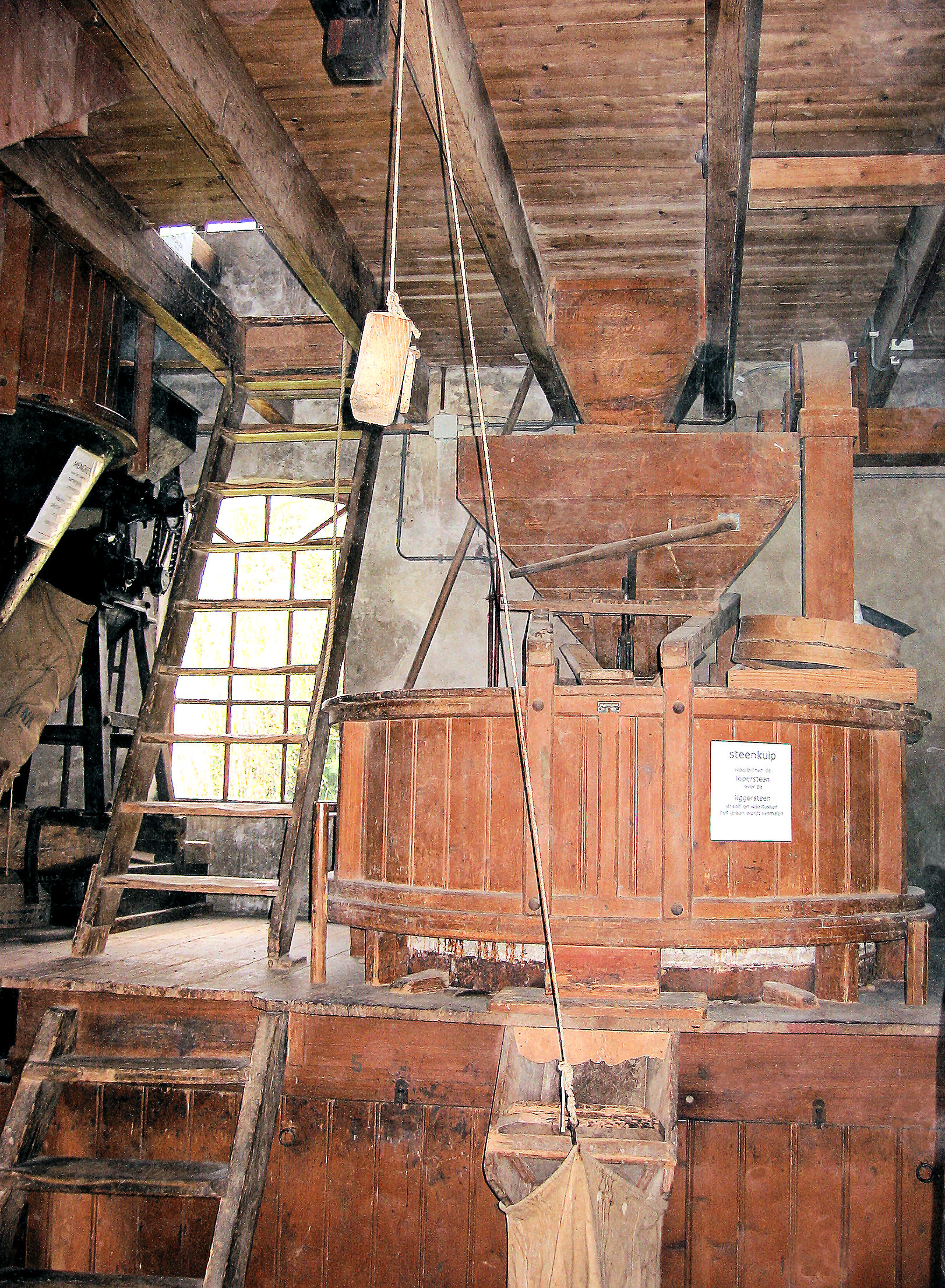
Подок з млиновим посадом
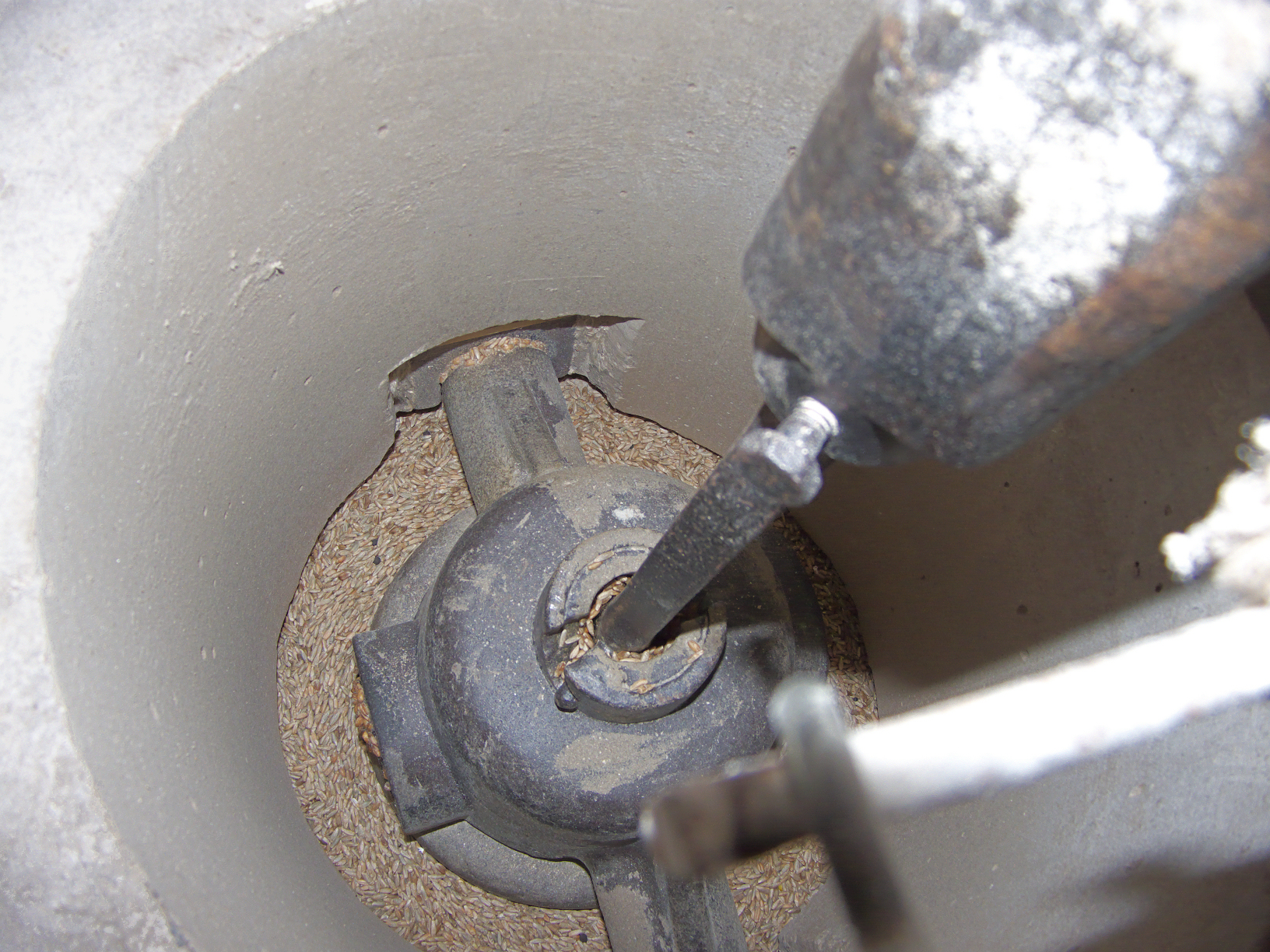
Прогорниця і нижній кінець веретена в порплиці жорна
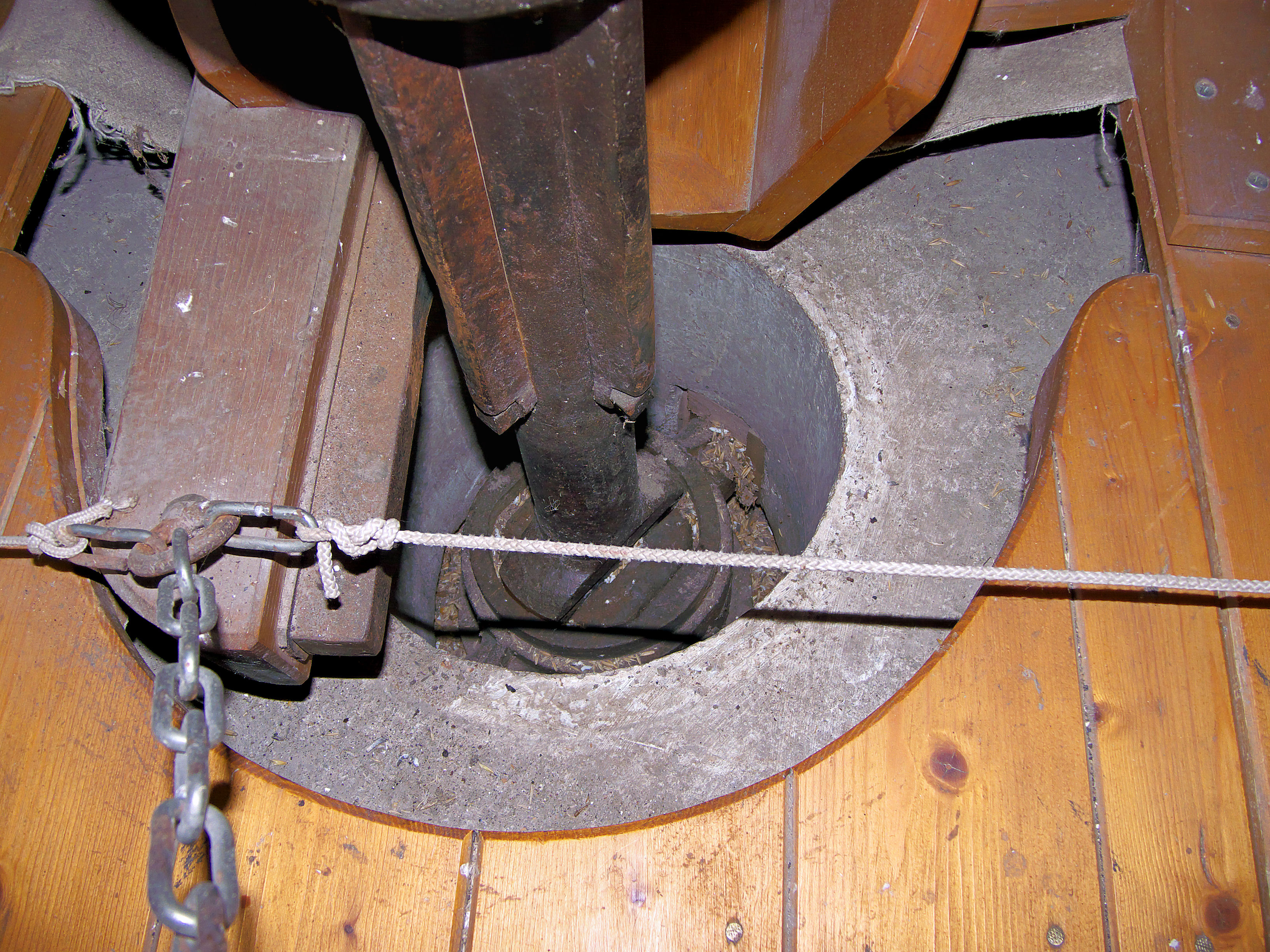
Прогорниця, веретено, коритко, мотузка
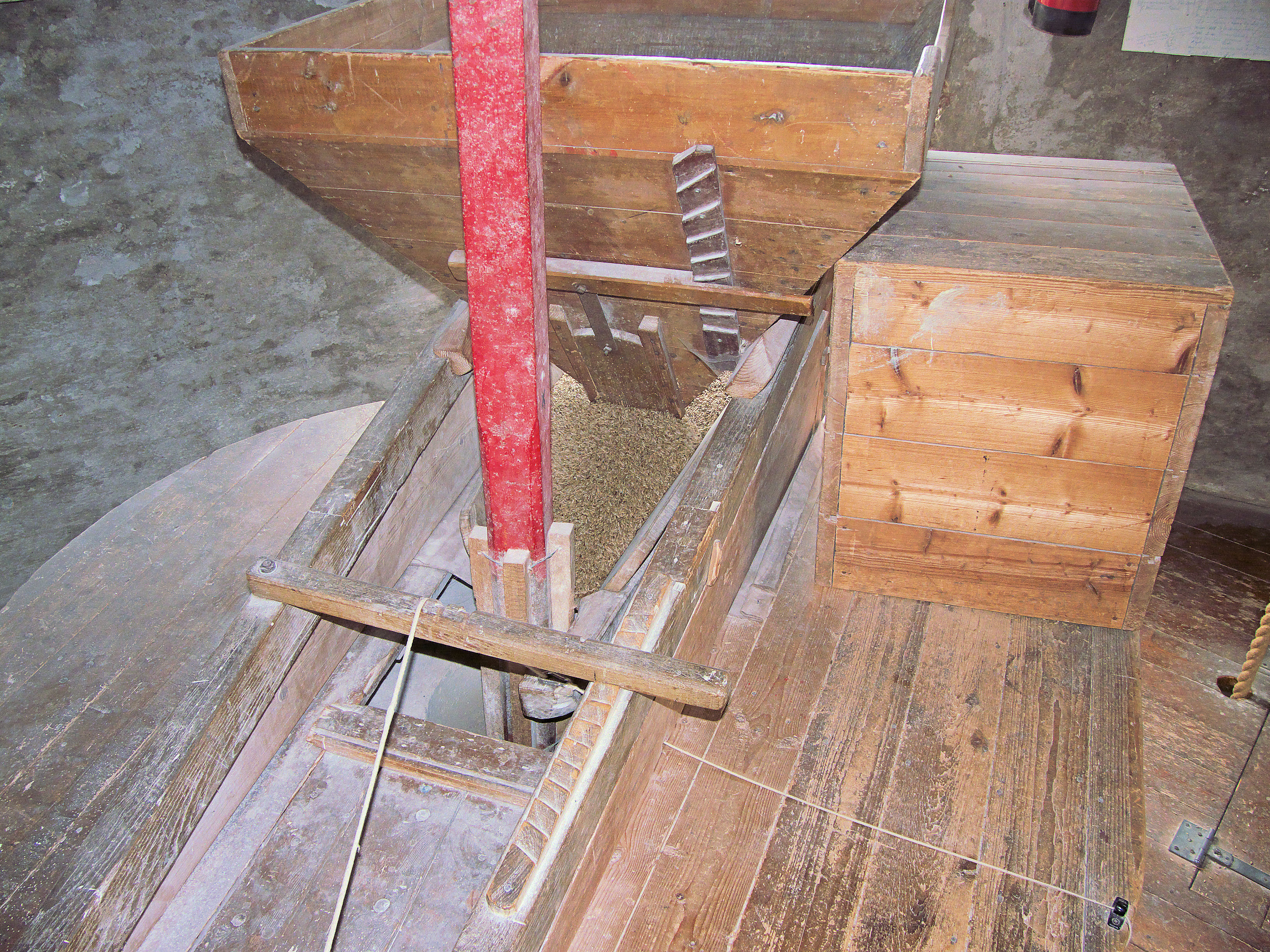
Кіш, веретено, коритко, брусок для регулювання натягу мотузки

### Регулятор відстані між жорнами
З XVII століття для регулювання відстані між жорнами на млинах використовували відцентровий регулятор, з'єднаний з валом зубчастою чи пасовою передачею. При підвищенні швидкості обертання вала кульки регулятора відхилялися сильніше і через важелі і підойму переміщали веретено з верхнім жорном.

### Стілець
Стілець використовують тільки на вітряках, на яких обертається не шатро з крилами, а весь корпус (стовпових). Його виготовляють з масивних брусів, центральний вертикальний слугує віссю обертання. Дві балки довжиною близько 8 м, з'єднані хрестоподібно, розташовуються на кам'яних підмурках. У місці їхнього перехрестя встановлений вертикальний брус заввишки 6-7 м, що для з'єднання з горизонтальними балками споряджений знизу хрестоподібною виїмкою. У вертикальному брусі близько середини його висоти зроблені гнізда, в які входять шипи 4 похилих брусів-підкосів, нижні кінці яких своїми шипами входять у гнізда на кінцях горизонтальних балок. Вище підкосів вертикальний брус набуває круглого перерізу, утворюючи заплічка, на яких встановлено сідло, складене з чотирьох врублених один в одного коротких горизонтальних брусків, що оточують брус. На сідлі лежить залізна шайба, на шайбі — дві паралельні горизонтальні балки, розташовані обабіч вертикального бруса впритул до нього. Між цими балками закріплений верхній кінець воротила, а зверху на них лежать чотири перпендикулярних ним балки: дві теж впритул до бруса, дві на кінцях. Кінці двох нижчих і чотирьох вищих балок зв'язані зі стінками вітряка, а на чотирьох вищих балках наслана підлога першого поверху. На верхньому кінці вертикального бруса укріплена цапфа, що входить у підп'ятник, встановлений у нижню частину горизонтальної балки, що проходить прямо під посадом і передає всю вагу вітряка на вертикальний брус стільця.

Стільці вітряків
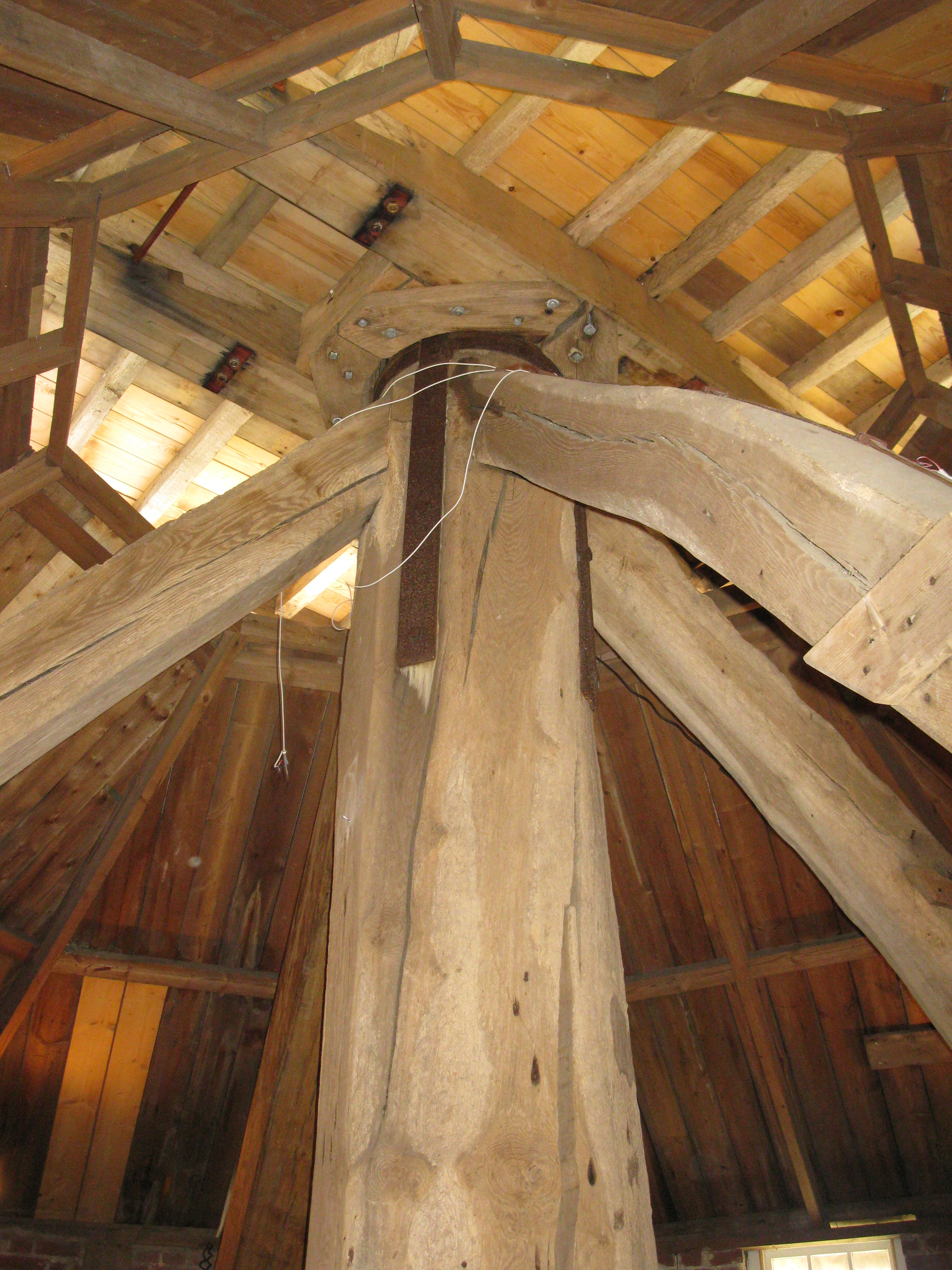
Поворотний стілець стовпового вітряка
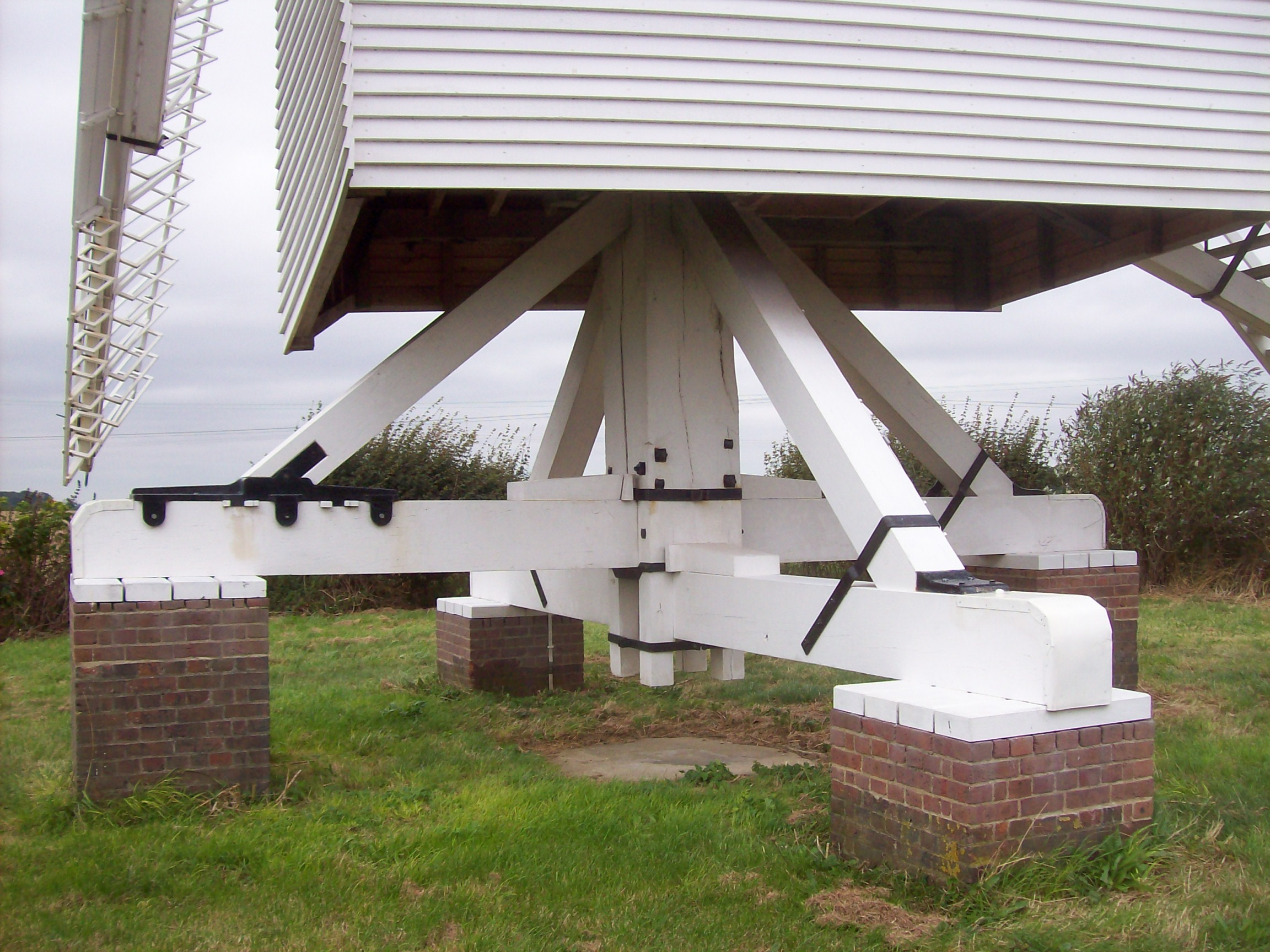
Горизонтальні балки стільця на підмурках і вертикальний брус з підкосами
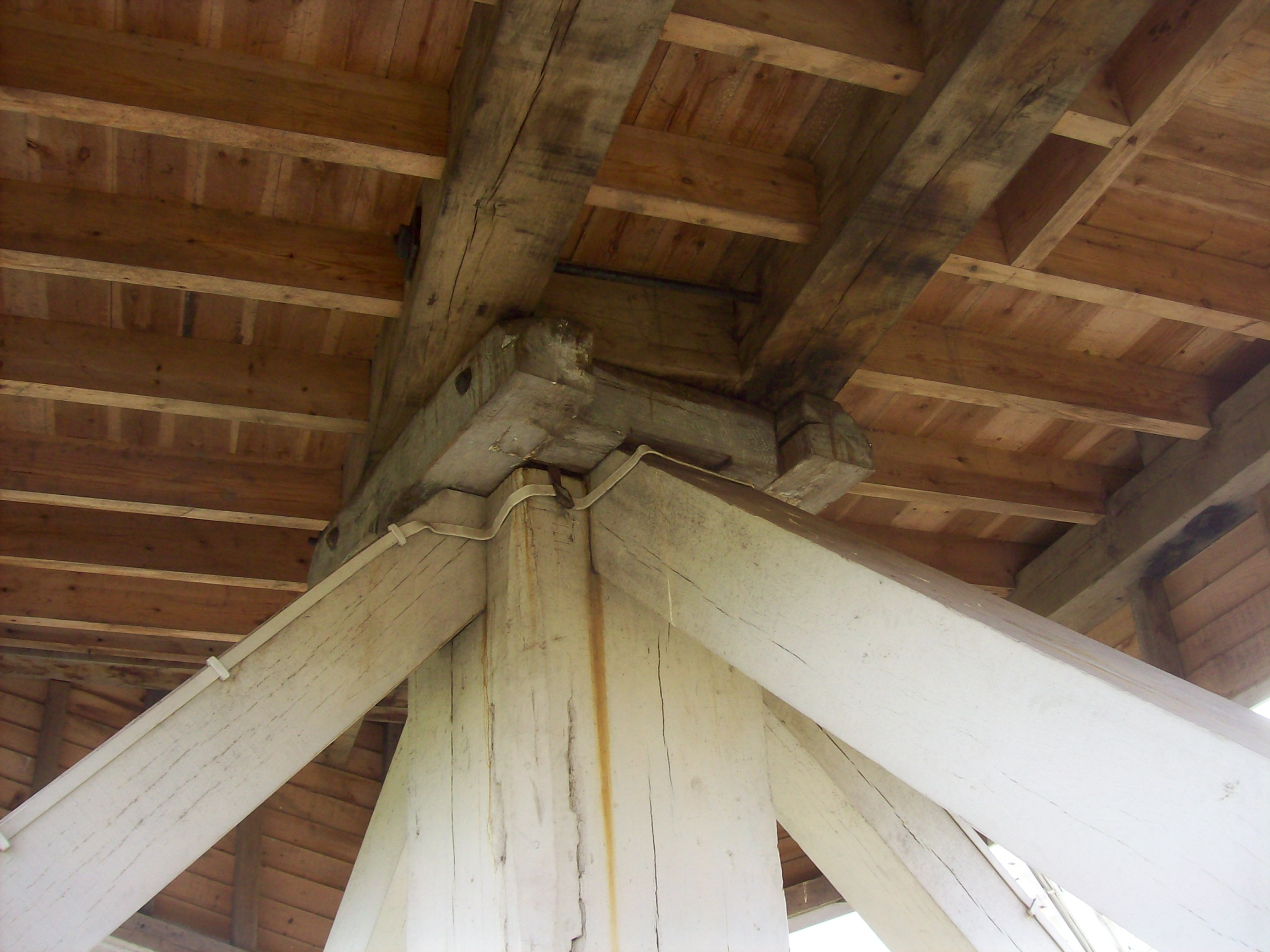
Сідло над підкосами і балки над ним
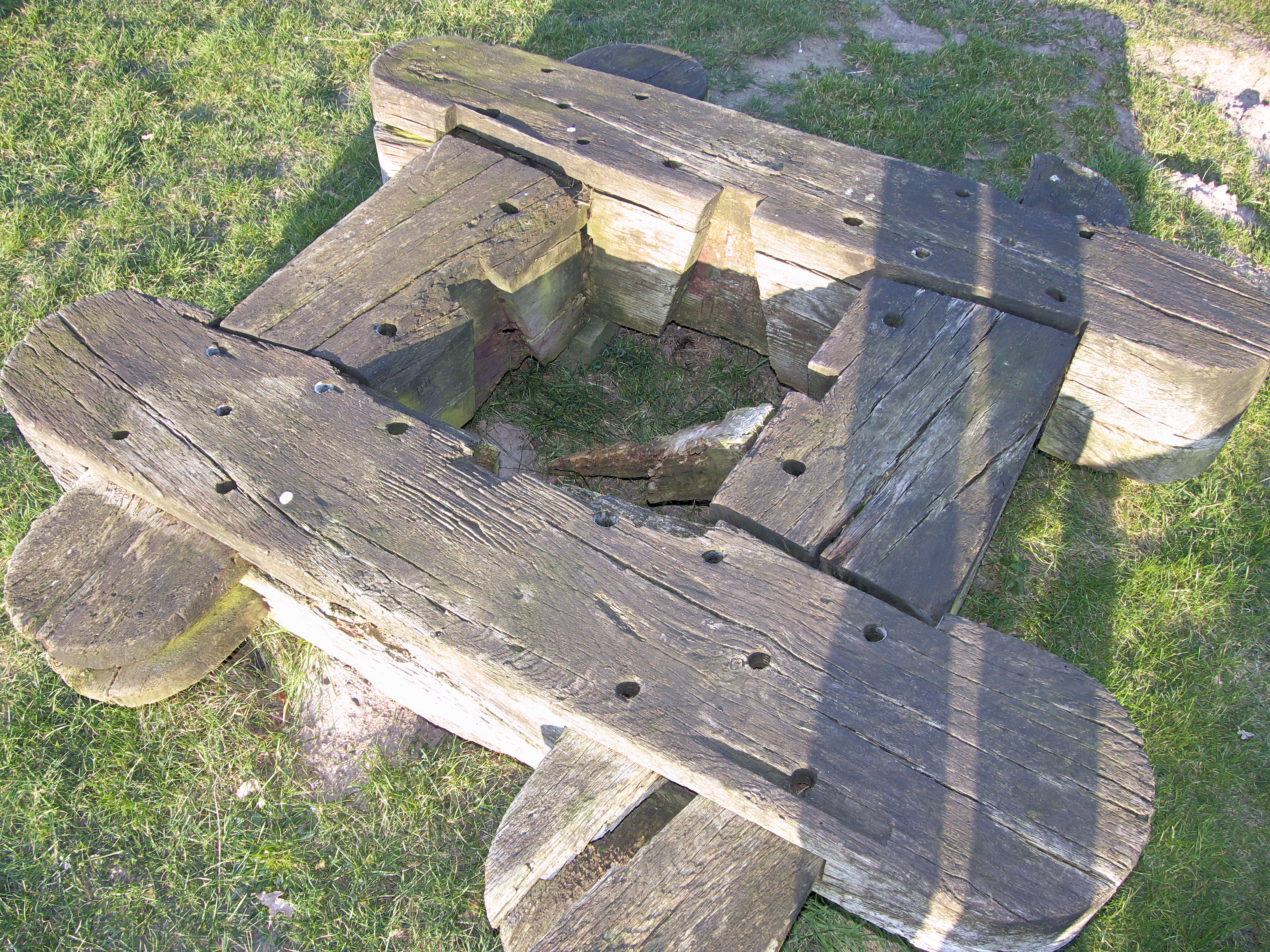
Зняте сідло
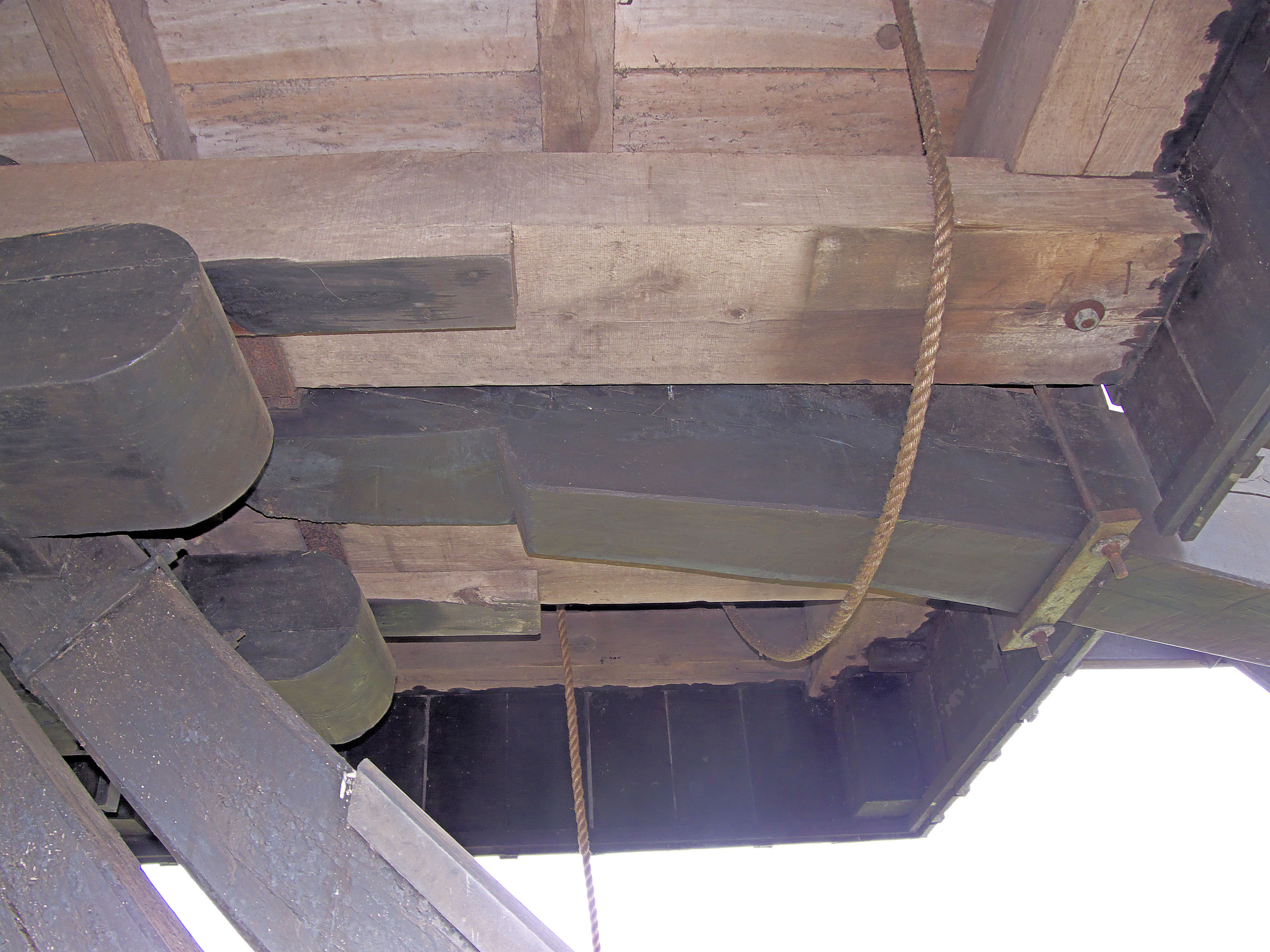
Кінець воротила між балками
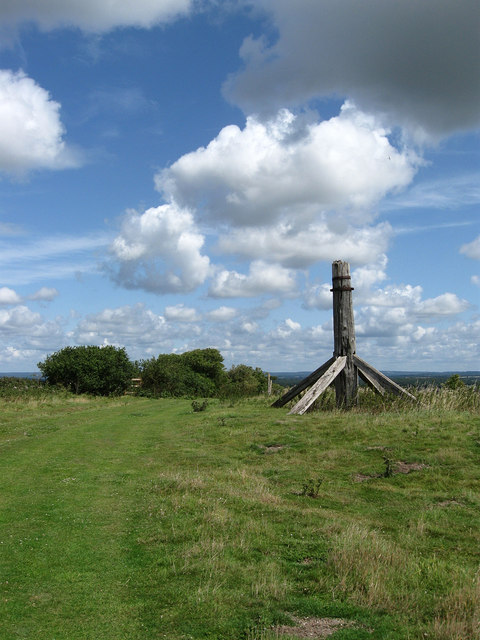
Поворотний стілець зруйнованого вітряка

### Воротило
На багатьох вітряках стовпового («німецького») типу і на деяких шатрових («голландських») орієнтація по вітру здійснюється вручну: за допомогою довгого масивного важеля — вороти́ла (також відомого як коловорот, коловоріт, бендю́га, ви́рло, стріла, прави́ло на Полтавщині жердь, жердя). Частіше за все воротило розміщається ззаду вітряка, зрідка спереду. На шатрових вітряках воротило має досить складну конструкцію: з кількох з'єднаних брусів. Для полегшення повертання корпусу вітряка використовують укріплений на кінці воротила коловорот (нід. kruirad чи kruiwiel), на який намотують канат чи ланцюг, прокладений навколо млина. В Україні та Росії використовували й інший спосіб: на один з вкопаних навколо вітряка кілків надівали порожнистий дерев'яний циліндр (баран, жлукто), обмотували навкруг нього кінець прив'язаної до воротила кодоли, вставивши палицю-важіль у її петлю, накручували цим імпровізованим коловоротом кодолу на циліндр. Невеликий вітряк можна було повернути силами однієї людини, для повороту важких (6-7 тонн) були потрібні зусилля 6-7 осіб. Щоб зупинити вітряк, його повертали площиною крил паралельно до вітру.

### Підіймач

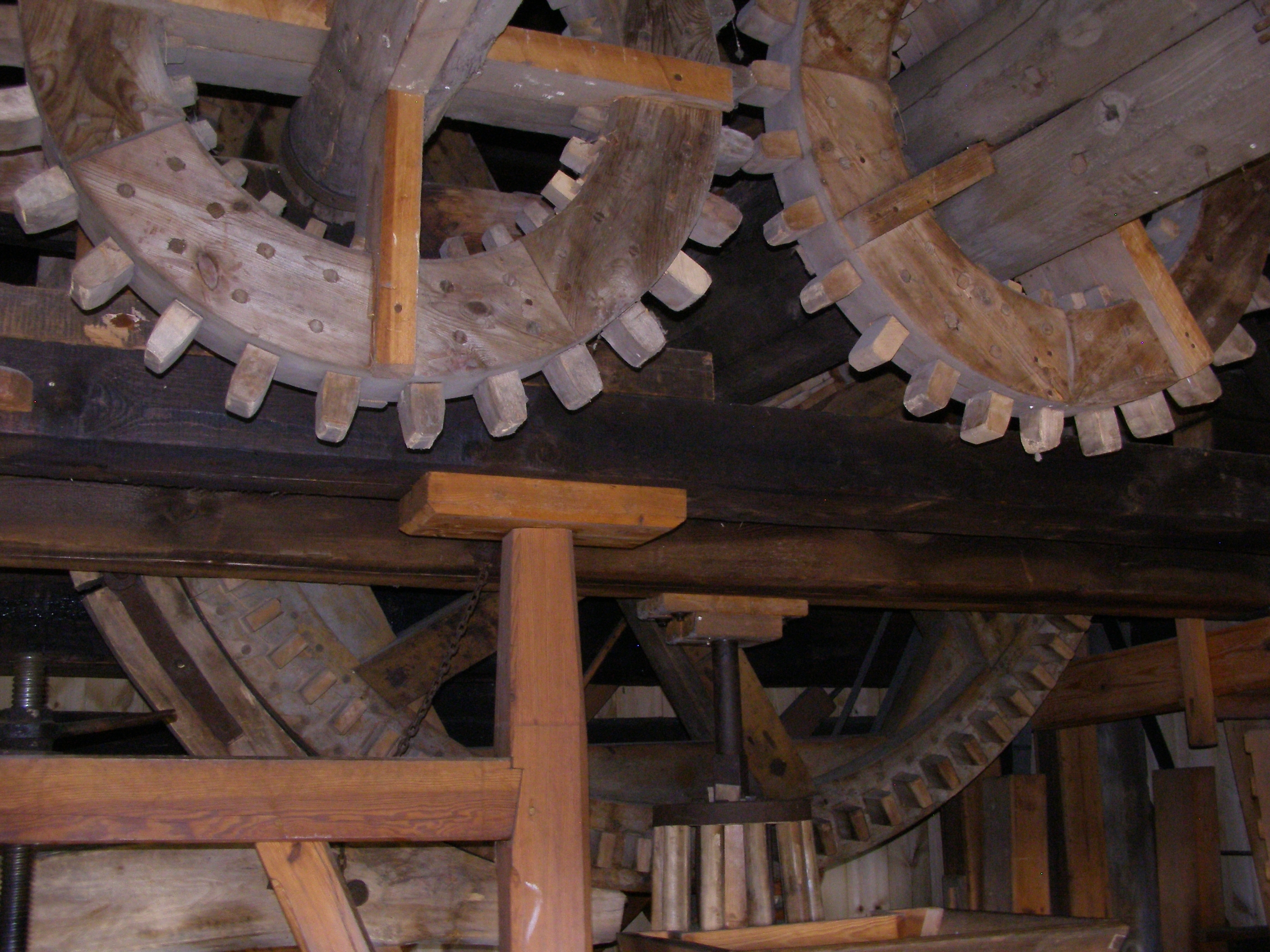
Підіймач з приводом від крилового вала

Для полегшення операцій з підйому мішків із зерном і спуску мішків з борошном деякі вітряки обладнані підіймачами, барабан яких має привод на вертикальний або криловий вал. У вітряках з приводом від крилового вала на цьому валу закріплене, окрім гальмового, ще одне колесо, зубці якого можуть зчіплятися із зубцями колеса, закріпленого на валу, встановленому паралельно криловому. На валу підіймача встановлені барабани з намотаними на них тросами (зазвичай два, усередині млина та зовні), за допомогою яких і здійснюється підйом і опускання мішків з зерном і борошном. Вал може відсуватися вздовж крилового вала, роз'єднуючи колеса, коли треба припинити підйом. Для обертання вала підіймача вручну (коли криловий вал не обертається) на ньому передбачене велике колесо з намотаною мотузкою (у нідерландській мові воно знане як gaffelwiel, «вилочне колесо», оскільки на його ободі замість жолобка для троса розташовані металеві вилки).
Вал підіймача з приводом від вертикального вала має на кінці зубчасте колесо, зчіплене з горизонтальним колесом на вертикальному валу.

### Галерея
На деяких вітряках навколо корпусу влаштовується галерея, призначена для зручності обслуговування крил, труднодоступних з поверхні землі. На шатрових вітряках з воротилом з галереї здійснюється переміщення його нижнього кінця.

## Галерея
Деталі механізмів вітряка

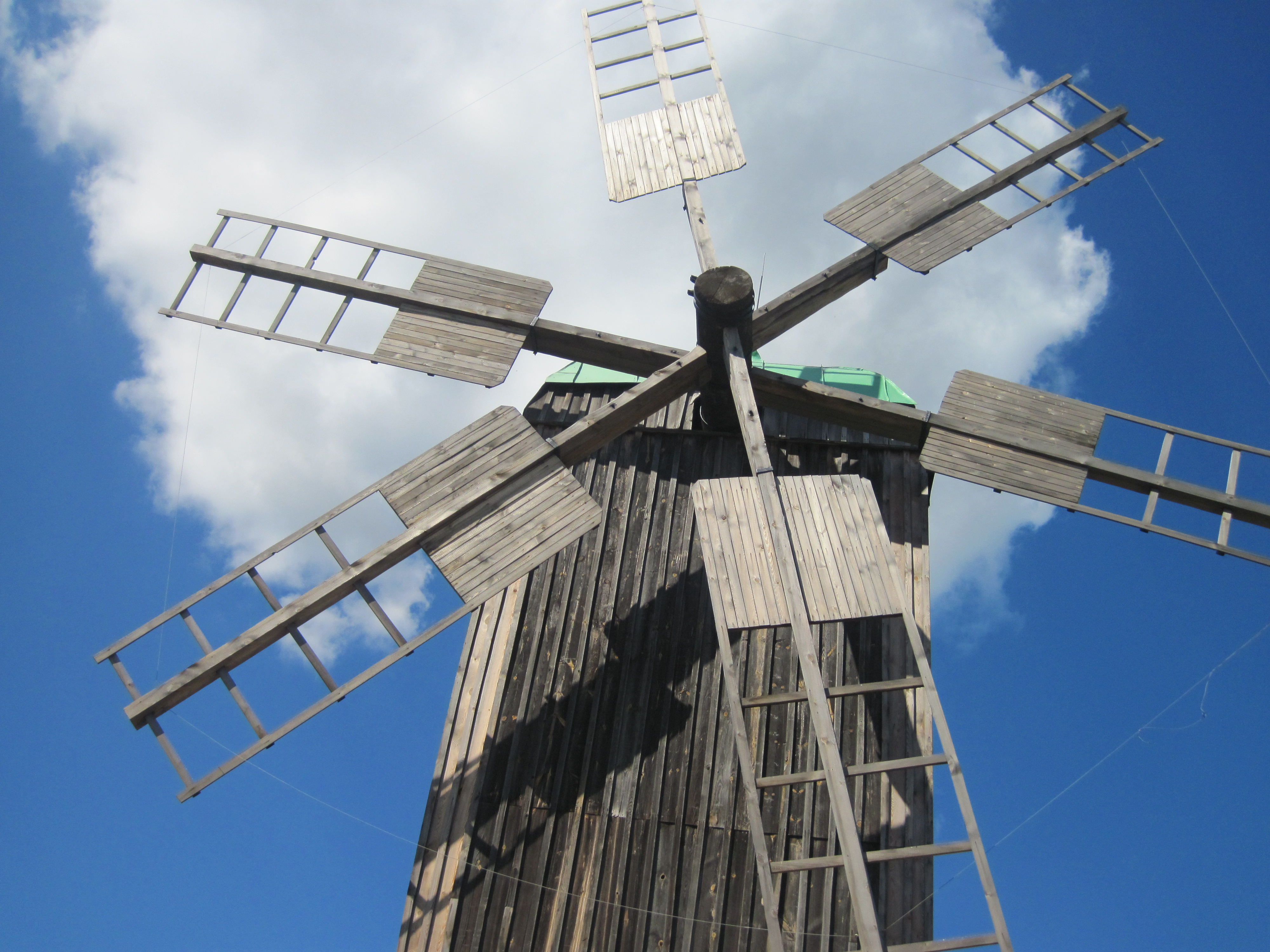
Крила вітряка
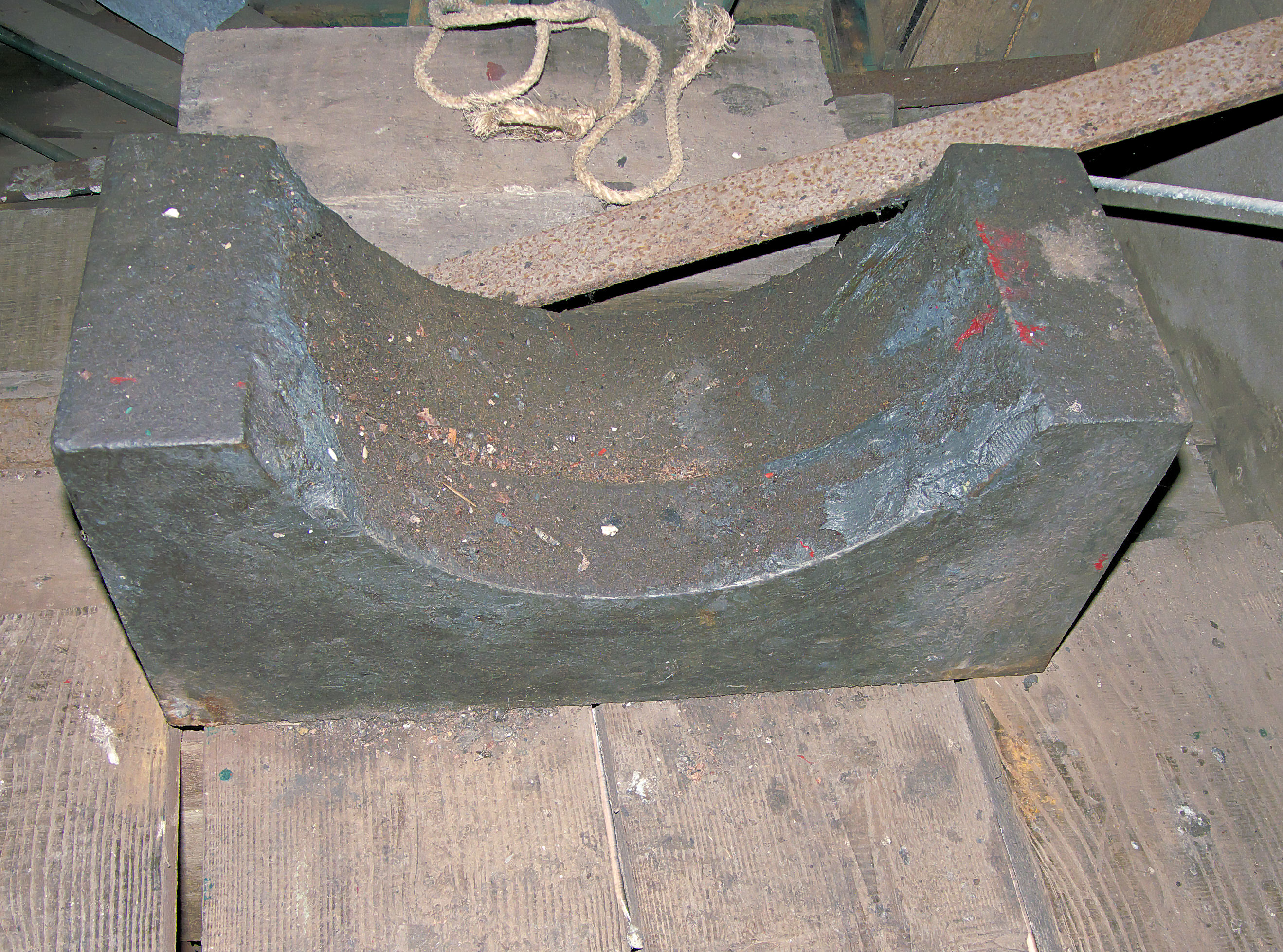
Подушка крилового вала
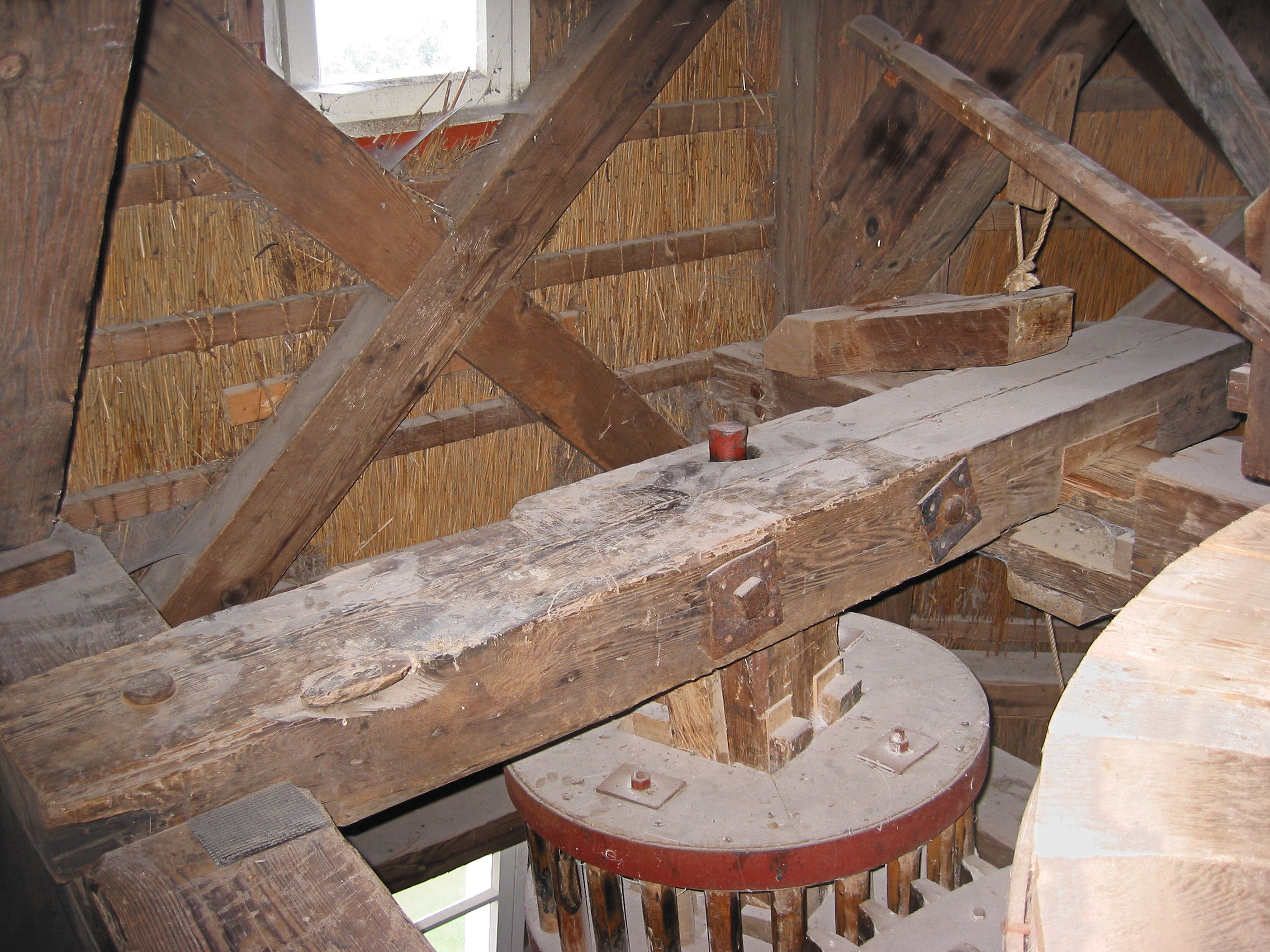
Кобилиця з цівковим колесом
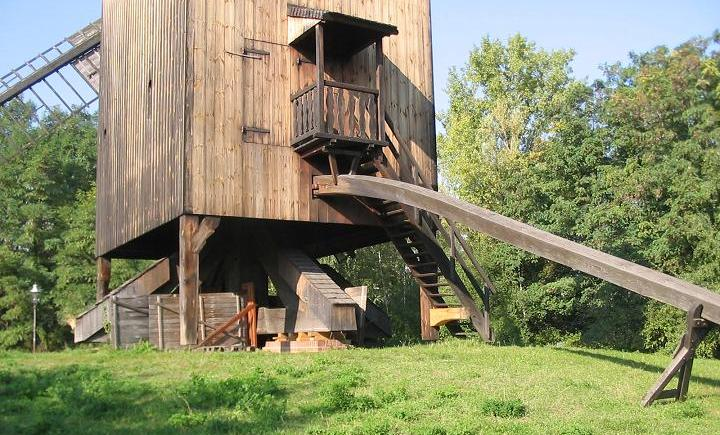
Воротило стовпового вітряка
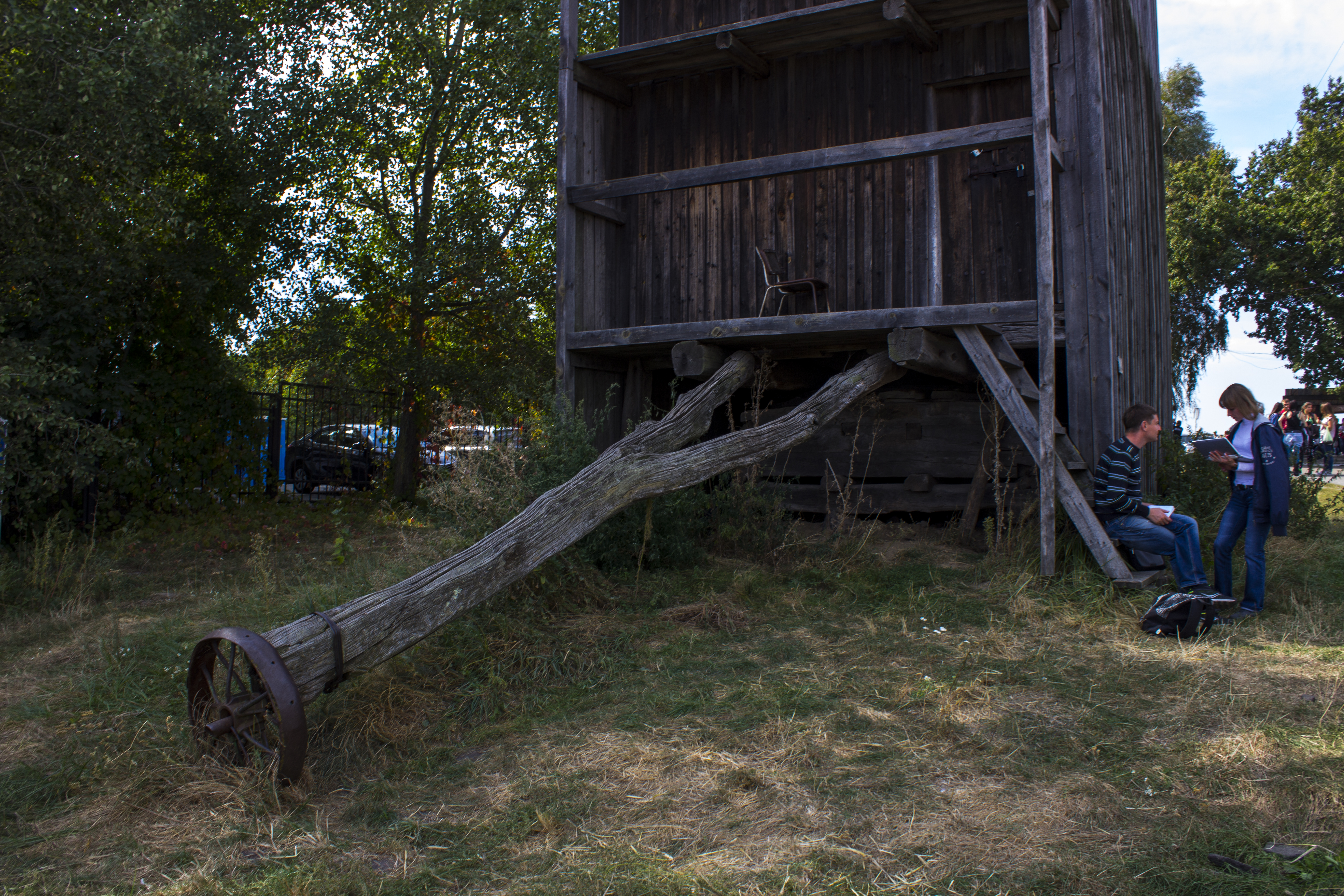
Вилчасте воротило стовпового вітряка з колесом
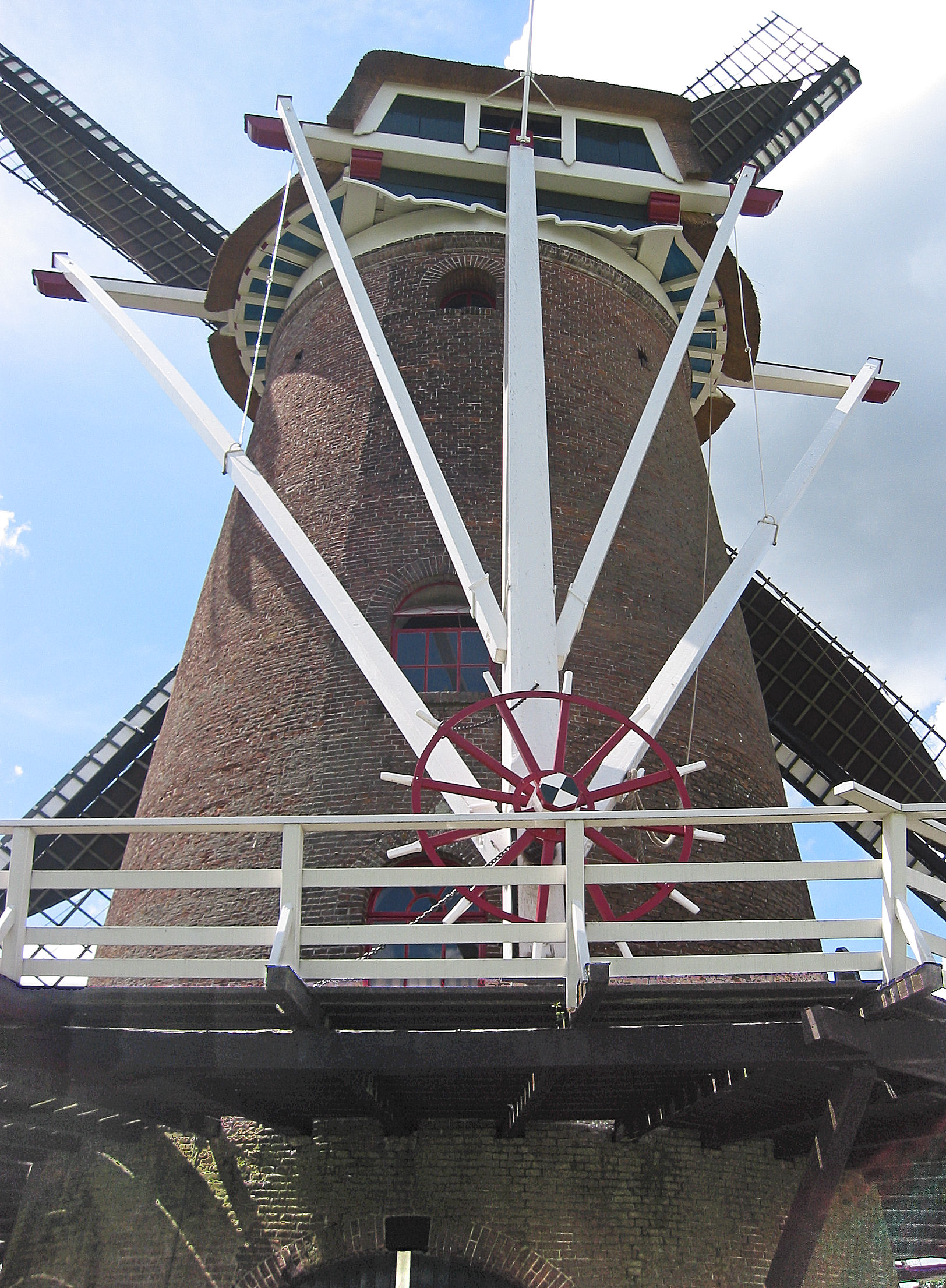
Воротило шатрового вітряка
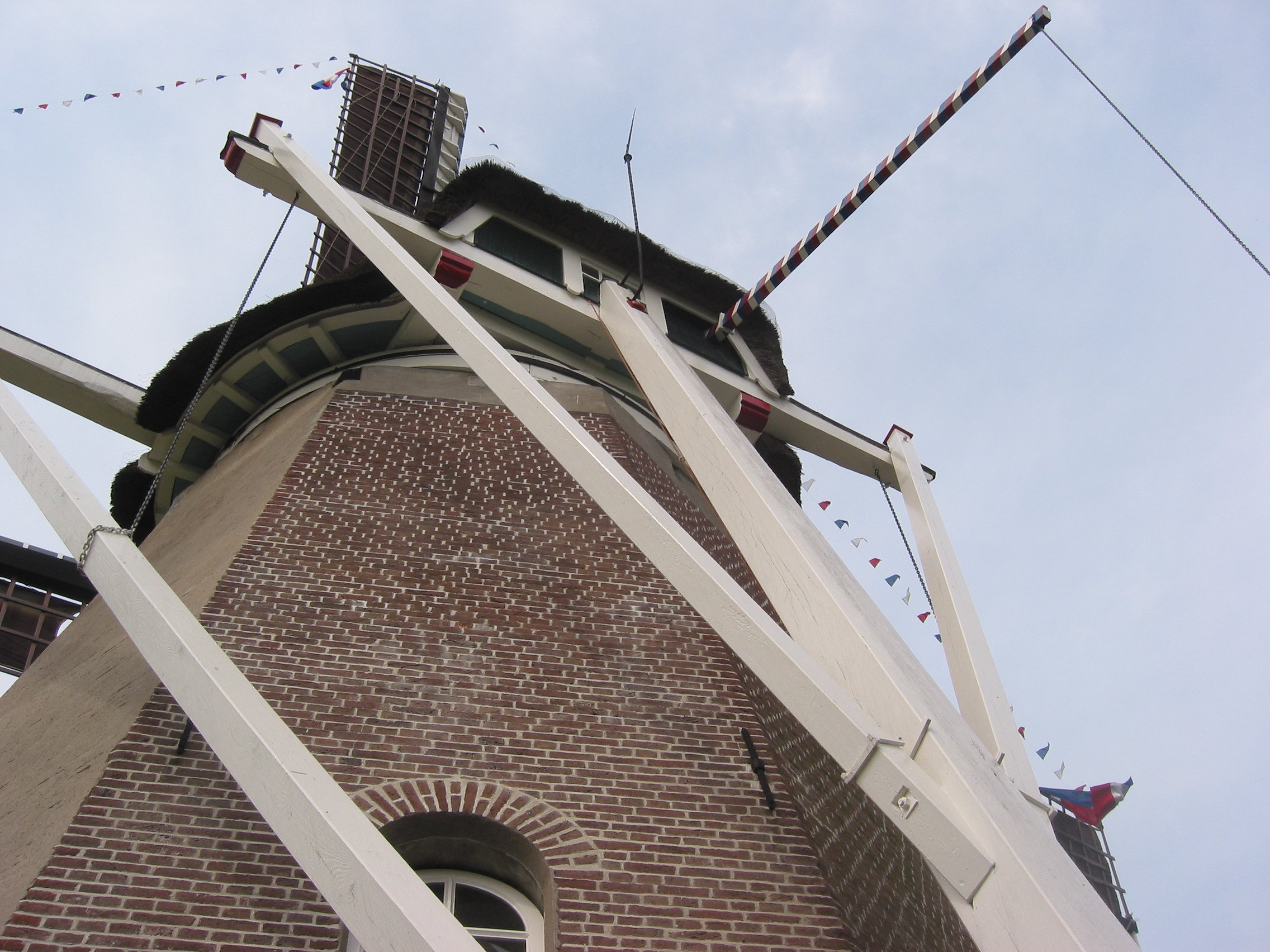
Воротило і зовнішній важіль гальма з мотузкою
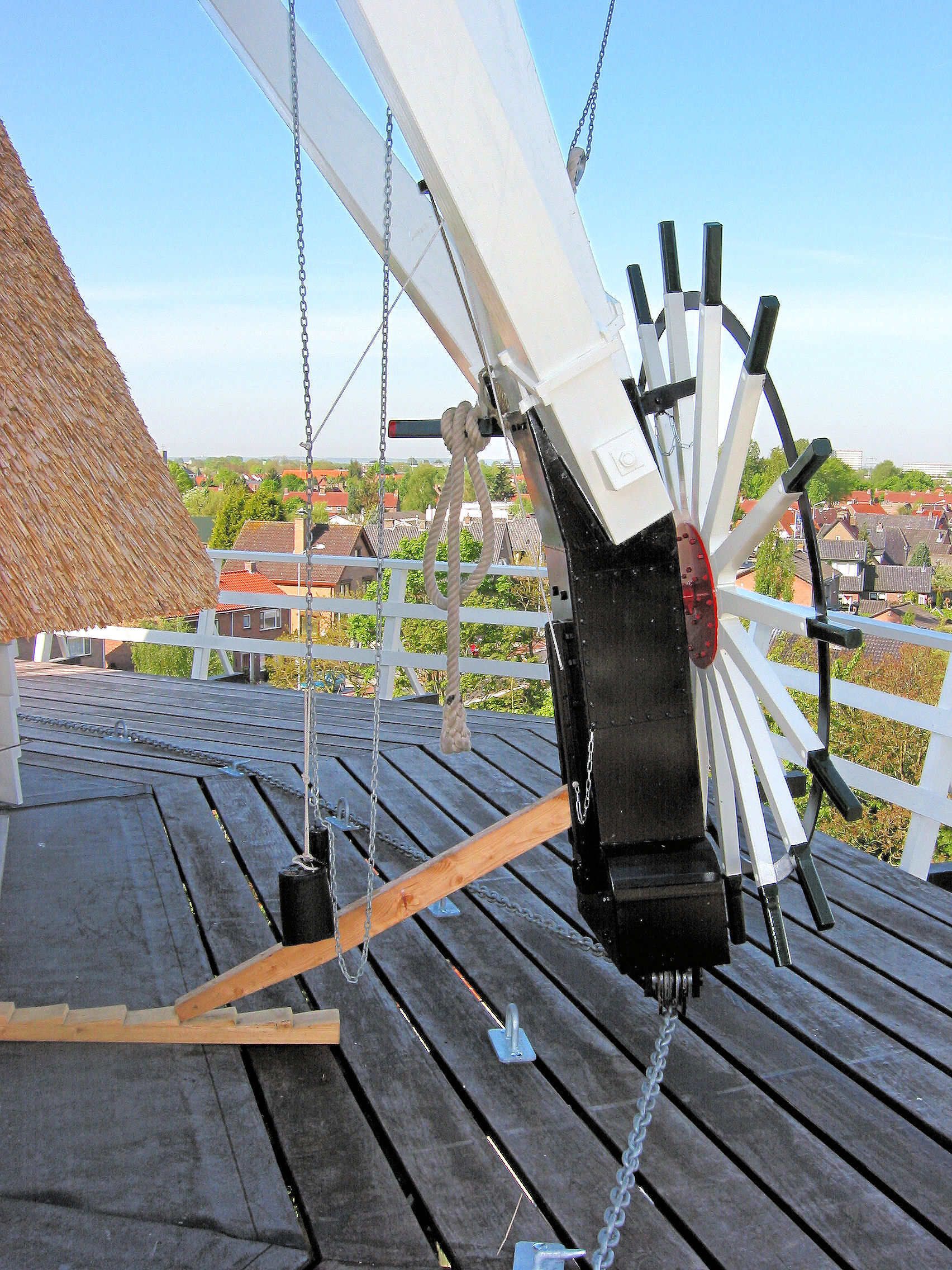
Воротило з коловоротом
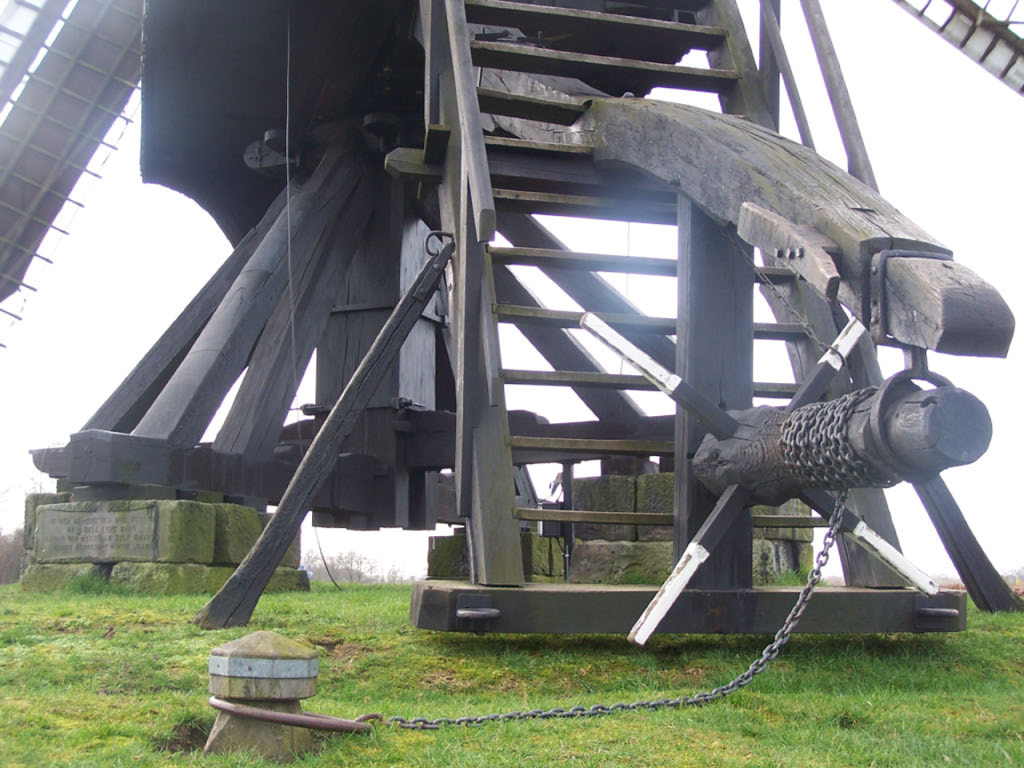
Воротило з коловоротом і сходами
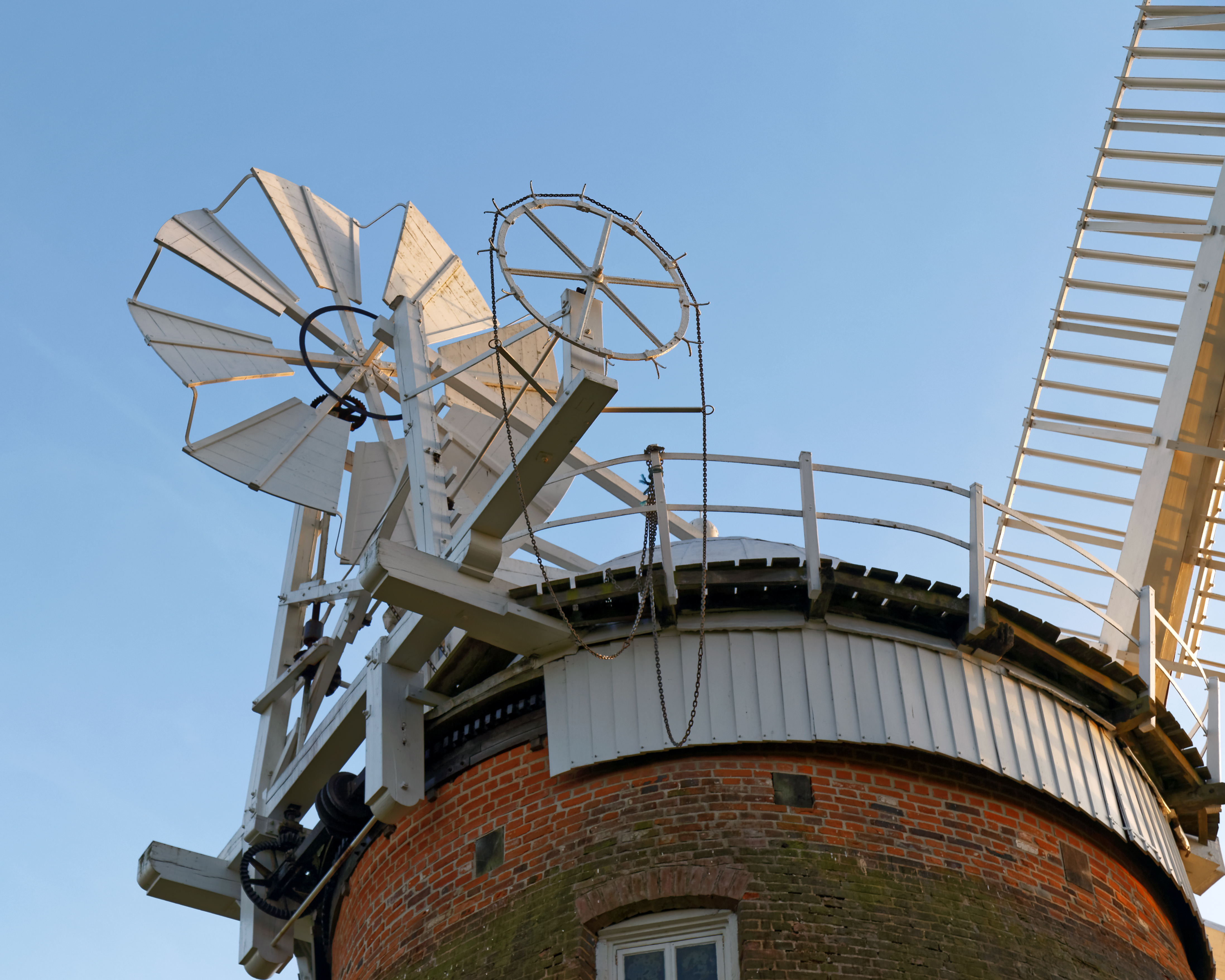
Вертушка орієнтації (віндроза) з системою коліс і кремальєрою обертового шатра
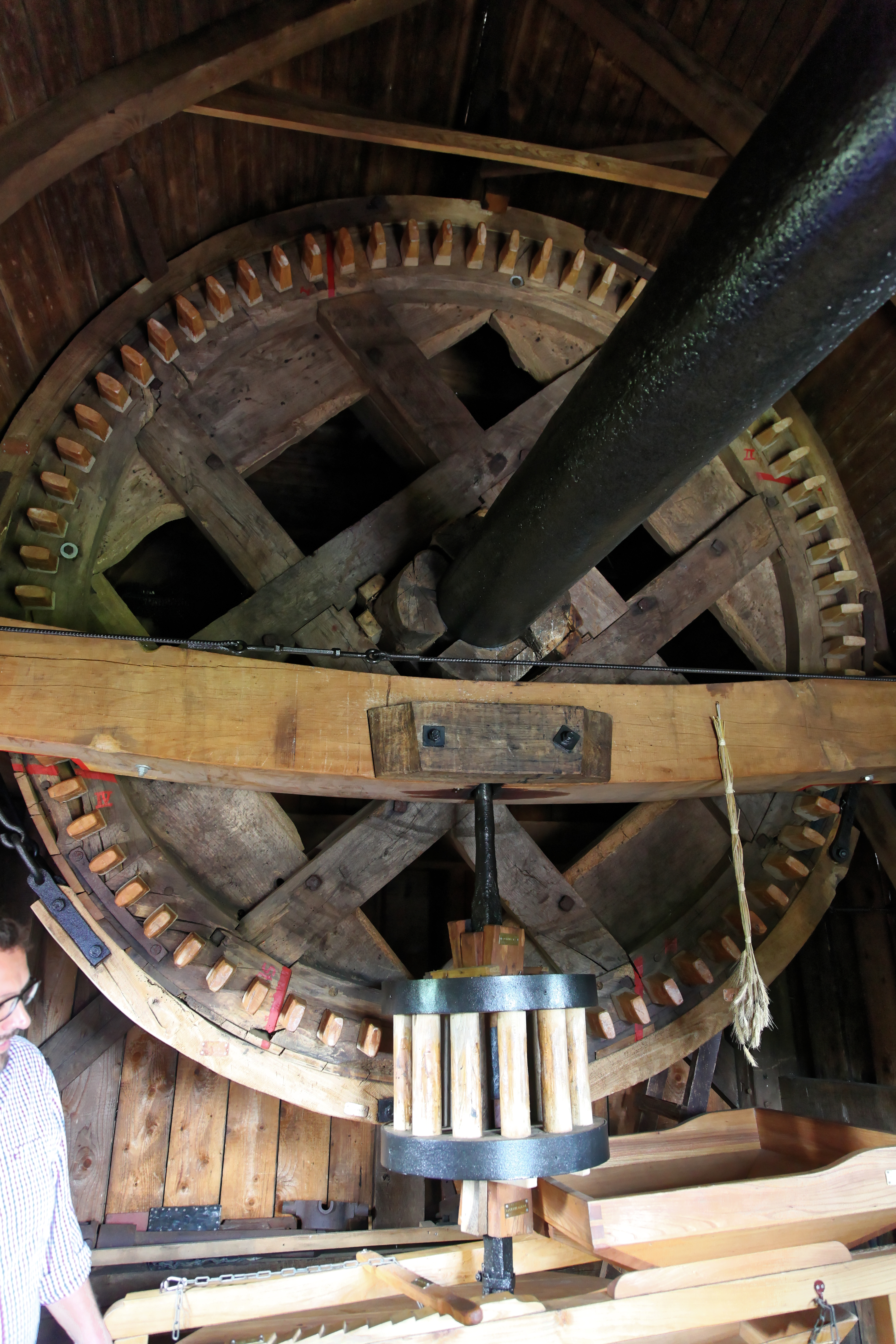
Цівкова передача від вала до веретена, закріпленого у верхній кобилиці
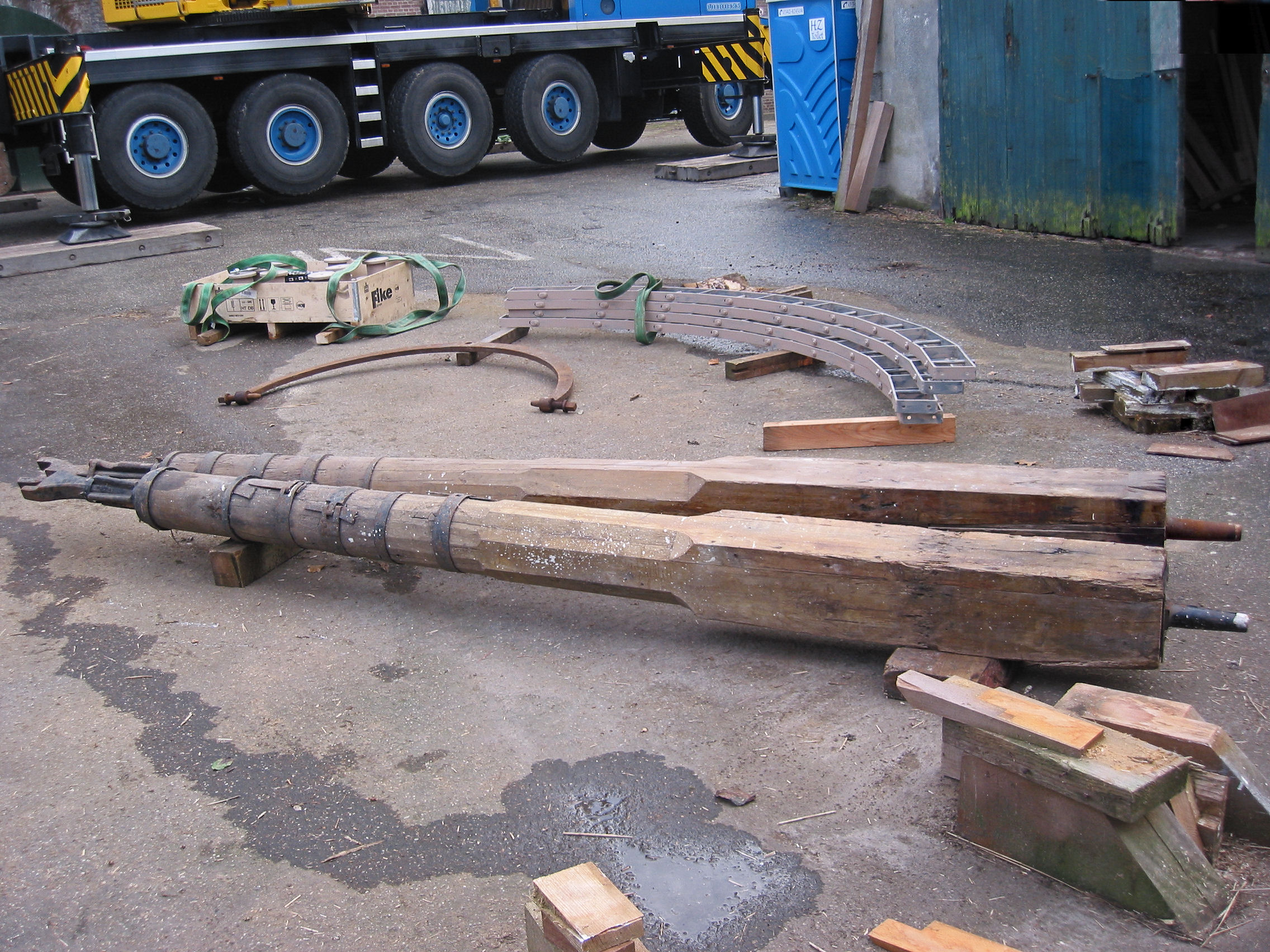
Веретена жорна
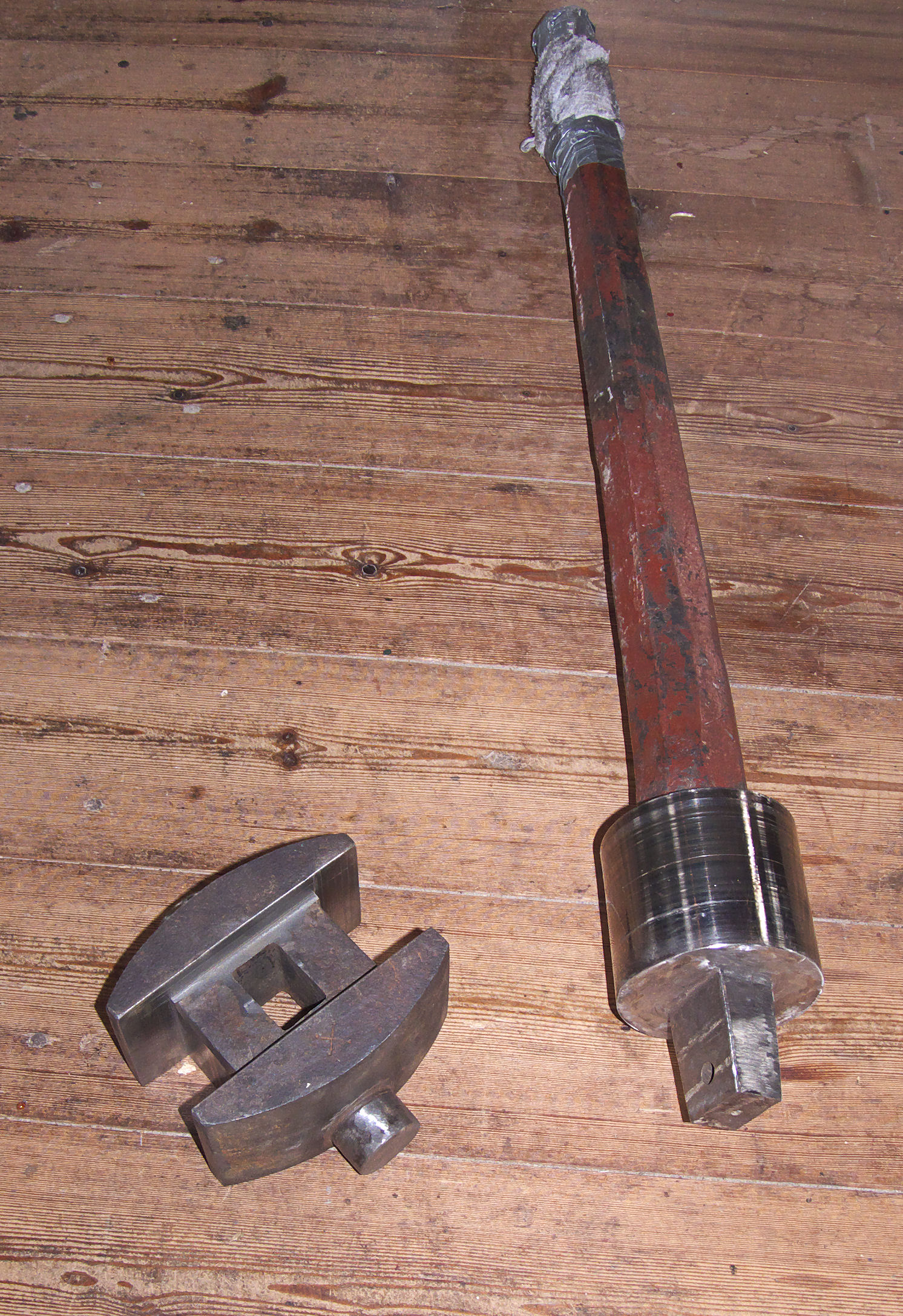
Веретено та порплиця з вітряка у Вальдервені, Нідерланди
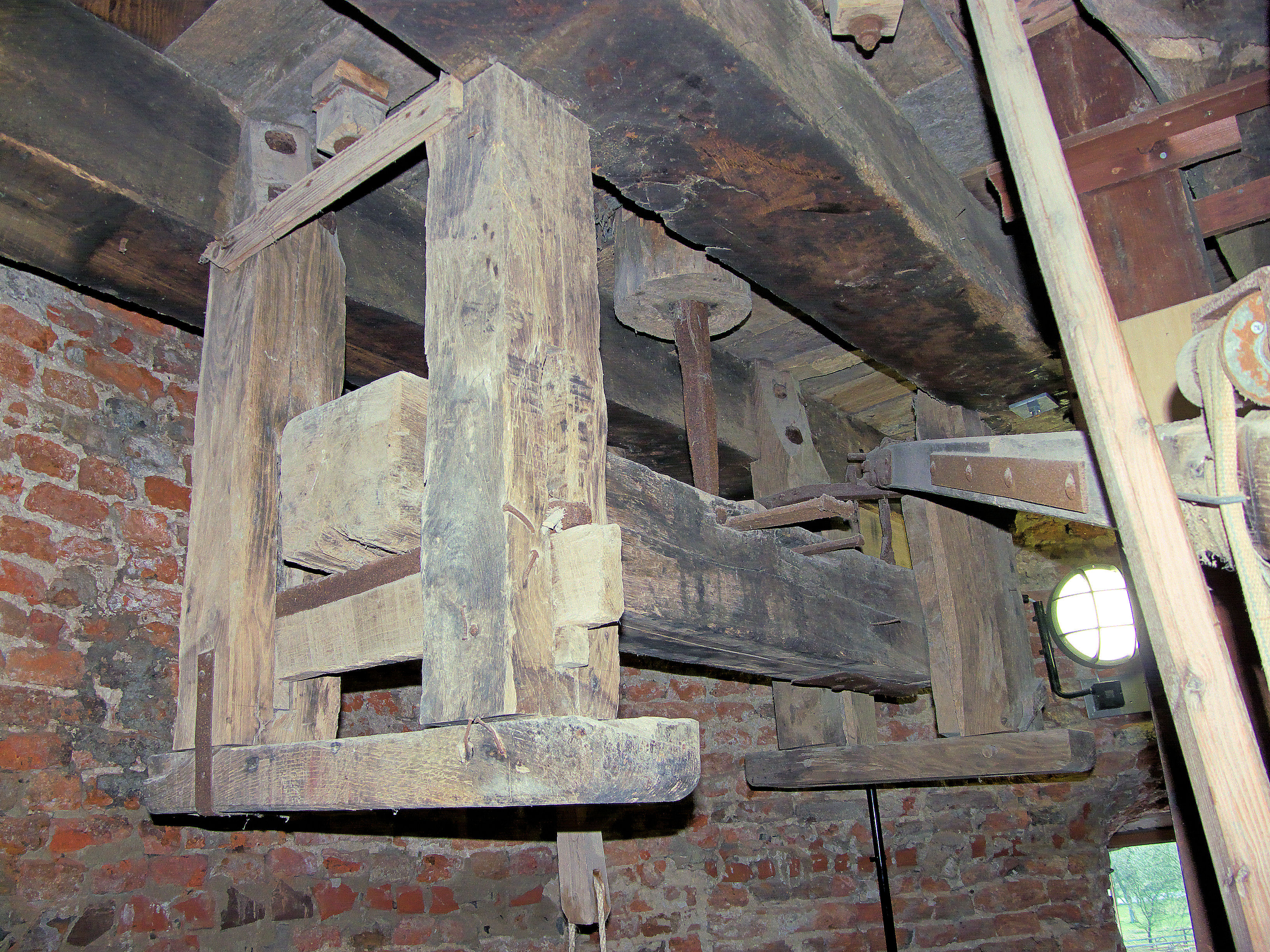
Нижній кінець нижнього веретена в нижній кобилиці та підойма
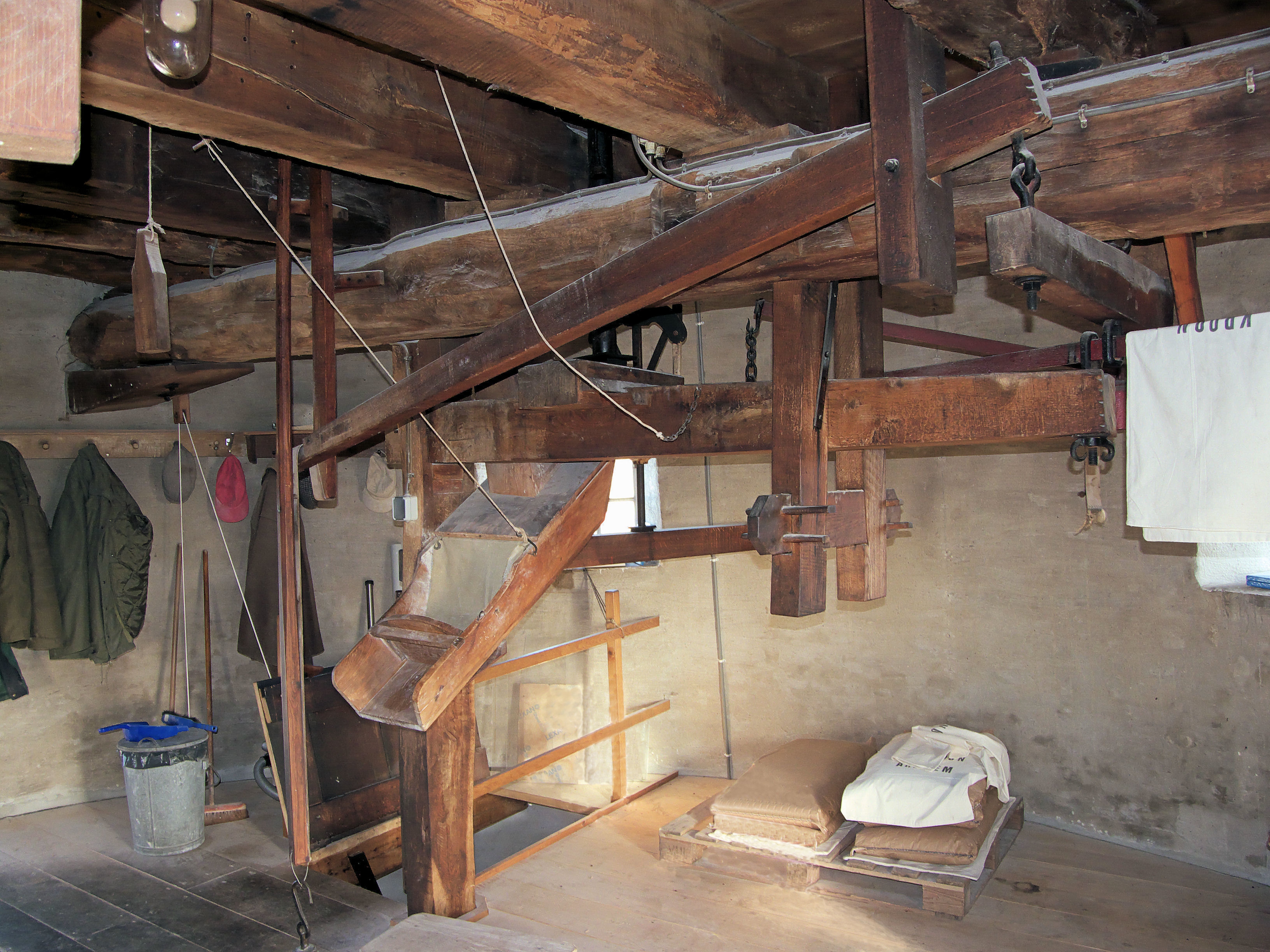
Підойма і лоточок для борошна під посадом
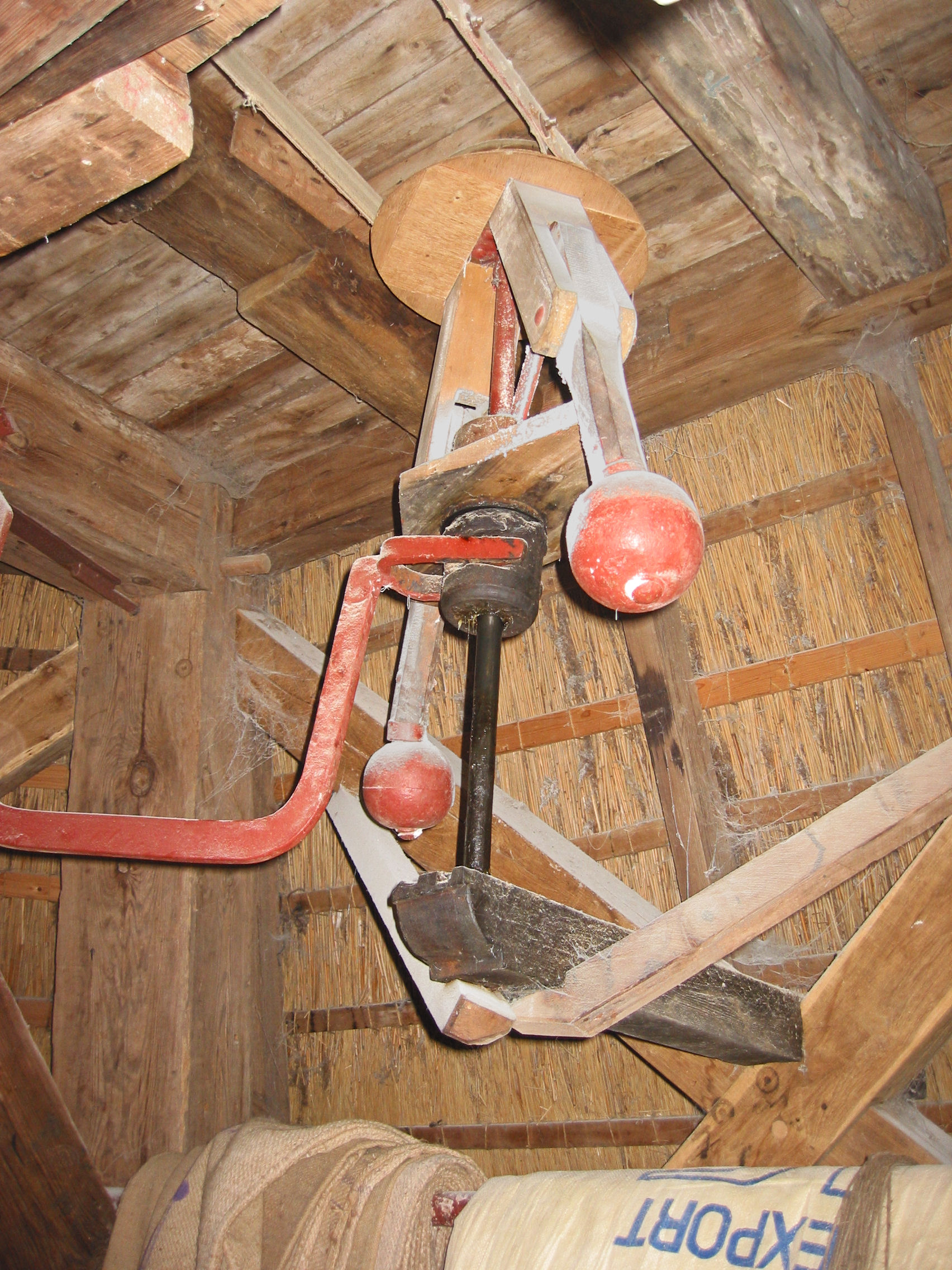
Відцентровий регулятор
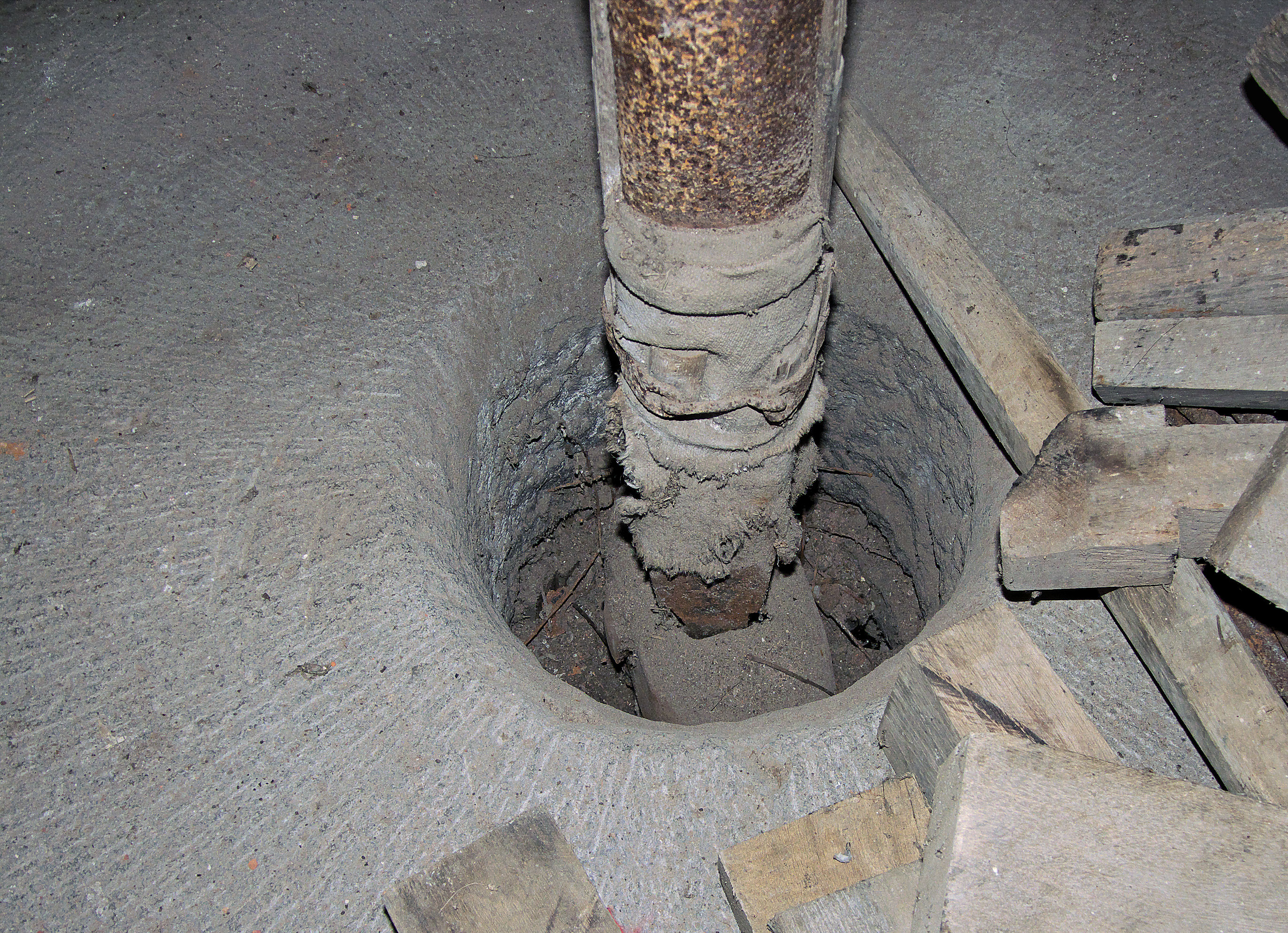
Нижній кінець верхнього веретена в прогорниці верхнього жорна
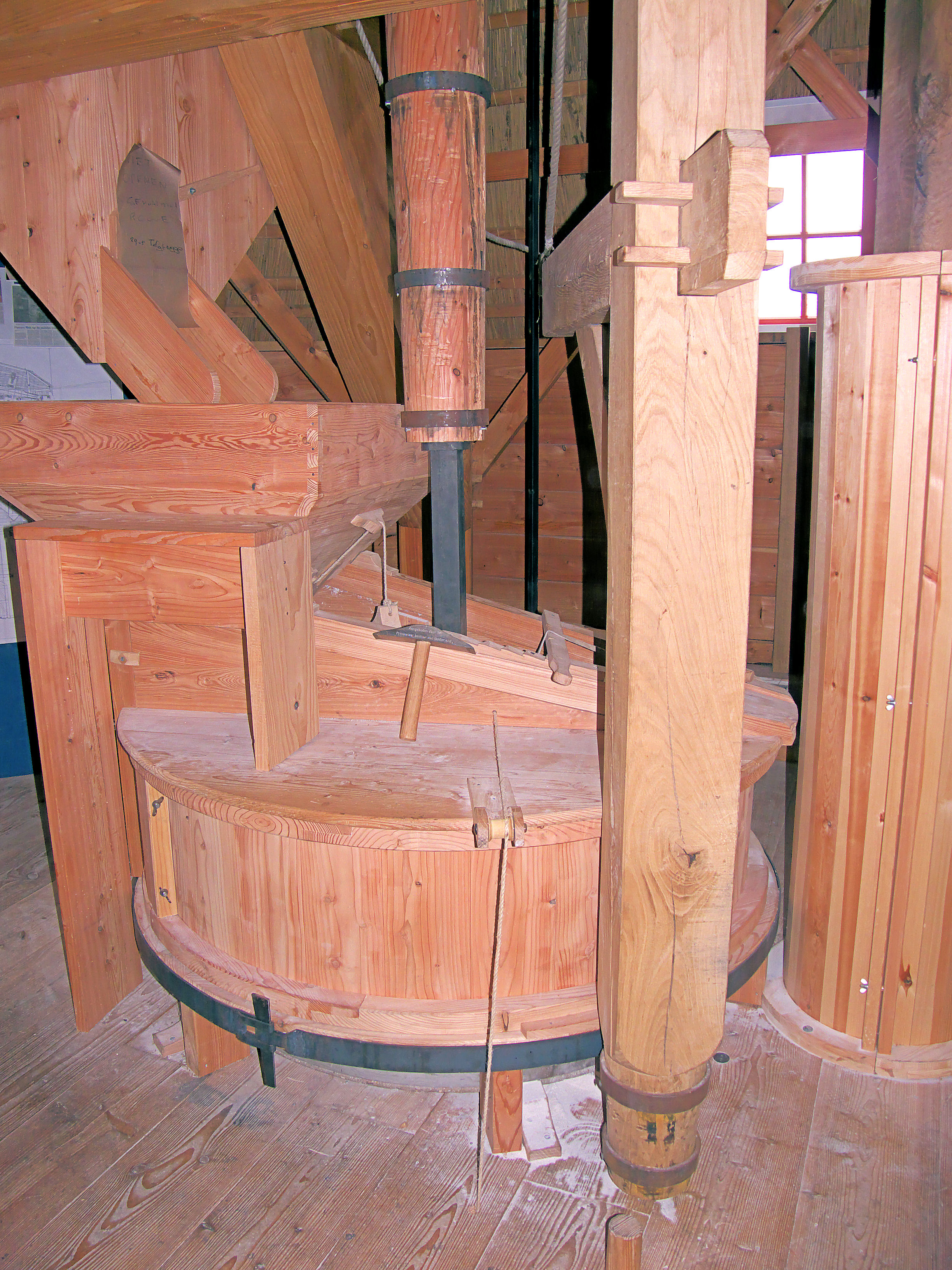
Посад з обичайкою, кошем і головним валом
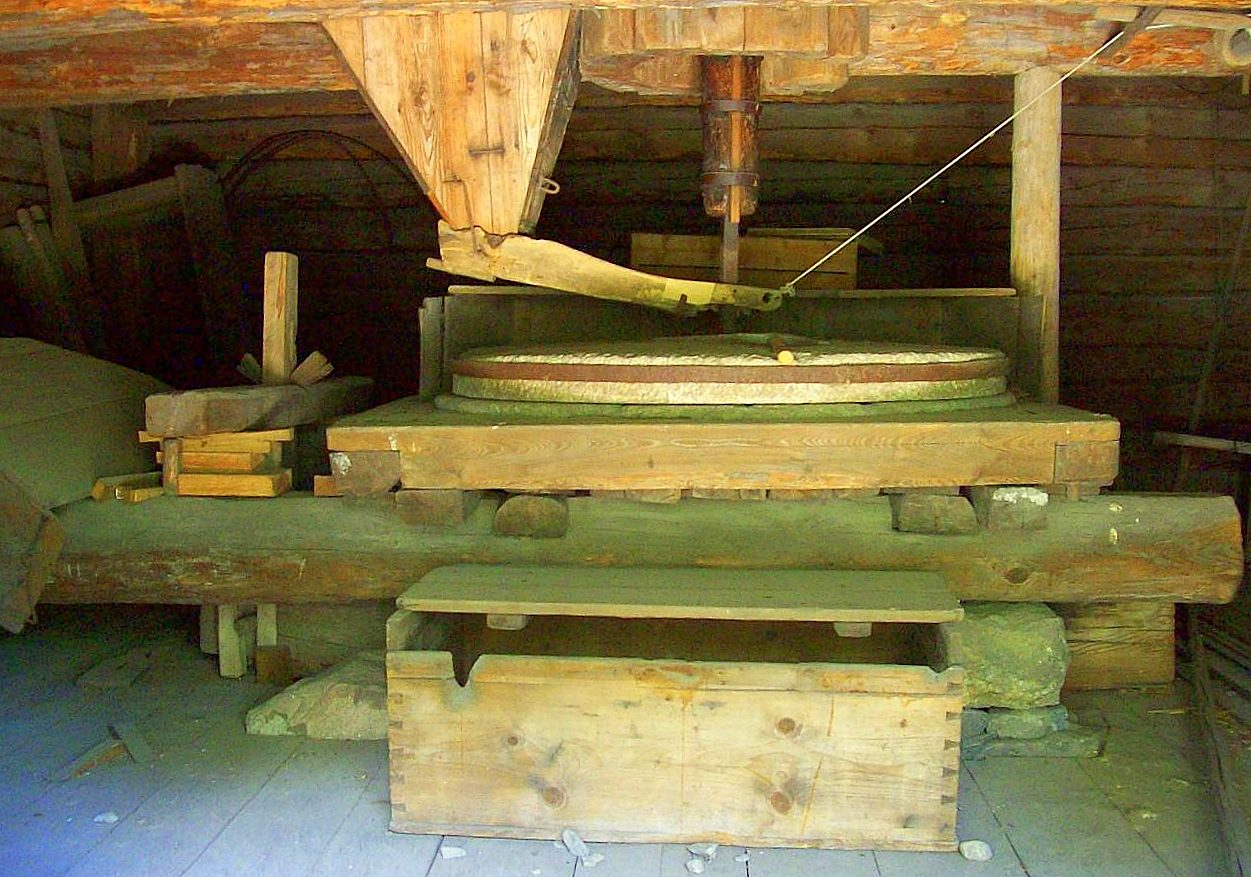
Кіш, коритко, верхнє веретено з жорном, скриня-мучник
Анімація роботи регулятора
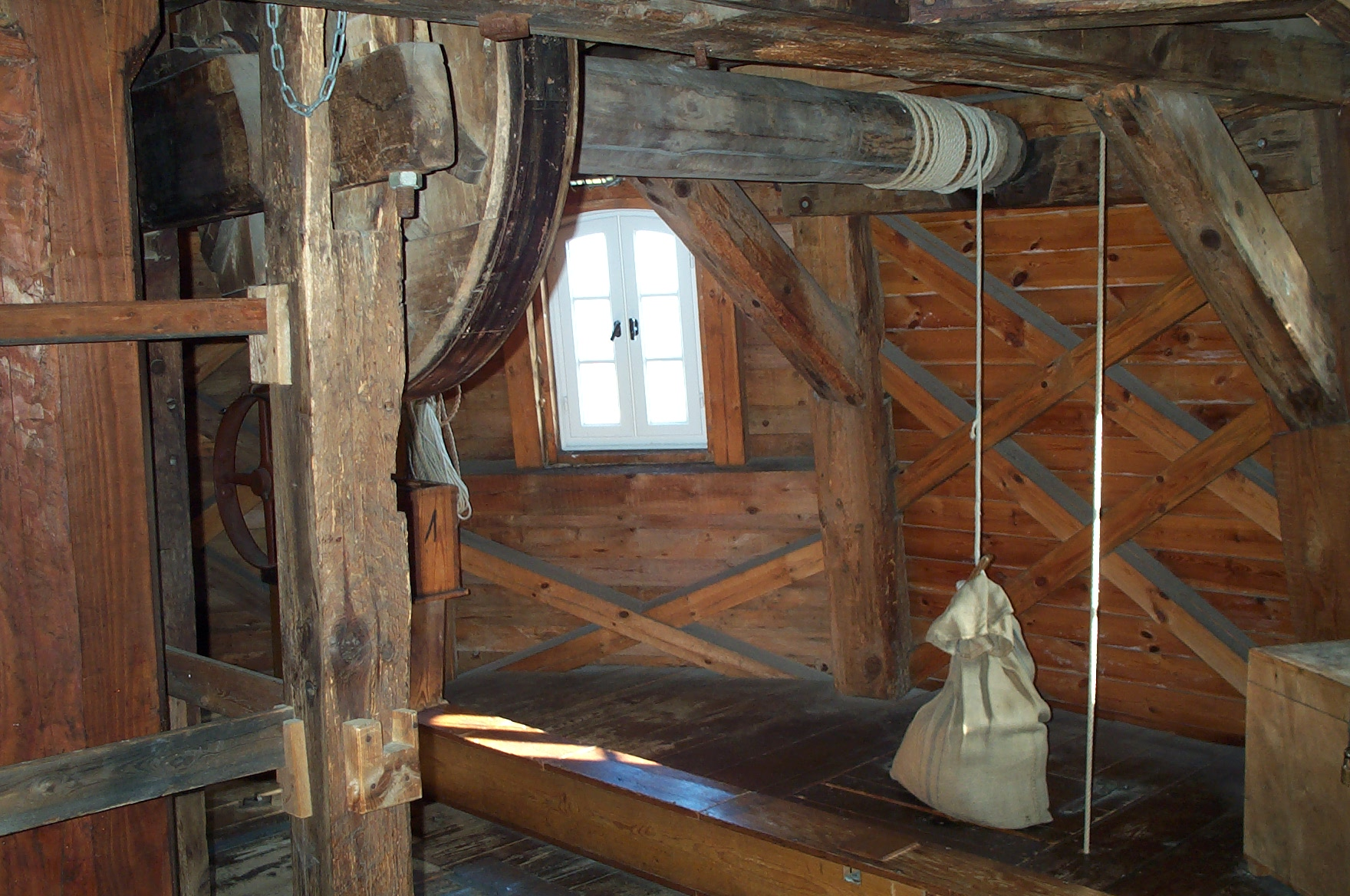
Підіймач для мішків
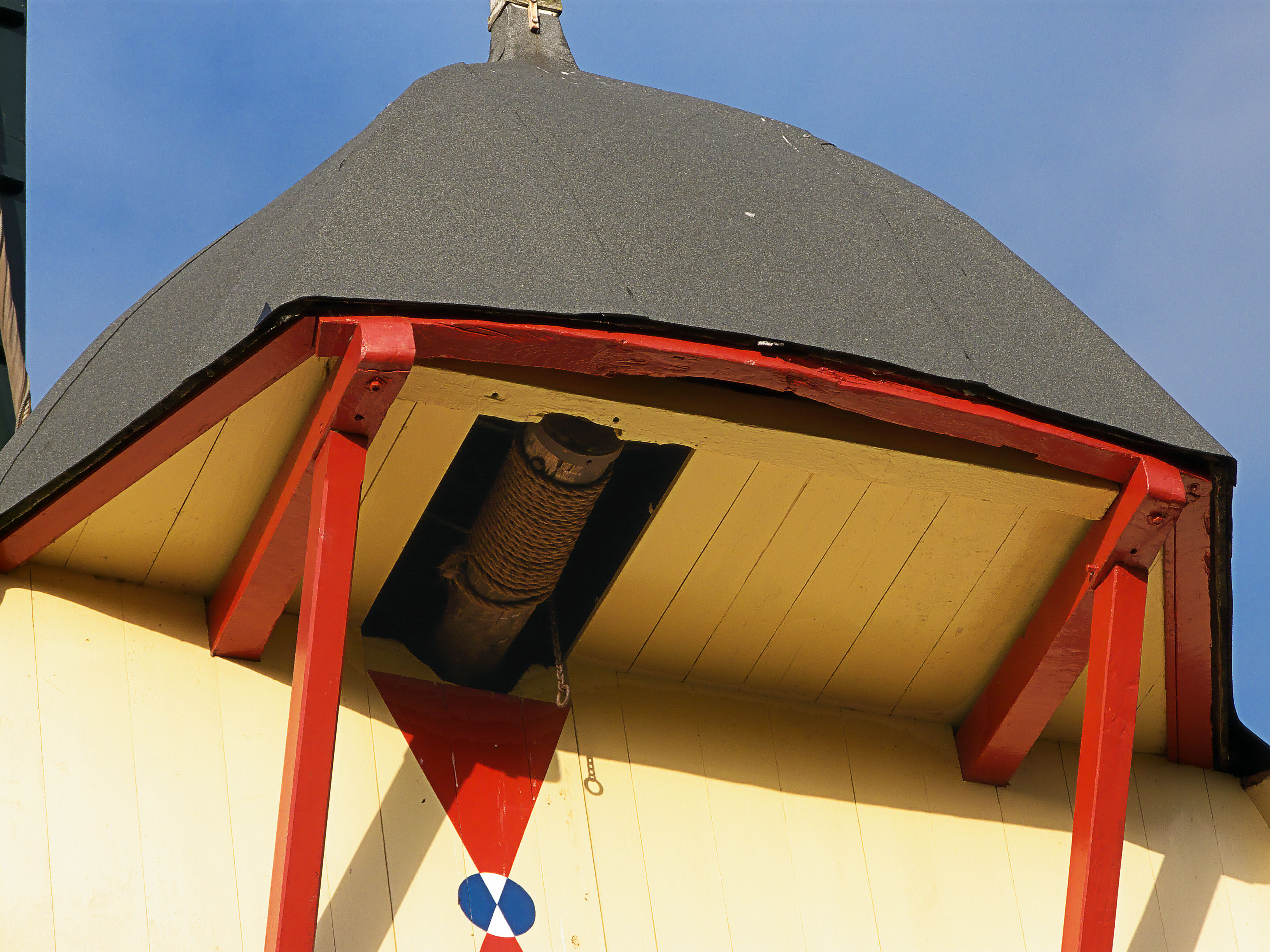
Зовнішній підіймач
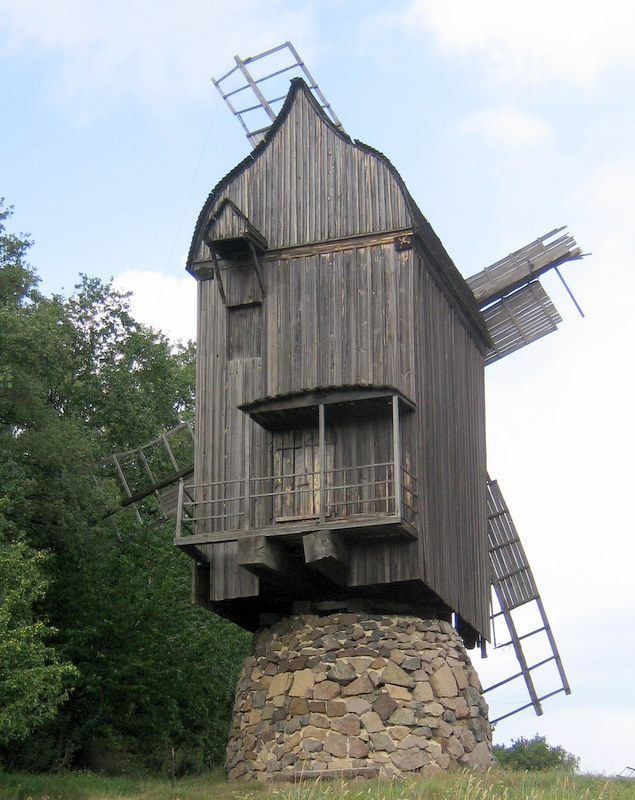
Вигляд ззаду стовпового вітряка. Видно двері з балкончиком і дашок підіймача.
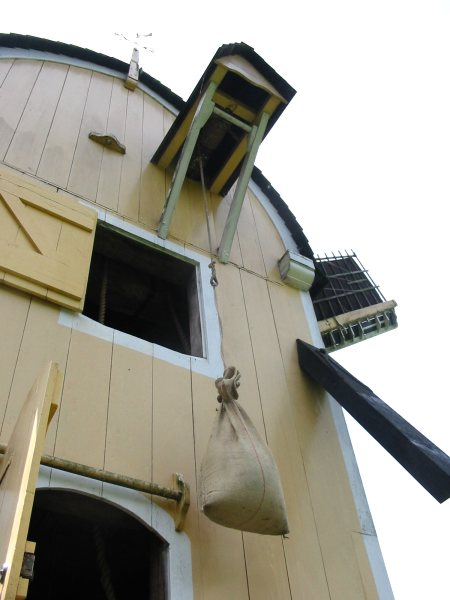
Підйом мішка
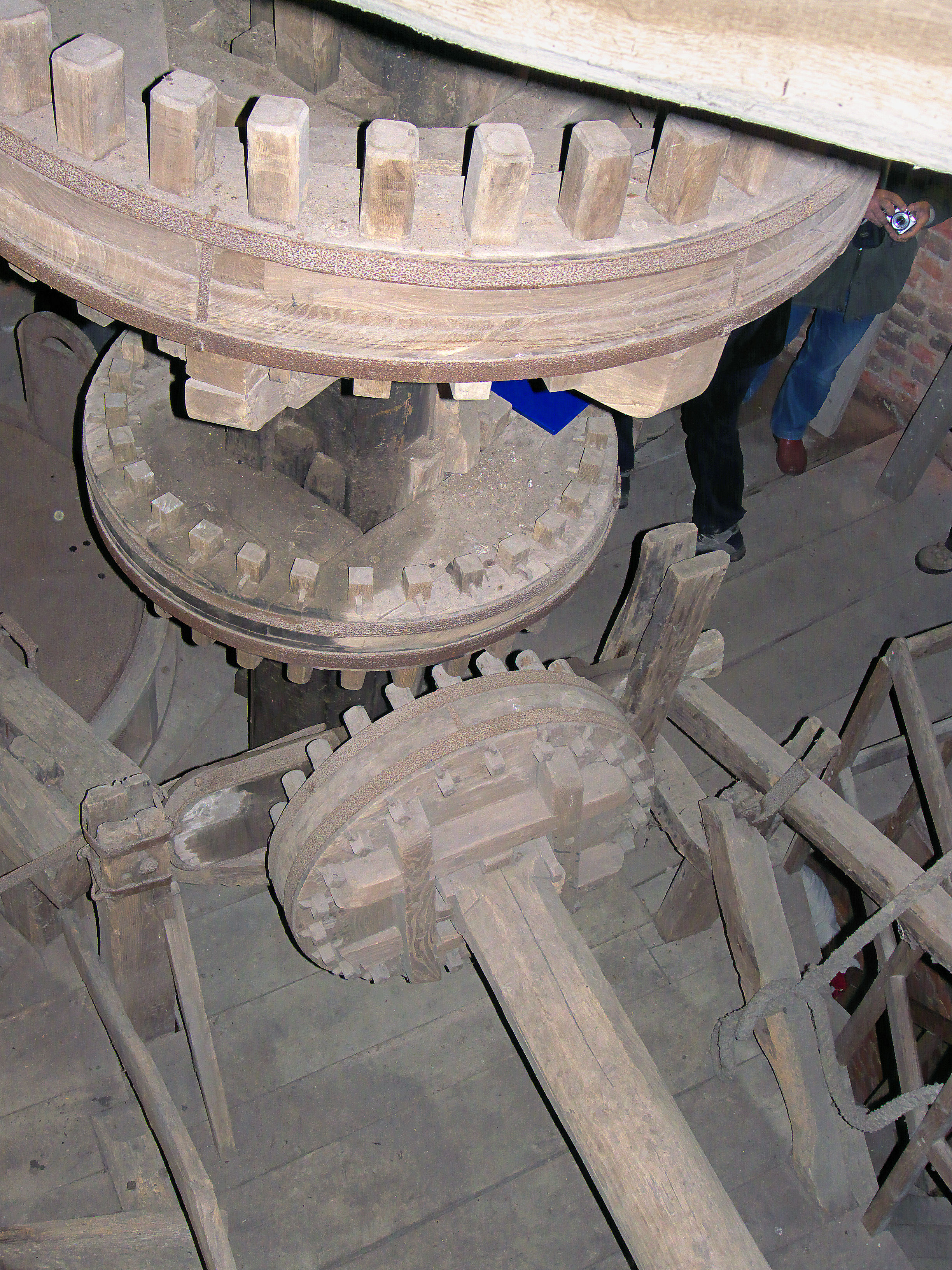
Привод підіймача від головного вала
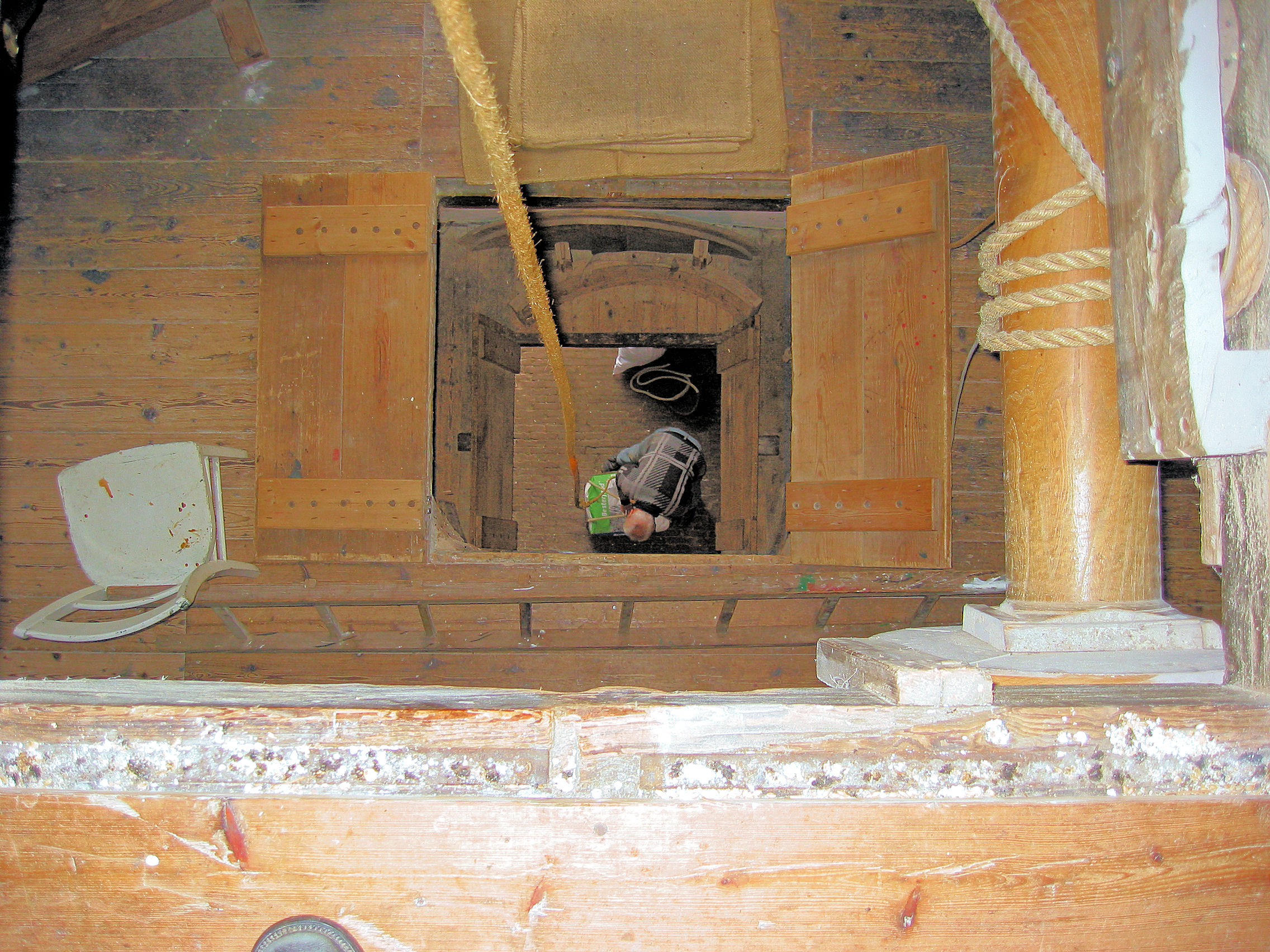
Відкритий люк підіймача
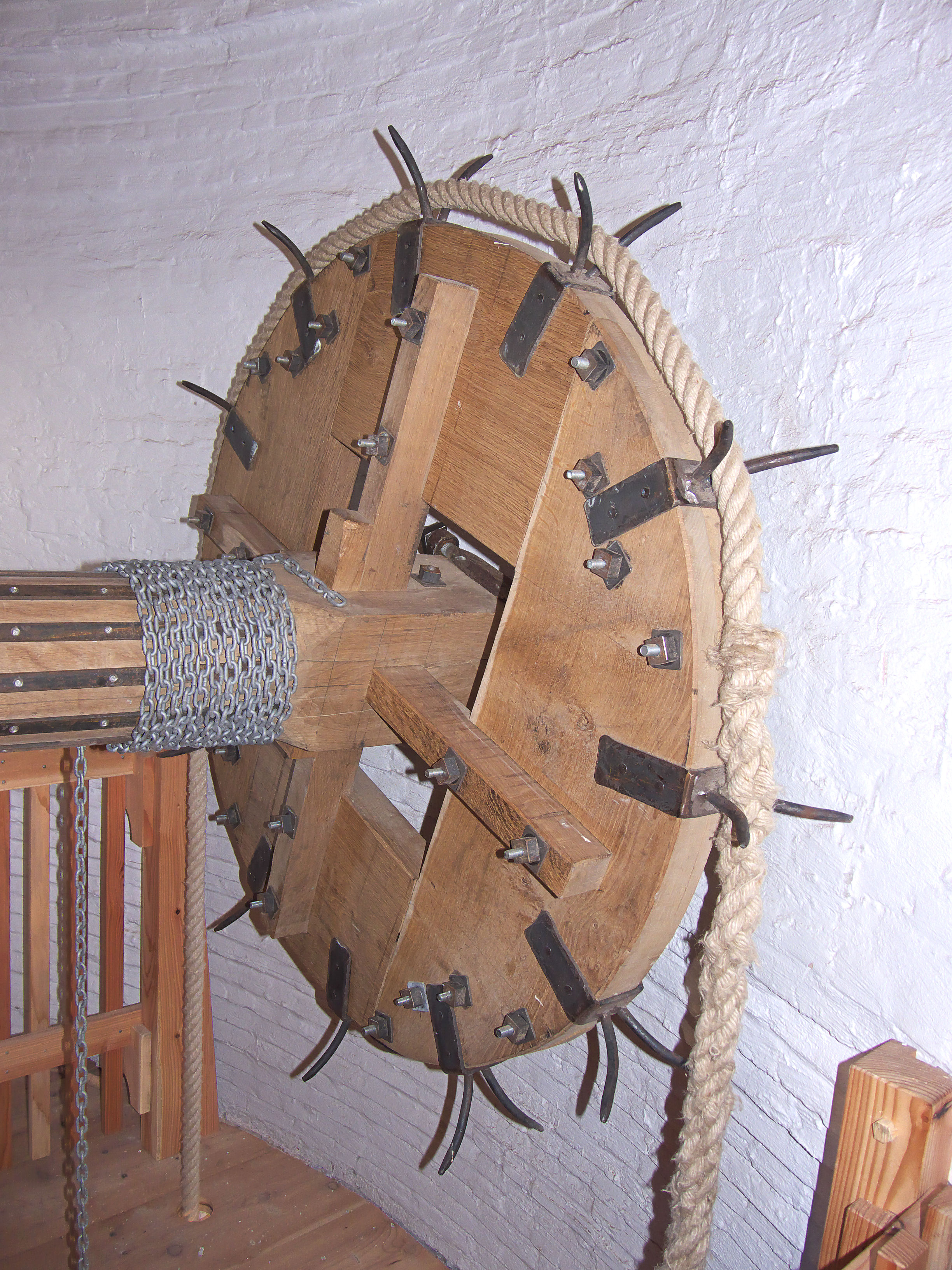
Вилочне колесо для ручного обертання вала підіймача
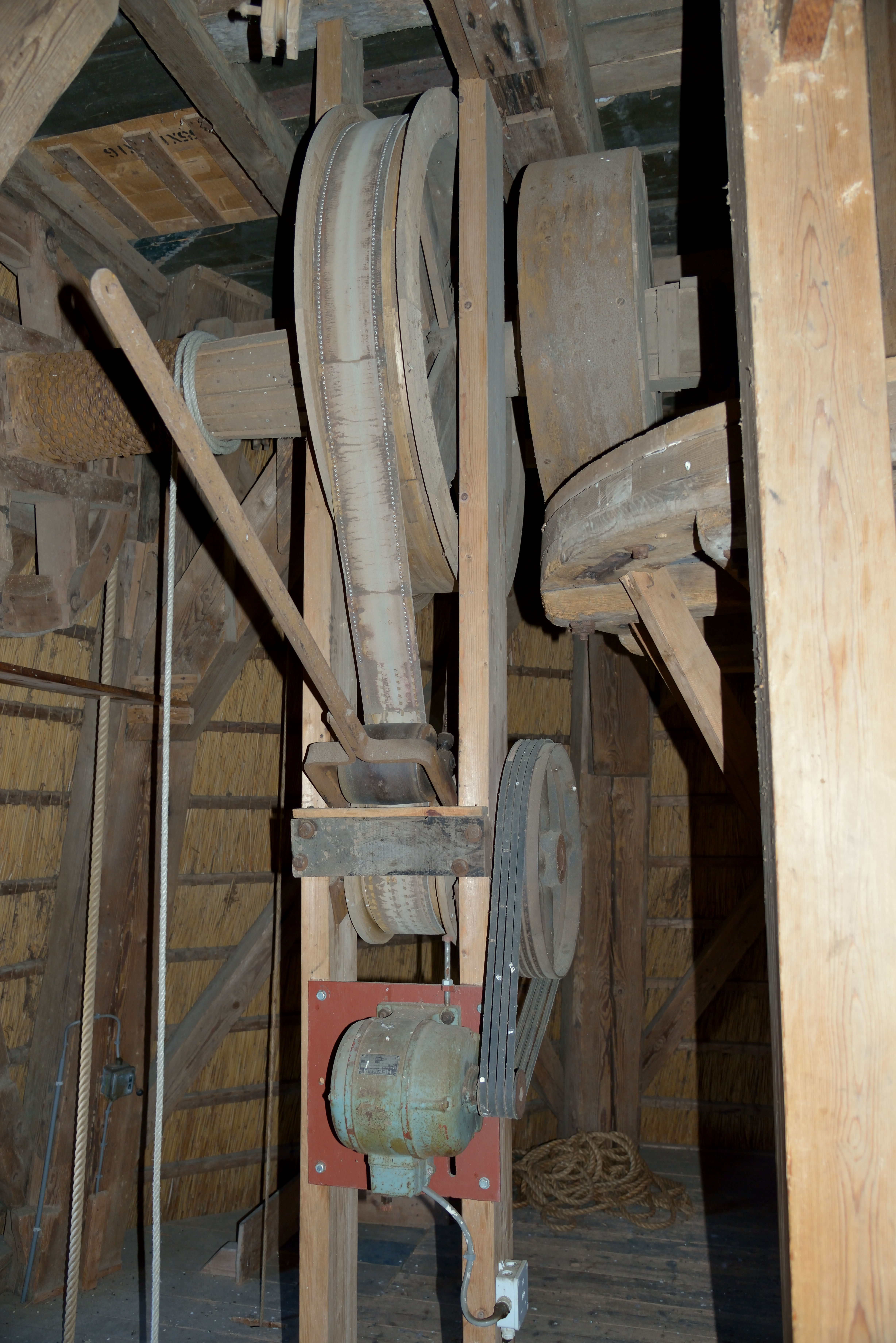
Підіймач з електроприводом
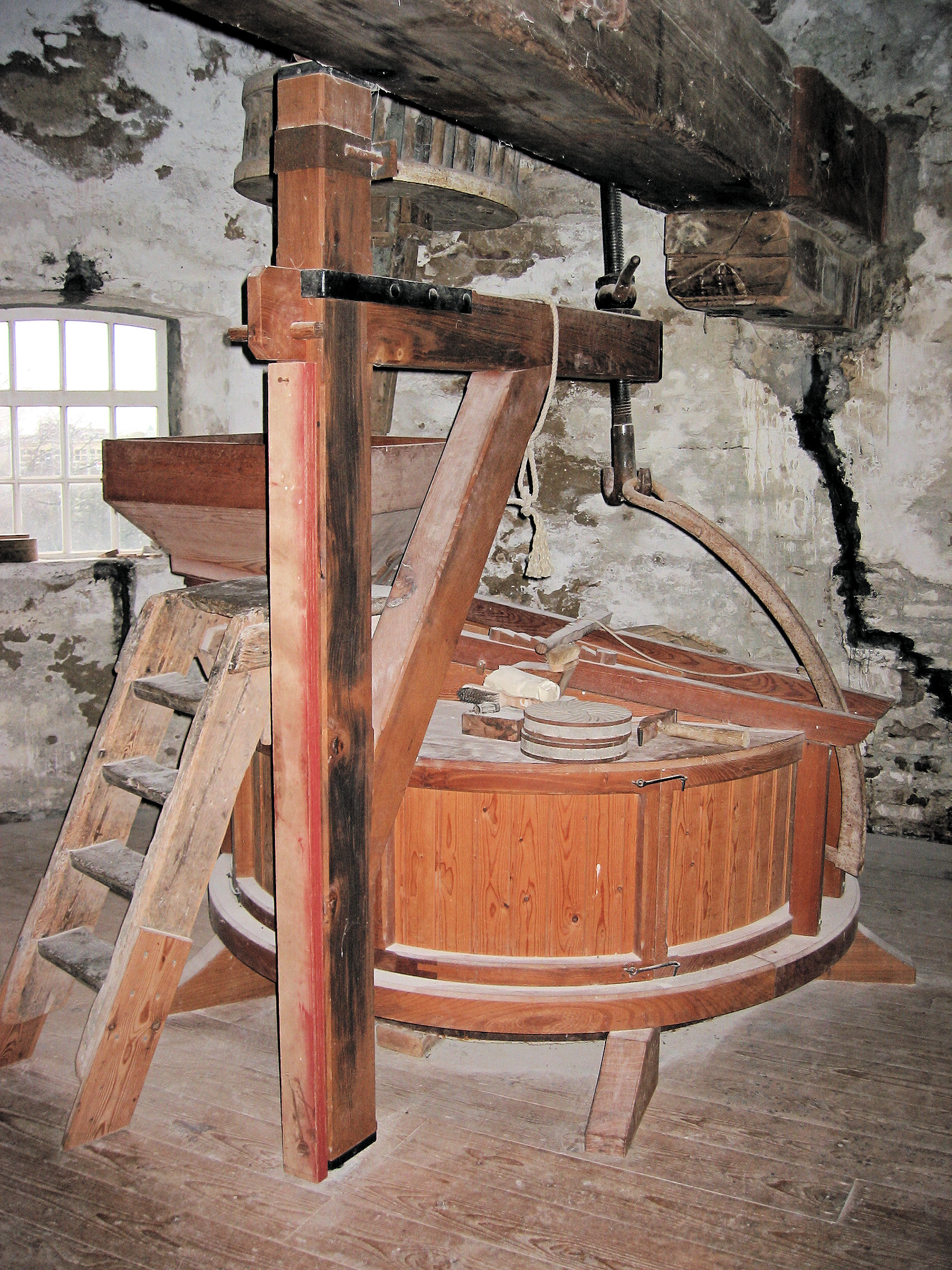
Посад і дерев'яний кран з металевим захватом (вовчою лапою) для монтажу/демонтажу млинових каменів
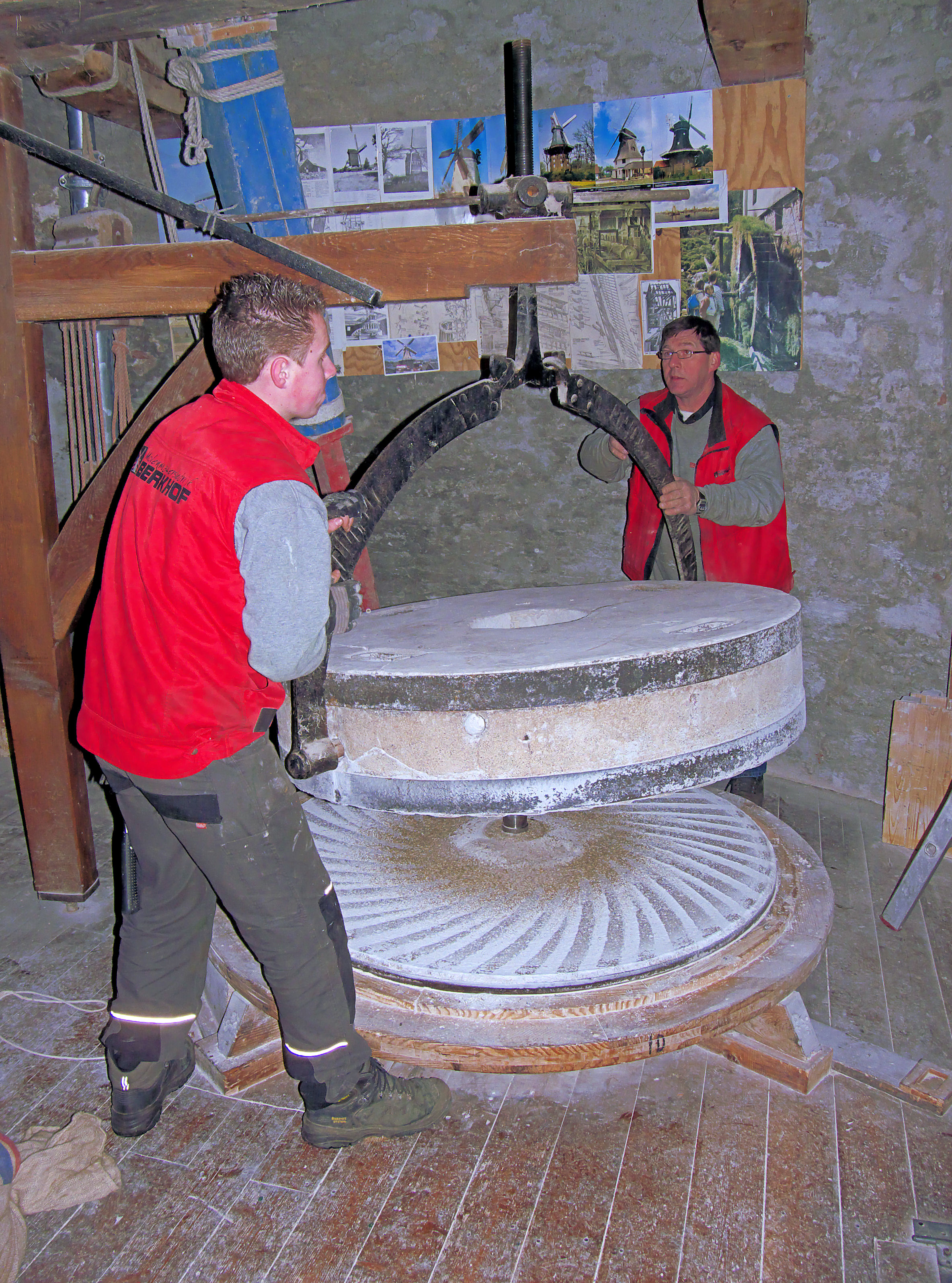
Зняття верхнього жорна

Вітряки в країнах світу

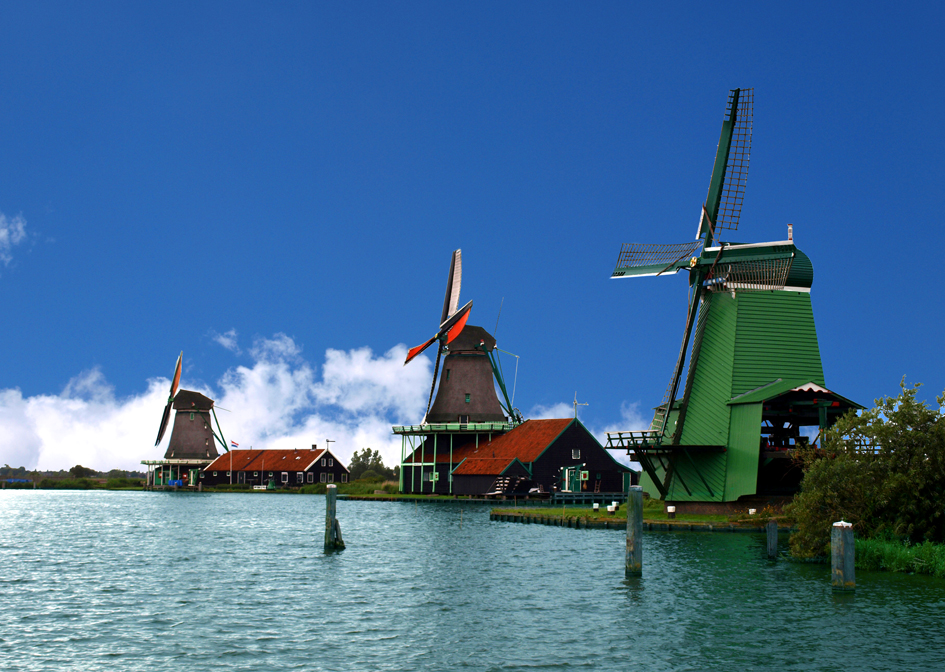
Голландські вітряки. Зансе Сханс (Нідерланди)
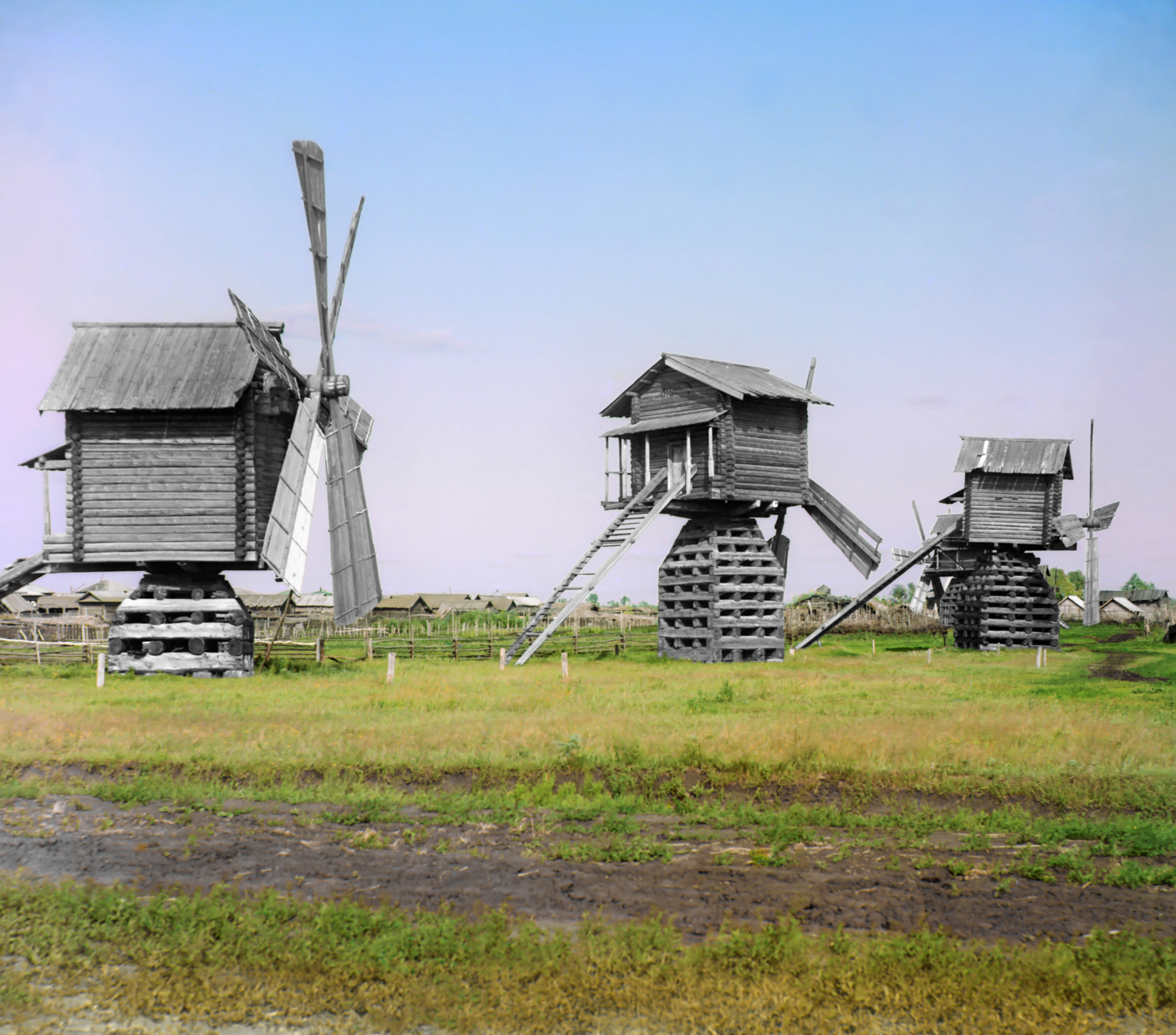
Вітряні млини в Сибіру. Фото С. М. Прокудіна-Горського, 1912 р.
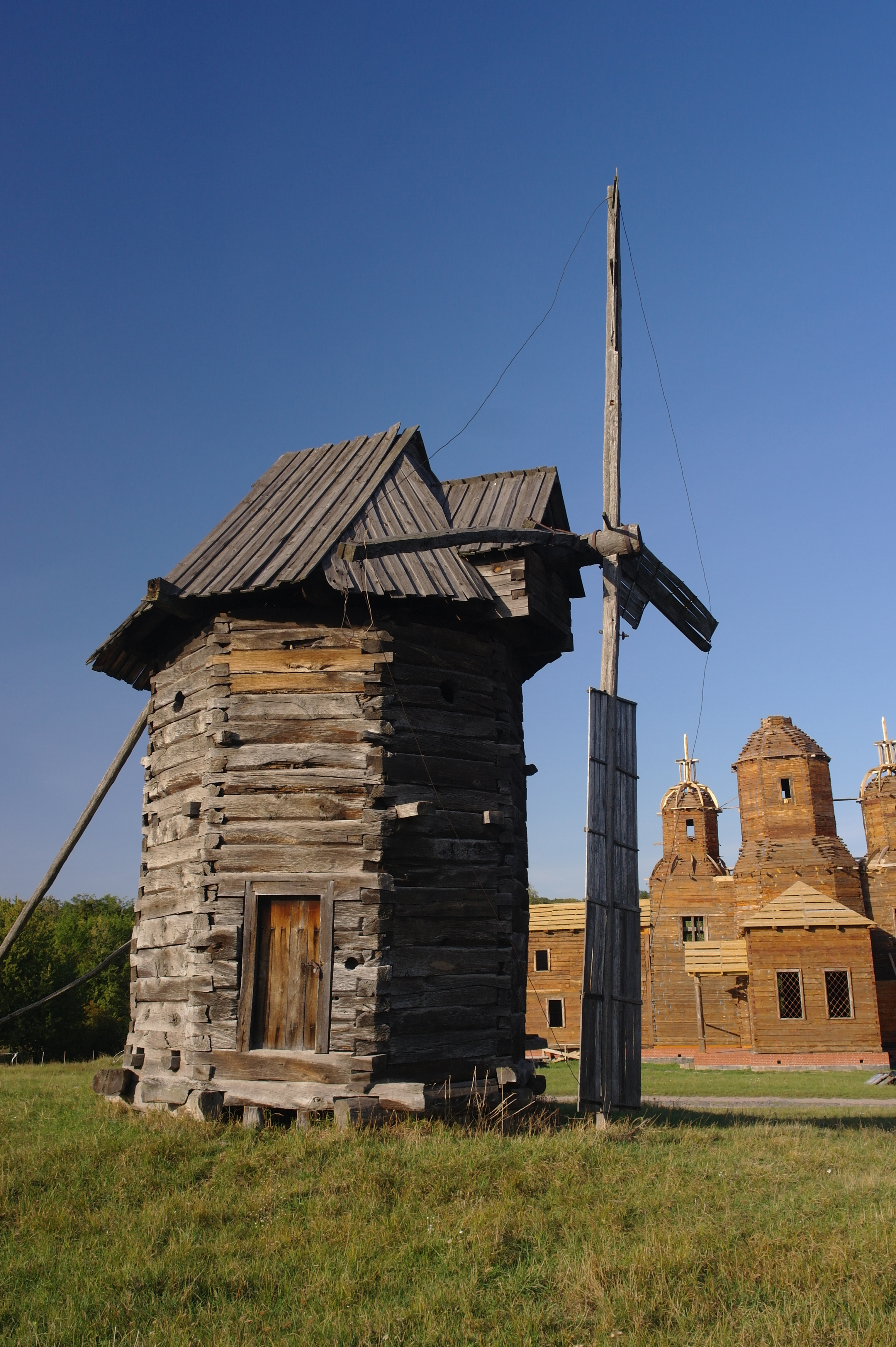
Вітряк у Національному музею народної архітектури та побуту України
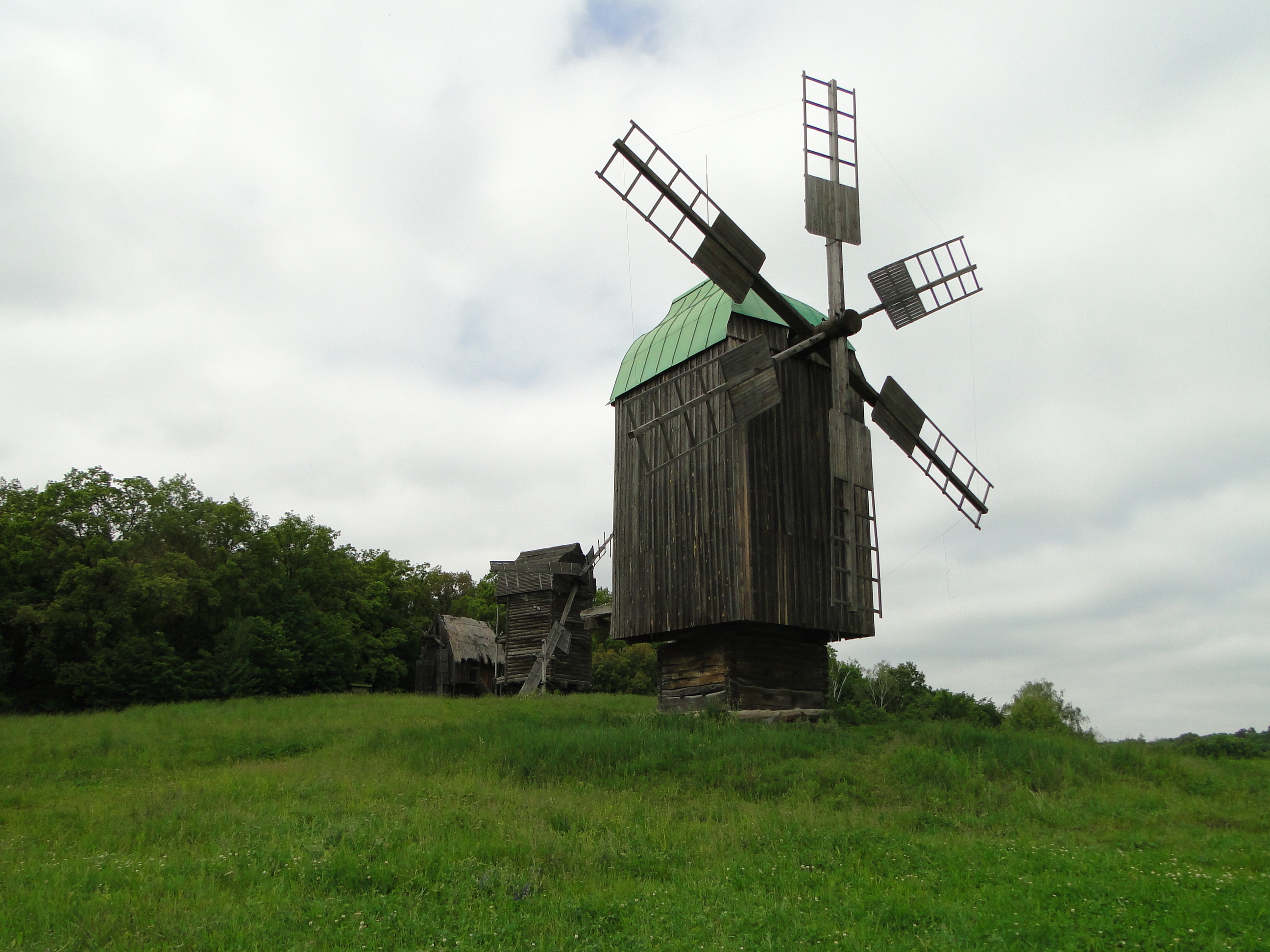
Вітряк у Національному музею народної архітектури та побуту України
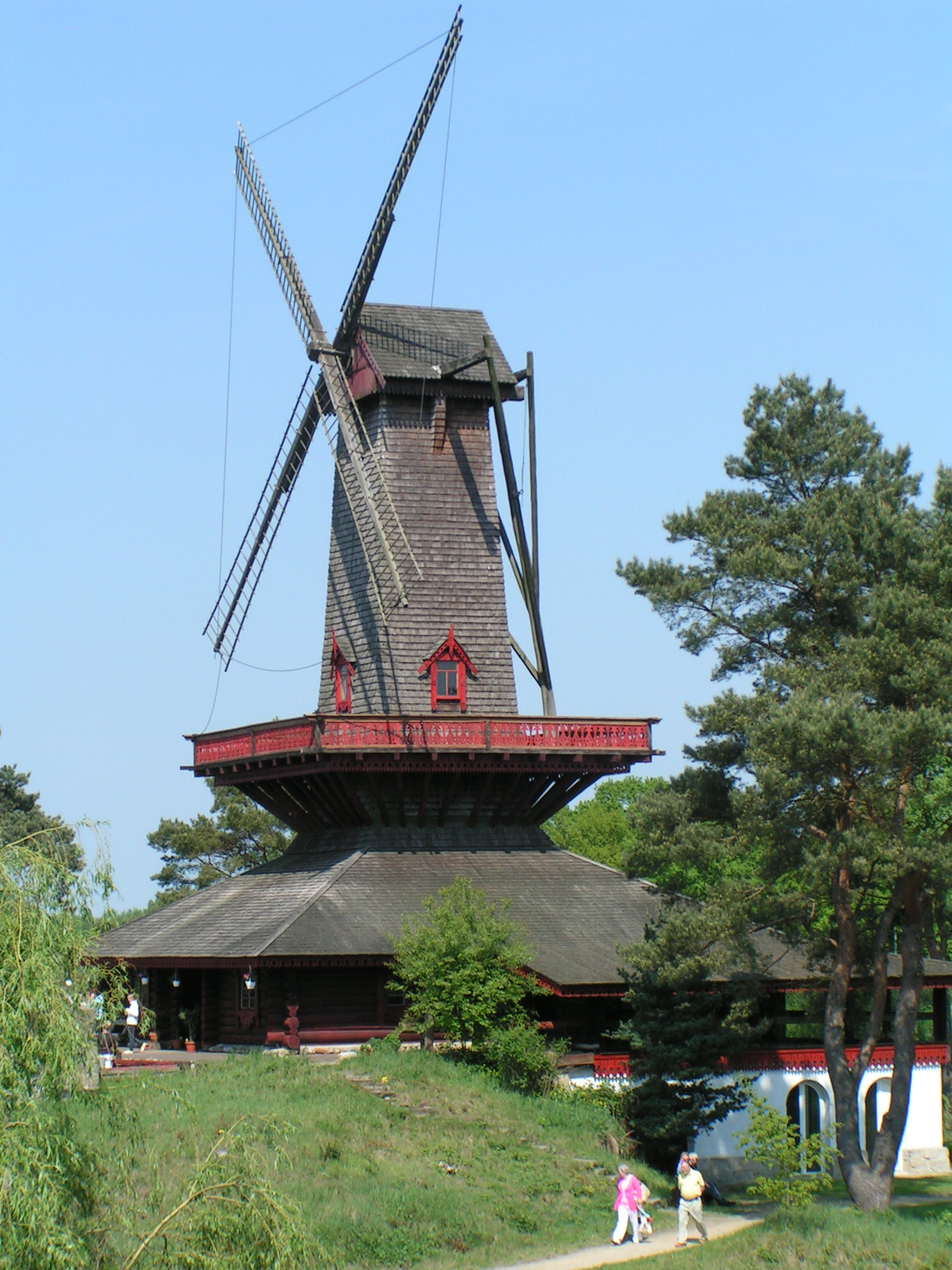
Український вітряк «Наташа» у Міжнародному музеї вітряків і водяних млинів. Гіфгорн, Німеччина.
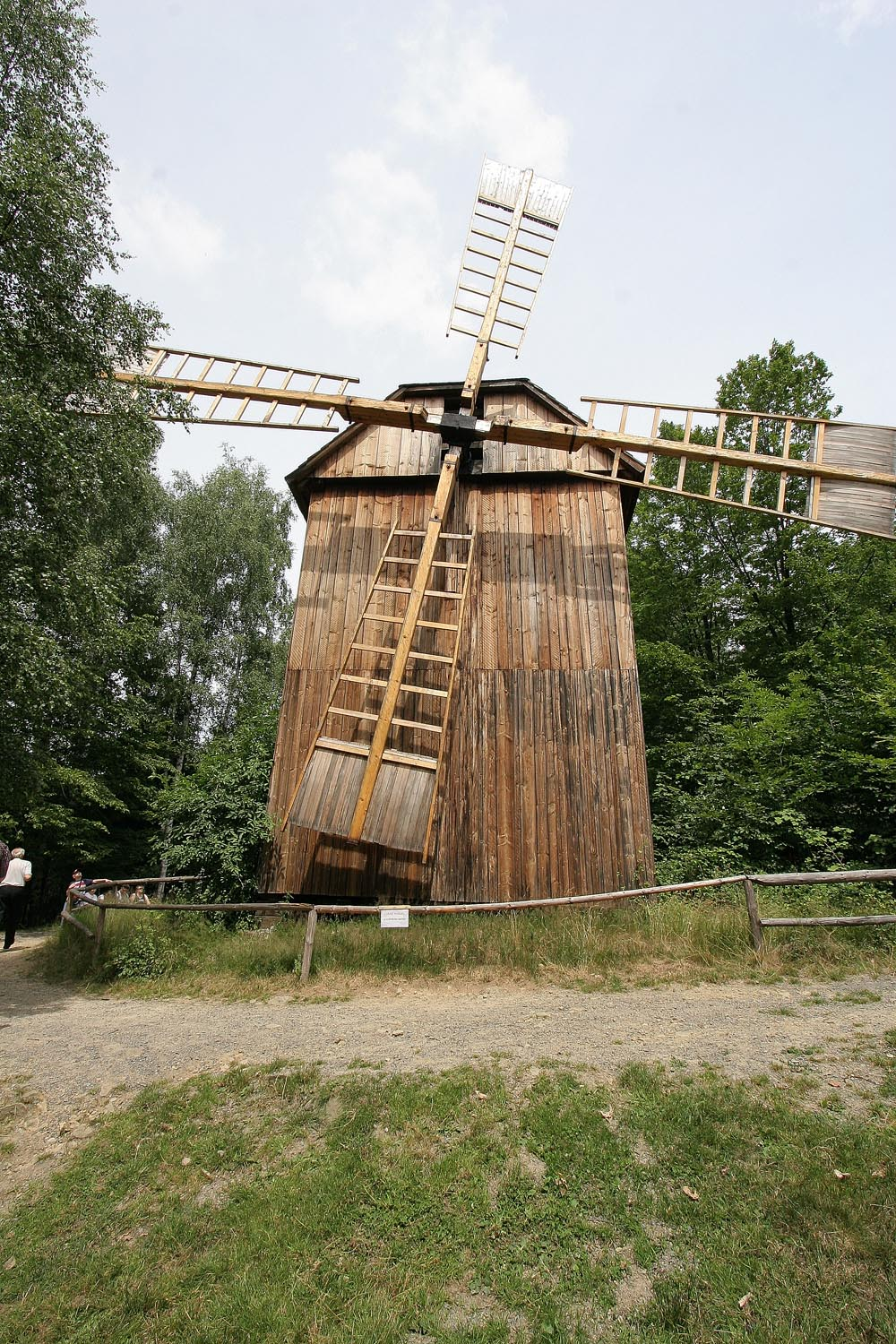
Вітряк з села Кладники, Чехія. Валаський музей просто неба
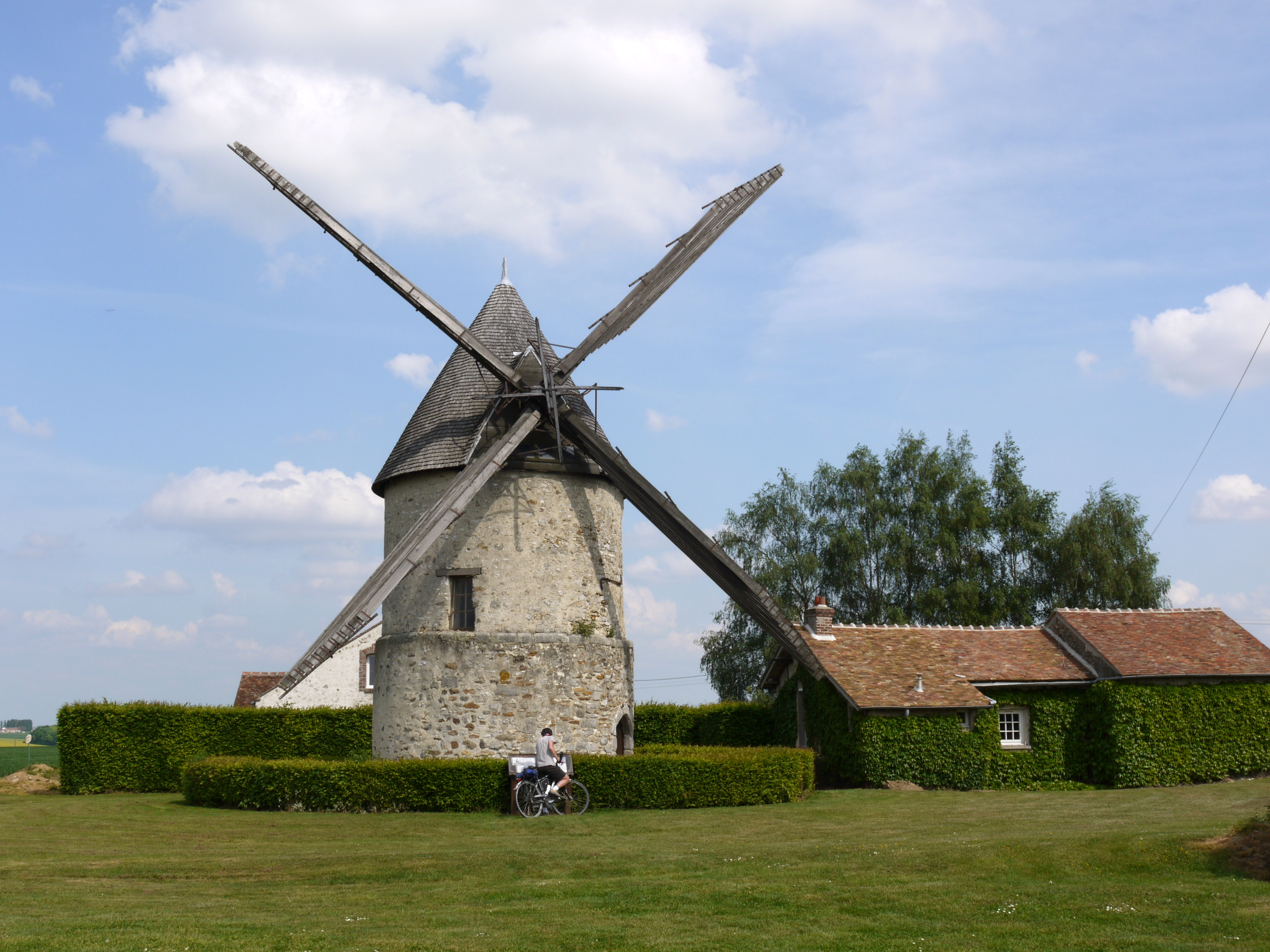
Вітряк поруч з Гастінсом, Франція
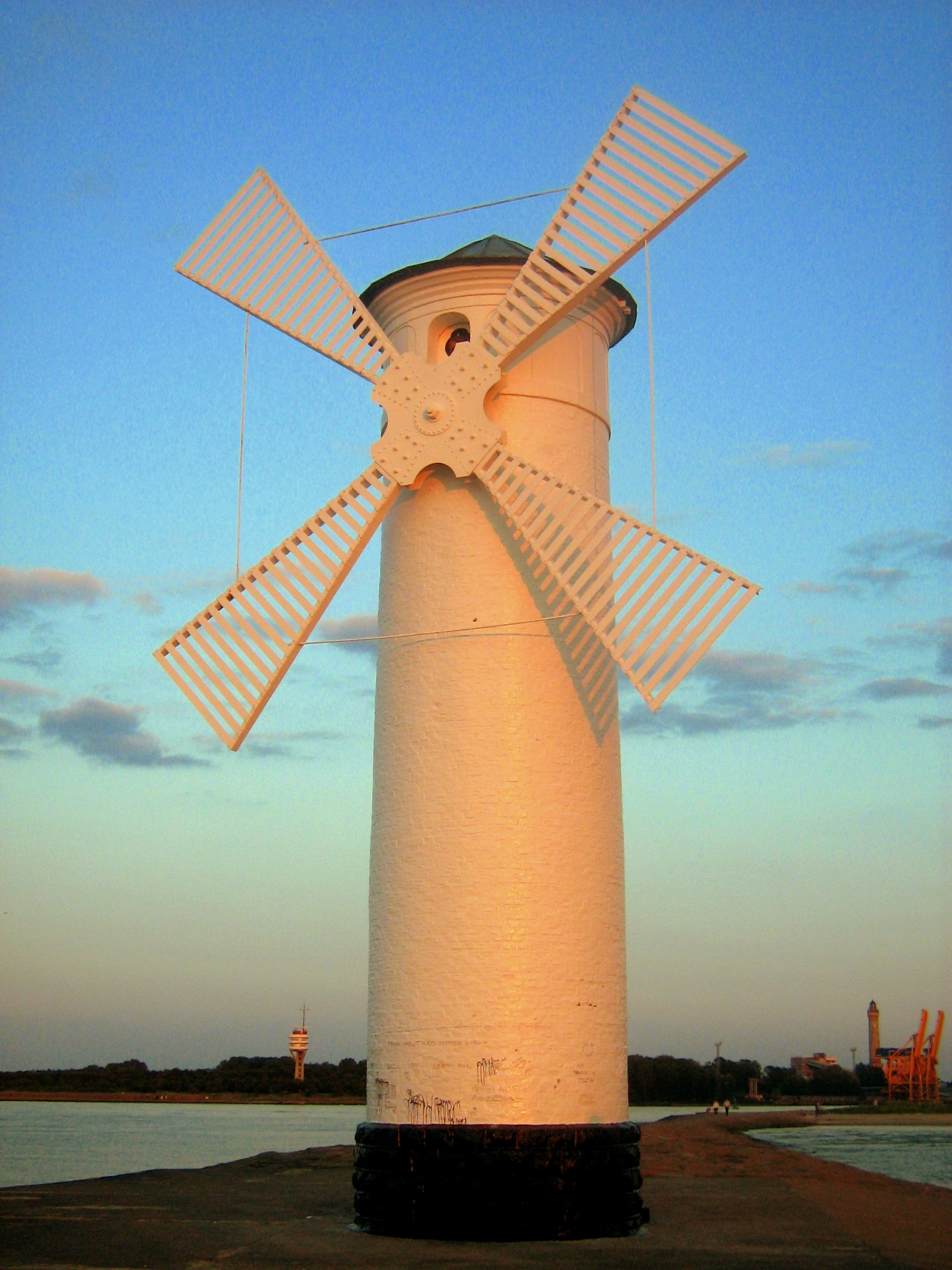
Вітряк у Свіноуйсьце, у гирлі Свіни, що служить навігаційним знаком

Вітряки в живописі

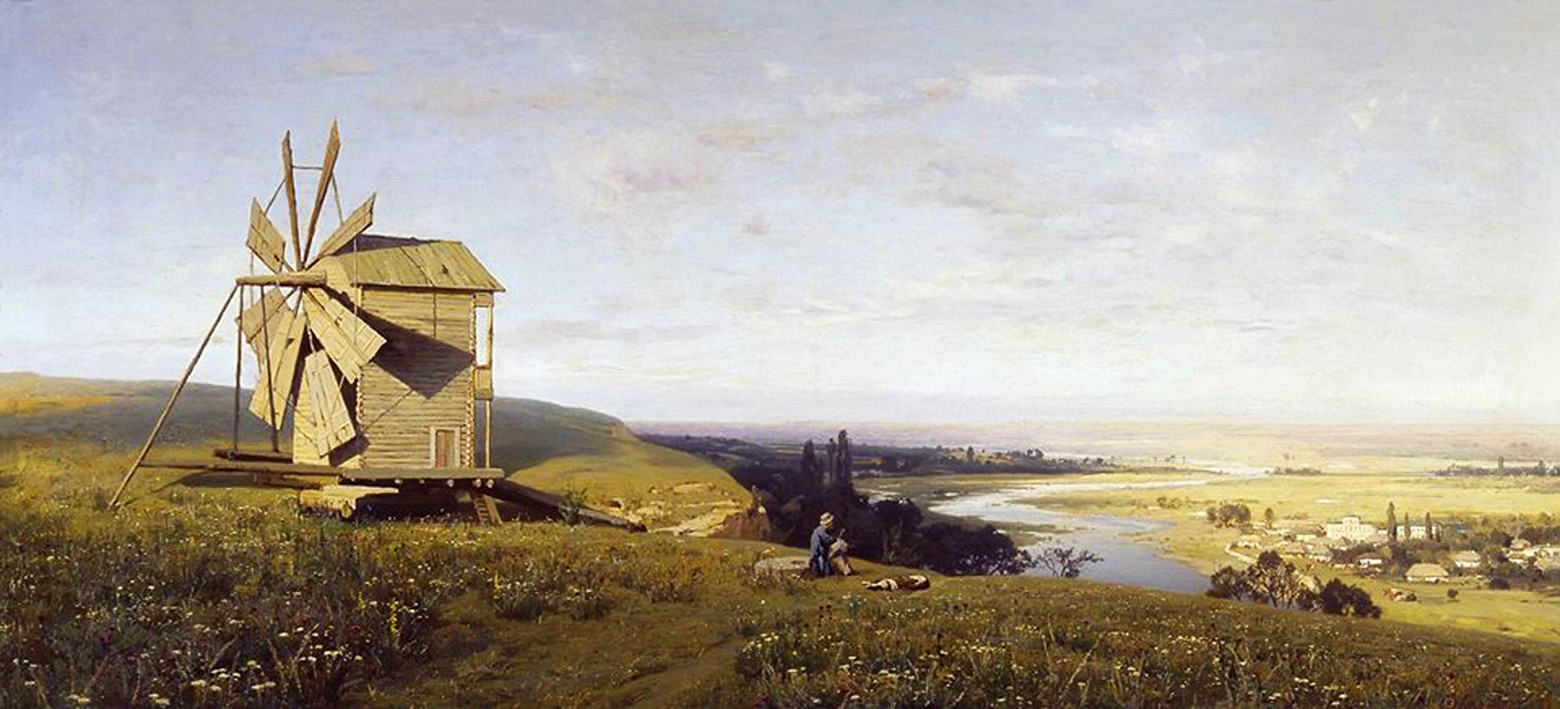
Володимир Орловський. «Український пейзаж», 1882
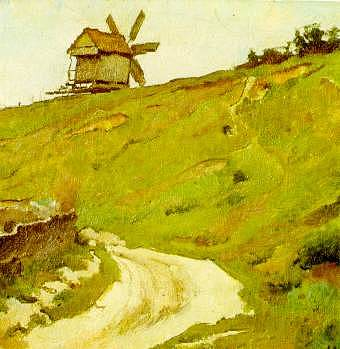
Петро Левченко «Вітряк на горі», 1890-ті рр.
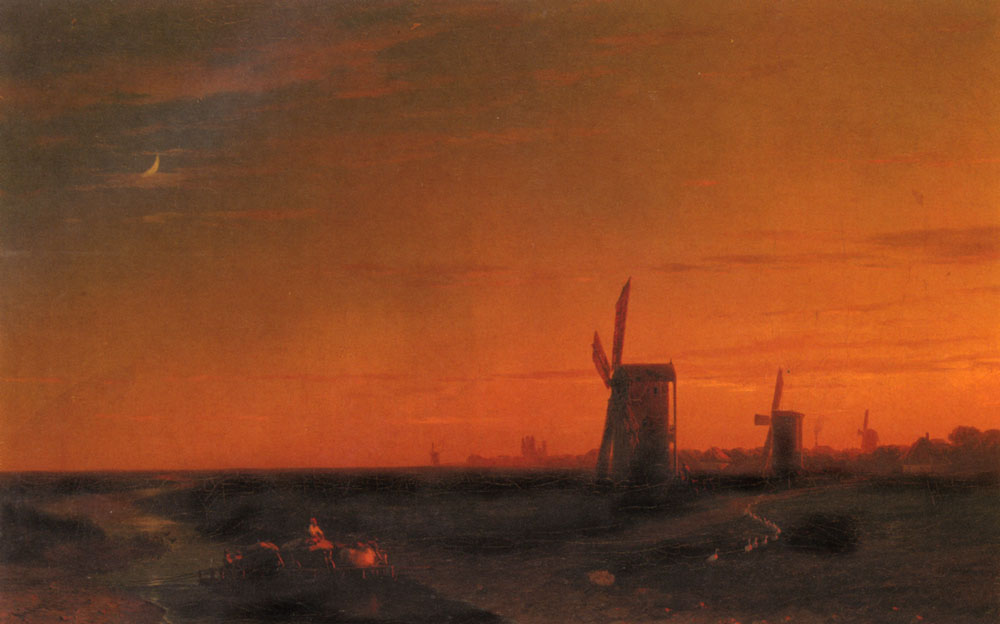
Іван Айвазовський. «Пейзаж з вітряком».
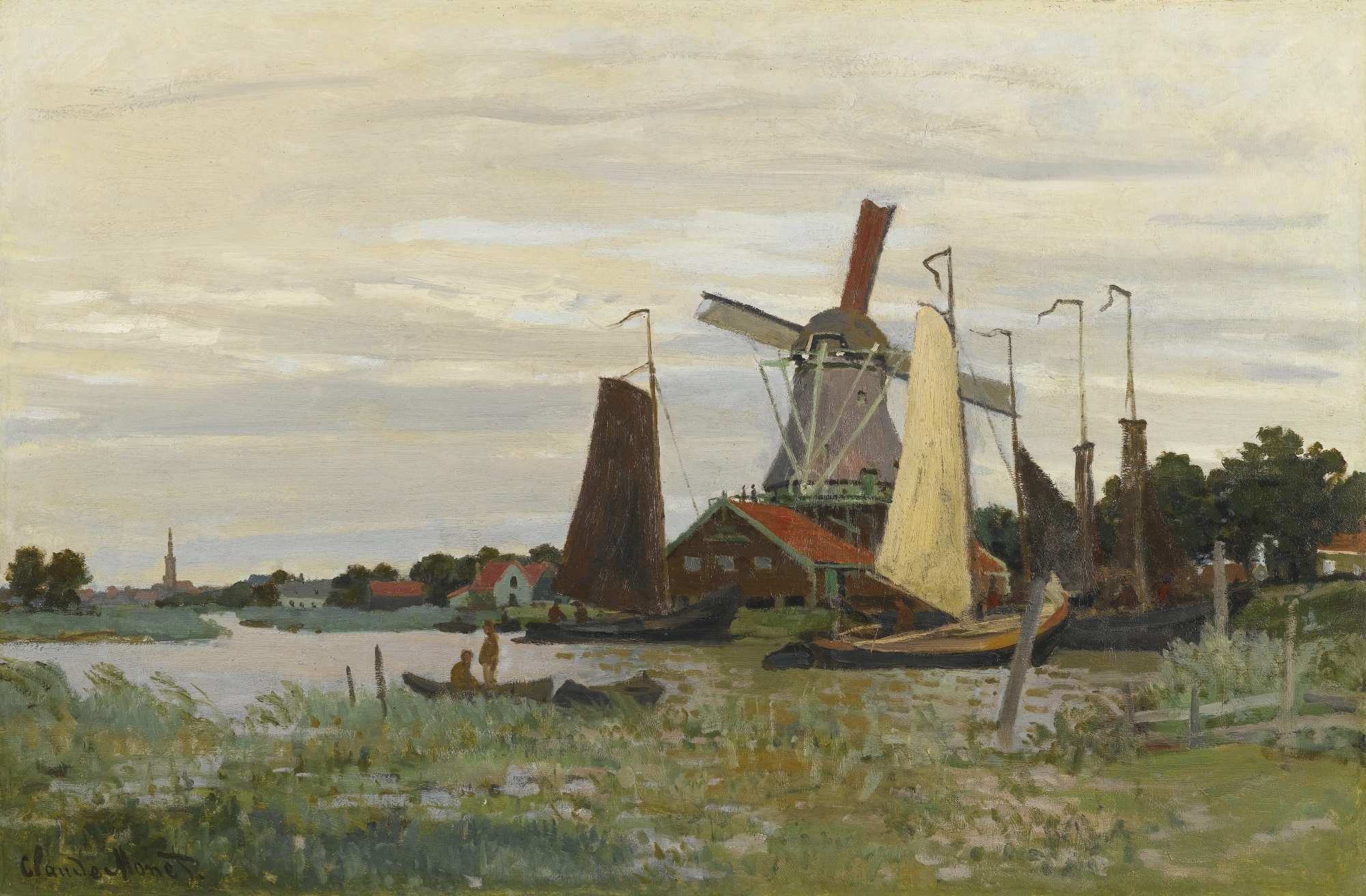
Клод Моне. «Вітряк у Заандамі», 1871.
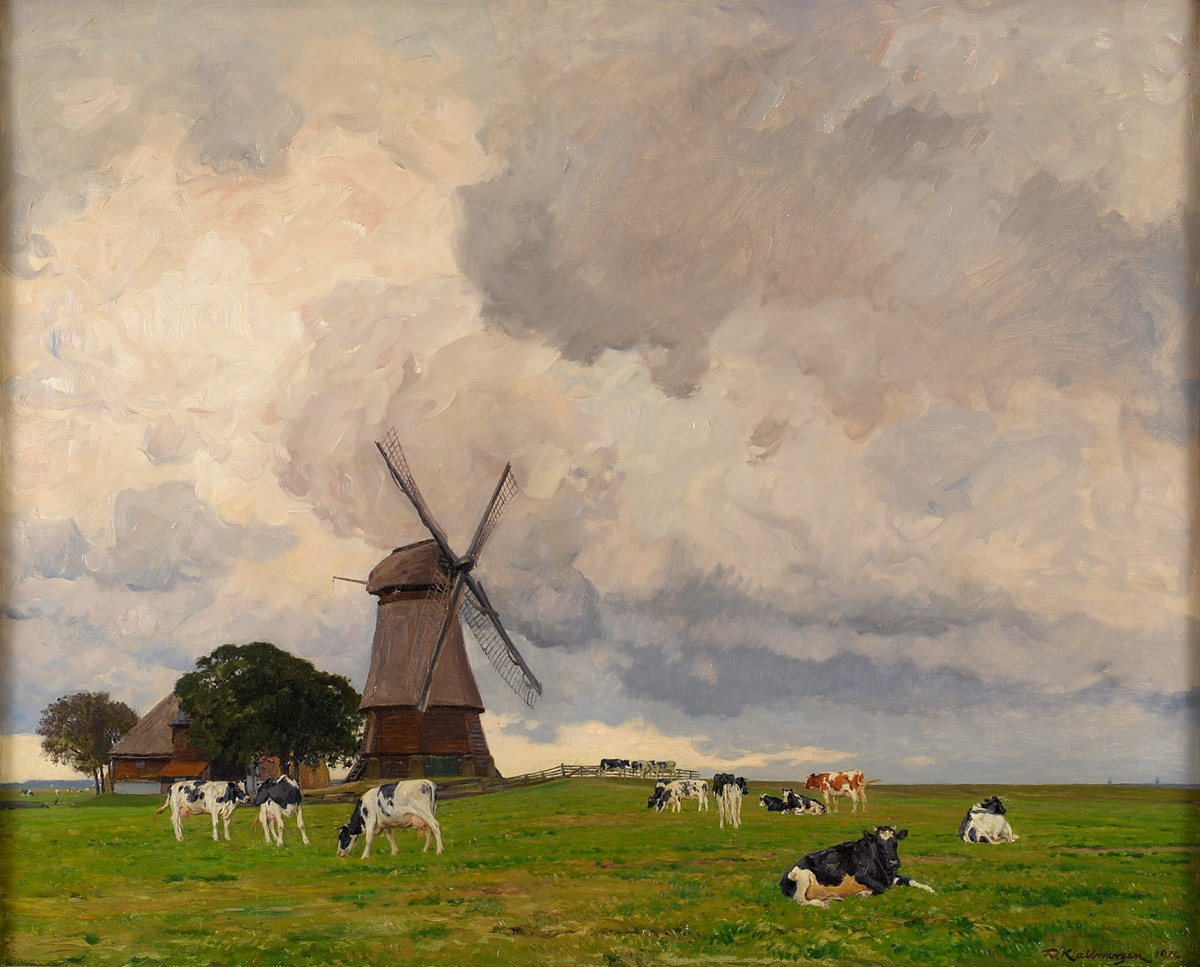
Фрідріх Калмморген. «Весняний пейзаж з вітряком», 1914.
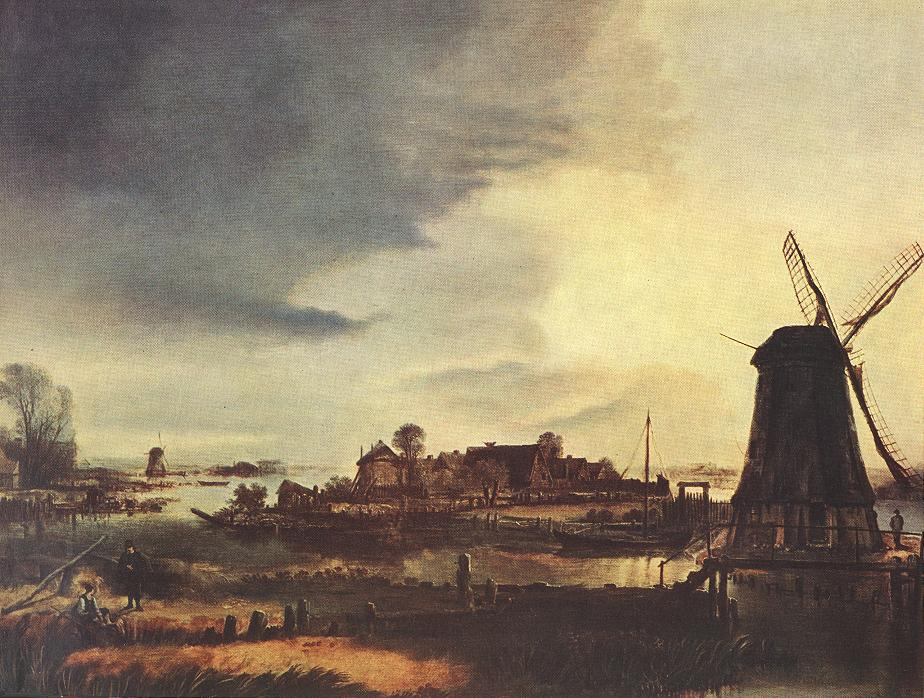
Арт ван дер Нер. «Пейзаж з вітряком», 1646.
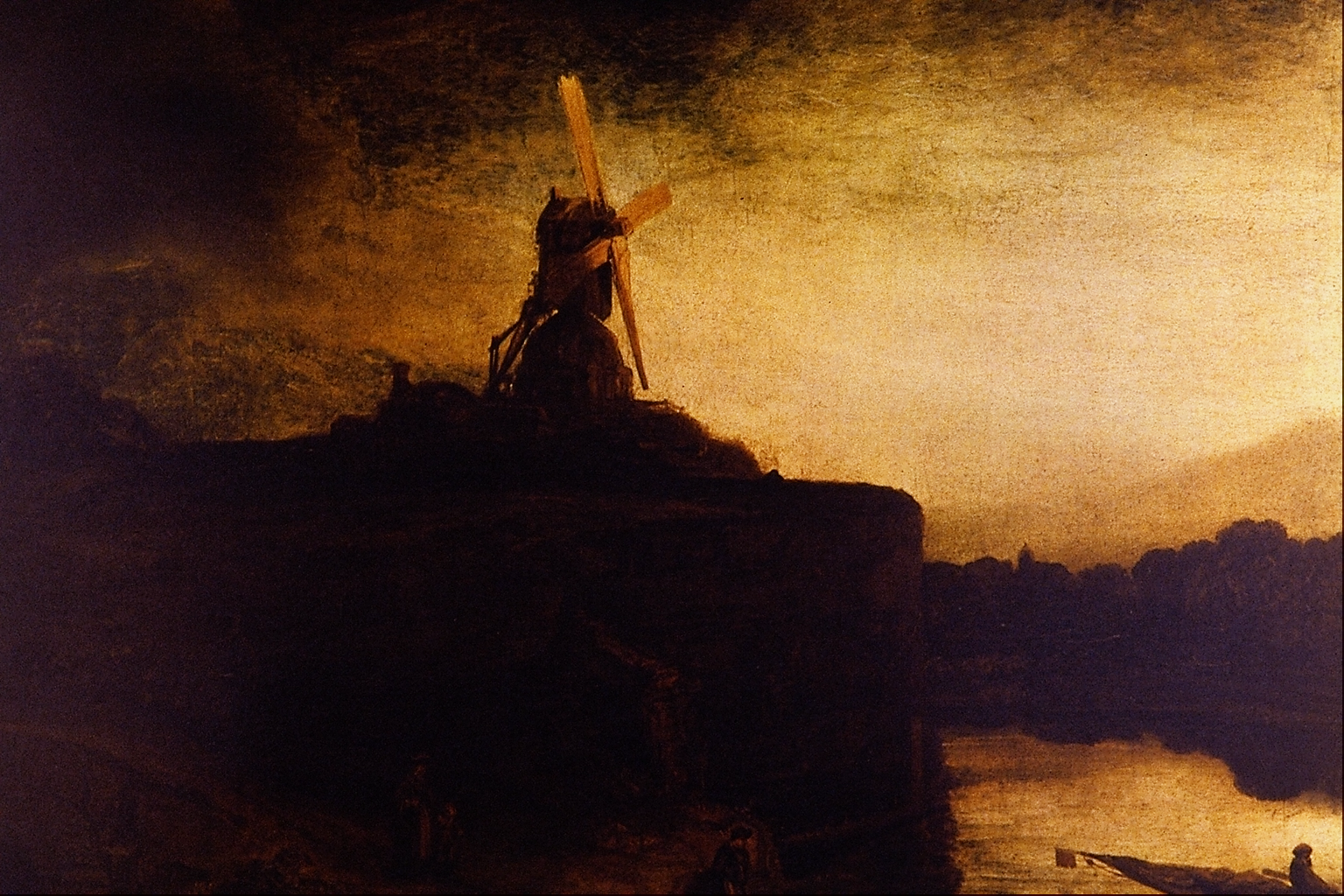
Рембрандт ван Рейн. «Вітряк», між 1645 і 1648.